# Pierre André de Suffren
Pour les articles homonymes, voir Suffren.
Pierre André de Suffren,, dit « le bailli de Suffren » et également connu sous le nom de « Suffren de Saint-Tropez », est un vice-amiral français, bailli et commandeur de l’ordre de Saint-Jean de Jérusalem, né le 17 juillet 1729 au château de Saint-Cannat près d’Aix-en-Provence et mort le 8 décembre 1788 à Paris.
Suffren traverse trois guerres navales franco-anglaises au milieu de la seconde guerre de Cent Ans. Les deux premières lui permettent de mener une double carrière en gravissant peu à peu tous les échelons de la Marine royale et ceux de l’ordre de Saint-Jean de Jérusalem. La troisième lui apporte la gloire. Son nom a depuis été donné à huit navires de la marine française, le dernier en date baptisé en juillet 2019.
Suffren est à l’étranger le plus connu des marins français. De son vivant déjà, il est remarqué par les officiers anglais qui le surnomment l’« amiral Satan ». Clerk of Eldin, penseur naval britannique de la fin du XVIIIe siècle, vante « son mérite, sa bravoure, ses talents militaires » pour bâtir des théories navales dont se serait inspiré Nelson. À la fin du XIXe siècle, Mahan, un stratège américain, fait son éloge. En 1942, l’amiral King, alors à la tête de la marine américaine, dresse la liste des cinq plus fameux amiraux du passé. Il nomme John Jervis, Horatio Nelson, Maarten Tromp, Suffren et David Farragut. Selon lui, Suffren possédait « l’art de tirer le meilleur parti des moyens disponibles accompagné d’un instinct de l’offensive et de la volonté de la mener à bien ».
En France, le jugement de Napoléon est connu, rapporté par Emmanuel de Las Cases : « Oh ! pourquoi cet homme [Suffren] n’a-t-il pas vécu jusqu’à moi, ou pourquoi n’en ai-je pas trouvé un de sa trempe, j’en eusse fait notre Nelson, et les affaires eussent pris une autre tournure, mais j’ai passé tout mon temps à chercher l’homme de la marine sans avoir pu le rencontrer ». Pourtant, Suffren a toujours fait en France l’objet de commentaires contrastés. Le même Las Cases se fait l’écho des nombreux officiers de marine qui détestaient Suffren et surnommaient ce dernier le « gros calfat » en raison de son physique, mais aussi de son comportement.
Au début du XXe siècle, l’amiral Raoul Castex, stratège maritime français, lui rend hommage en parlant de « l’un des trois noms immortels qui jalonnent la marine à voile » avec Michiel de Ruyter et Horatio Nelson. Mais tous les officiers historiens ne partagent pas cet avis. En 1996, l’amiral François Caron qui étudie les campagnes du bailli lâche contre lui une bordée de boulets rouges en concluant que « si le chevalier de Suffren manifesta un indiscutable courage, eut un coup d’œil tactique incomparable, son action, tous bilans faits, reste d’une grande banalité et est très décevante », l'engouement de certains à son égard, estime François Caron, n'étant pas justifié au vu de ses résultats réels.

## Les origines de Suffren

### Sa famille

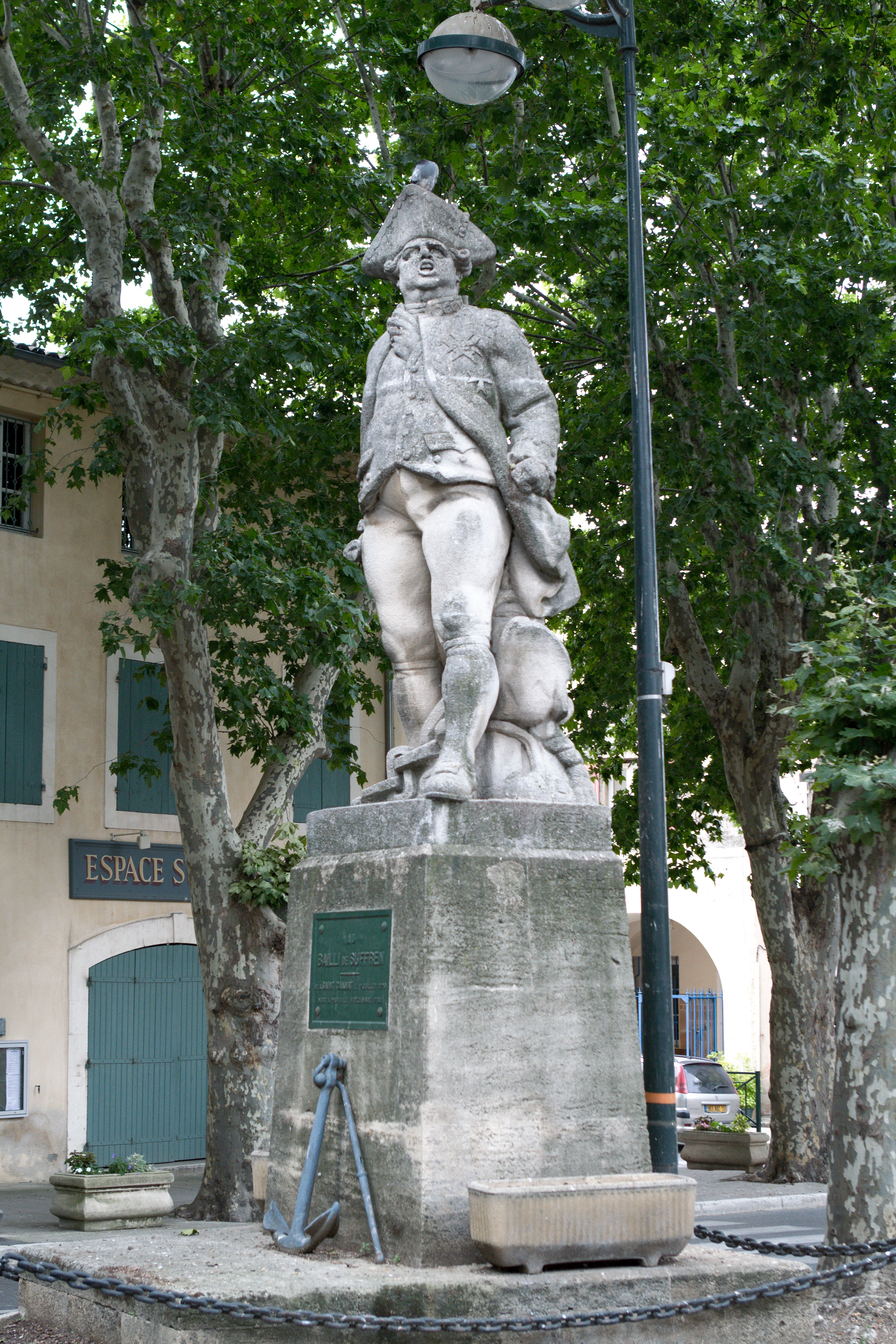
Monument au bailli de Suffren à Saint-Cannat, son village natal.

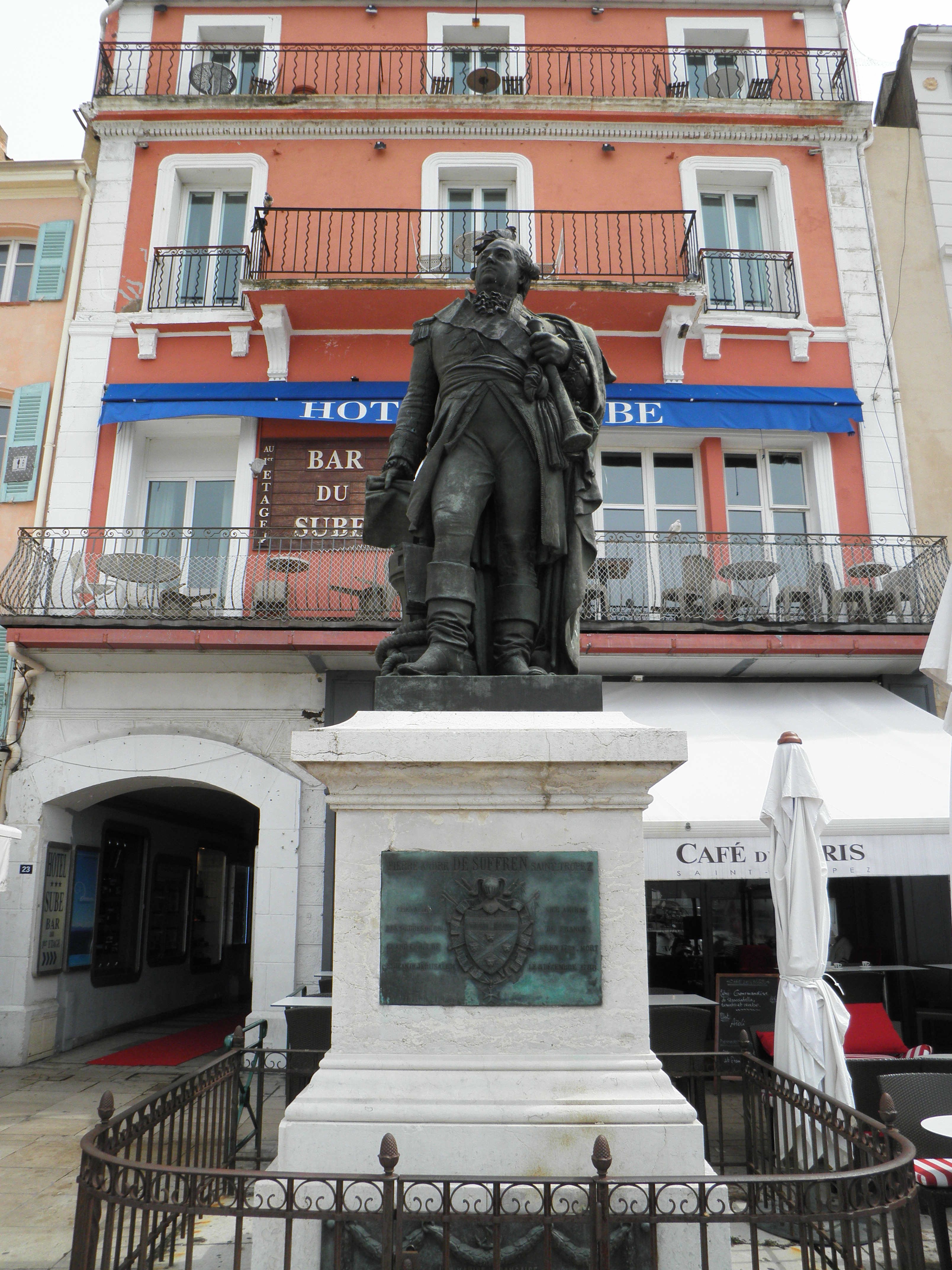
Pierre-Marius Montagne, Monument au bailli de Suffren (1866), Saint-Tropez, quai de Suffren.

Pierre André est le douzième enfant de Paul de Suffren et Hiéronyme de Bruny (fille de Jean-Baptiste de Bruny). C’est une famille dont l’ascension sociale a été continue depuis le XVIe siècle. Dans la fratrie du futur amiral, les quatre garçons seront officier général de l’armée de terre pour l’aîné, évêque pour le deuxième et bailli de l’ordre de Saint-Jean de Jérusalem pour les deux derniers. Deux des filles se marieront avec des gentilshommes provençaux et deux autres entreront au couvent.
C’est dans la ville de Salon, au XVe siècle, qu’on trouve mention pour la première fois de la famille des « Suffrendi ». Elle serait originaire, soit d’Italie où elle aurait fui les guerres entre les guelfes et les gibelins, soit d’une famille locale. L’étude des patronymes locaux montre que Suffren (comme Sifroi, Siffrein, Siffredi… provenant de Siegfried) est le nom de deux saints provençaux très populaires, l’un à Marseille, abbé de Saint-Victor, l'autre à Carpentras, moine de l’abbaye de Lérins avant de devenir évêque de Carpentras au début du VIIe siècle et aussi, une rue de Marseille et deux hameaux près de Lambesc et de Forcalquier portent le nom de Saint-Suffren. Le subterfuge qui consiste à se donner une lointaine ascendance est répandu chez nombre de familles provençales aspirant à la noblesse.
Quoi qu’il en soit, la filiation la plus ancienne, connue et prouvée du bailli remonte à Hugon de Suffren, qui occupe à l’hôtel de ville de Salon-de-Provence la charge de trésorier en 1528 et 1529. Son fils, Jean, est deuxième consul de Salon en 1539, capitaine en 1542 et obtient en 1557 des lettres patentes d’anoblissement pour les bons services qu’il a rendus en temps de guerre « par terre et par mer et autrement ». Antoine, son fils, devient conseiller au parlement de Provence, et ferme partisan d’Henri IV pendant les guerres de religion. Son demi-frère, Jean, entré en religion est un jésuite connu comme prédicateur et confesseur de Marie de Médicis et de Louis XIII pour une brève période. La troisième génération compte deux frères : Palamède (1576-1623), qui aura une nombreuse descendance (elle s’éteindra en 1974), et Jean-Baptiste de Suffren (1582-1647), le cadet de Palamède, fondateur de la branche dont sera issu le bailli.
Jean-Baptiste de Suffren poursuit la carrière juridique en devenant docteur en droit, juge de la ville de Salon et avocat à la cour. Louis (?-1695), le fils de Jean-Baptiste, est premier consul de Salon en 1648 puis conseiller au Parlement de Provence. Son fils, Joseph (1651-1737), le grand-père du bailli, succède à son père dans sa charge de conseiller au parlement, dont il devient le doyen. Joseph épouse Geneviève de Castellane, issue de la vieille noblesse. La mariée apporte en dot les seigneuries de La Môle et de Saint-Tropez. Les Suffren obtiennent le droit de rendre la basse justice dans leurs domaines.
Le père de Pierre André de Suffren, Paul de Suffren (1679-1756), fils ainé de Joseph, est maire-consul de Salon en 1713 et premier consul d’Aix en 1725. Il exerce aussi à Nice la fonction de procureur général au sénat, la principale cour de justice du comté. Il est marié à Marseille en 1711 à Hiéronyme de Bruny, mère de Pierre André. Jean-Baptiste de Bruny (1665-1723), père de Hiéronyme, passe pour l’homme le plus riche de Marseille ayant fait fortune dans le commerce maritime comme importateur et exportateur, armateur fréteur, assureur maritime et banquier. Déjà anobli par l’achat de l’une des 300 très coûteuses charges de secrétaire du roi, il a fait en 1715 l’acquisition de la seigneurie de Saint-Cannat, puis en 1719 de la baronnie de La Tour-d'Aigues, et enfin de la terre et du château de Lourmarin. Lorsqu’il meurt en 1723, le grand-père maternel du bailli laisse une fortune estimée à 2 243 000 livres. Hiéronyme hérite de la terre de Saint-Cannat et d’une somme de 186 000 livres. Paul de Suffren fait élever en marquisat la propriété de sa femme. Le titre de marquis de Saint-Cannat ne sera cependant guère porté par la famille, ses détenteurs lui préférant celui de marquis de Saint-Tropez.

### Son enfance
Pierre André de Suffren naît le 17 juillet 1729 au château de Saint-Cannat en Provence, entre Salon et Aix. C'est le douzième de quatorze enfants de la fratrie, sept garçons et sept filles, dont neuf parviendront à l’âge adulte. Les naissances s’étalent sur une vingtaine d’années. Sur l’enfance de Pierre André on dispose de peu d’éléments, on ne sait rien des relations entre les parents de Pierre André et leurs très nombreux enfants. Pierre André n’est pas élevé avec ses aînés qu’il ne connaîtra guère, à commencer par son premier frère, destiné par son père à faire une carrière dans l’armée de terre. Il a sans doute peu cohabité aussi avec Louis-Jérôme, de huit ans son aîné, et qui quitte tôt la maison pour l’Église. C’est avec Élisabeth-Dorothée, d'un an son aînée, et avec Paul-Julien, d'un an son cadet, que Pierre André passe l’essentiel de son enfance. Suffren se montre très attaché à sa nourrice qu’il appelle Babeou et à qui il rend une ultime visite en 1784, à son retour des Indes.
Les deux frères sont présentés très tôt semble-t-il à l’ordre de Saint-Jean de Jérusalem. Il n’y a donc au départ aucun choix personnel du jeune Suffren pour la carrière navale. Il semble par ailleurs que le jeune homme ait connu la mer assez tôt, à bord des bateaux de pêche de Saint-Tropez.
Sa présence au collège des Jésuites de Toulon est attestée en 1743, au moment de son entrée dans la marine. Pierre-André est inscrit à l’école des gardes de la marine le 30 octobre 1743. Il a 14 ans et 3 mois. Éducation qui n’empêche pas Pierre-André de parler avec un accent provençal qu’il gardera toute sa vie.

## Les premiers combats pendant la guerre de succession d’Autriche (1740-1748)
La rivalité navale et coloniale franco-anglaise, en sommeil depuis la mort de Louis XIV reprenait forme au tournant des années 1740. Il est vrai que l’empire colonial français, étendu du Canada aux Antilles (Saint-Domingue) en passant par la Louisiane, les comptoirs africains et l’essentiel de l’Inde du sud (le Dekkan) jouissait d’une grande prospérité qui exaspérait les Anglais. Les marchands londoniens ne cessaient de se plaindre et les rapports entre les deux capitales se dégradaient, d’autant que l’Angleterre était en guerre avec l’Espagne depuis 1739, ce qui mettait Versailles dans l’embarras car les couronnes française et espagnole étaient cousines (un petit-fils de Louis XIV, Philippe V d’Espagne régnait à Madrid depuis 1700). Une flotte espagnole trouvait refuge à Toulon, poursuivie par la Royal Navy. De plus en plus inquiet, le gouvernement de Louis XV décidait de déployer deux grandes escadres aux Antilles et reprenait la tactique habituelle du soutien au prétendant Charles Édouard Stuart : aider ce dernier à reconquérir la couronne perdue par son aïeul en 1688. De plus en plus nerveuse, la Royal Navy canonnait régulièrement des vaisseaux français en faisant mine de croire qu'ils étaient espagnols. La France préparait une armée et une flotte pour débarquer en Angleterre alors que la guerre n’était pas même déclarée.
Les enjeux de cette nouvelle guerre navale franco-anglaise sont considérables. Côté anglais on est déterminé à briser l’expansion maritime et coloniale de la France. La Royal Navy dont les effectifs sont très supérieurs à ceux de la marine française doit rapidement surclasser les escadres françaises, assurer le blocus des ports militaires et commerciaux, et pour finir s’emparer des possessions coloniales françaises. Côté français, contrairement à une légende tenace, Louis XV ne se désintéresse pas des affaires maritimes, mais on est conscient à Versailles que l’on a tout à perdre dans de grandes batailles navales d’escadres où les Anglais auraient toujours l’avantage numérique. Maurepas, avec l’accord de son souverain, décide donc d’utiliser les vaisseaux à une tâche précise, la conquête d’une île ou d’un port, et la protection des convois. Ce dernier point est très important. Il s’agit de protéger les nombreux navires de commerce français qui croisent entre les « isles » et les ports de l’Atlantique en organisant de grands convois escortés par des frégates ou des vaisseaux de premier rang. C’est dans ce contexte que le jeune Pierre-André va faire l’apprentissage de ses premiers combats navals, huit mois après avoir fait ses classes à Toulon puis Brest[réf. incomplète].

### La bataille du cap Sicié (1744)

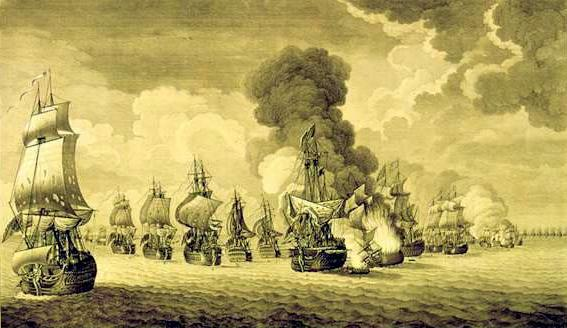
La Bataille du cap Sicié (22 février 1744) (1796), gravure de Diego de Mesa. Ce combat, appelé « bataille de Toulon » par les Anglais et les Espagnols, voit le premier engagement naval de Suffren. Il n’a pas encore 15 ans.

L’escadre espagnole de don Juan José Navarro, destinée à transporter à Gênes un corps expéditionnaire restait réfugiée depuis 1742 à Toulon. C’était une situation humiliante pour le roi d’Espagne, mais aussi pour la France, dont le grand port de guerre de Méditerranée subissait le blocus anglais depuis deux ans à partir des îles d'Hyères où la Navy s'était installée. Il n’était plus possible de reculer.
Le gouvernement français décide donc de fournir à son allié la protection d’une escadre pour forcer le blocus et lui permettre de regagner Barcelone. Suffren se retrouve embarqué sur le Solide, un vaisseau de 64 canons déjà ancien puisque lancé en 1722. Après trente années de paix il est difficile de réunir les équipages et de retrouver un minimum de discipline. Une forte pagaille règne dans le port, au dire même de l’intendant de marine, M. de Villeblanche. C’est le vénérable lieutenant général Court de La Bruyère, 77 ans, qui se retrouve aux commandes des seize vaisseaux français alors qu’il n’a plus navigué depuis 1715. L’historien ne peut que s’interroger sur un tel choix, mais il remarque que du côté de la Royal Navy ce n’est guère mieux. Même si le vice-amiral Thomas Mathews est un peu plus jeune (68 ans), la Navy est aussi en crise. Enferrée depuis 1739 dans cette guerre contre l’Espagne qu’elle ne parvient pas à gagner, le moral et la discipline sont au plus bas. Quant à la marine espagnole, elle manque cruellement de personnel. Madrid a bien tenté de faire venir 2 000 soldats d’Espagne par voie de terre pour renforcer son escadre, mais 1 000 d’entre eux ont déserté en cours de route.
Quoi qu’il en soit, après plusieurs exercices d’entraînement dans la rade, l’escadre combinée sort de Toulon, les Français occupant l’avant-garde et le centre (où se trouve intégré le Solide), les Espagnols en arrière-garde. Les Français, qui ne sont toujours pas en guerre avec l’Angleterre, ont pour consigne de ne pas tirer les premiers alors que Mathews doit prendre ou détruire les navires espagnols sous escorte française. C’est dans cette situation politico-militaire compliquée que les 28 navires franco-espagnols se retrouvent engagés par les 32 vaisseaux de l’escadre anglaise. Le combat se déroule selon la classique manœuvre de la ligne de file. Mathews, qui a pris l’avantage du vent, remonte la ligne alliée et cherche à concentrer son attaque sur l’arrière-garde où se trouvent les Espagnols. Le centre n’est que partiellement engagé dans une canonnade assez lointaine. Le jeune Suffren y connaît son baptême du feu dans les échanges de tir entre le Solide et le Northumberland. Le combat se fixe sur l’affrontement des deux avant-gardes, les vaisseaux français se montrant supérieurs en artillerie et en manœuvrabilité. La bataille tourne finalement à l’avantage des Franco-Espagnols lorsque l’amiral anglais est abandonné par une partie de ses capitaines qui lui désobéissent. Les Espagnols, moins manœuvrants, ont perdu un petit navire, le Poder, mais ont pu contenir la Royal Navy qui a trois vaisseaux forts abîmés et doit se retirer sur Gibraltar et Port Mahon pour réparer.
Ce combat naval aujourd’hui oublié eut à l’époque un immense retentissement et fut clairement interprété comme une défaite anglaise : deux amiraux et onze commandants anglais allaient passer en conseil de guerre, le blocus était levé et la flotte espagnole regagnait ses ports. Le ministre de la marine, Maurepas y voyait la victoire de sa conception des vaisseaux neufs qu’il avait favorisée pour faire face à la Royal Navy. En Espagne l’évènement fut fêté comme une grande victoire, ce qui n’empêcha pas une violente polémique d’éclater, les Espagnols accusant les Français de leur avoir laissé supporter le plus gros du combat et d’avoir tardé à les secourir.
L’escadre française, après avoir escorté les vaisseaux rescapés de don Juan José Navarro, rentre sans encombre à Toulon. Suffren débarque le 30 juin et passe le mois de juillet en instruction à terre. Ce sera la fin de sa formation théorique. Le 1er août 1744 il embarque à bord du Trident, un vaisseau de 64 canons. Son instruction dans la compagnie des gardes de Toulon a duré en tout moins de quatre mois. Suffren va donc bénéficier d’une formation « à l’anglaise », c’est-à-dire pratique, en mer. Le 15 mars 1744, Louis XV déclare enfin la guerre à l’Angleterre. Le jeune Pierre-André se retrouve donc à bonne école pour progresser rapidement dans le conflit franco-anglais qui s’annonce long et qui n’est pas joué d’avance.

### Les patrouilles dans la Manche (1745)
Suffren découvre la navigation hors de Méditerranée lorsque le Trident passe aux Antilles en l’été 1744. Le navire ne participe à aucun engagement naval. Au retour en 1745, Pierre-André embarque à Brest sur la Palme, une corvette de douze canons. C’est un univers nouveau que découvre le jeune Provençal de 16 ans. Il a jusque-là servi sur deux grandes unités avec des états-majors nombreux où il ne figurait qu’au bout du dernier rang. Il n’a pu occuper que des fonctions en sous-ordre, étroitement surveillé par un officier plus ancien. Tout change sur la Palme, petit navire qui n’a que quelques dizaines d’hommes d’équipage, commandé par un simple enseigne de vaisseau, M. de Breugnon. En l’absence de tout autre officier embarqué, Pierre-André se retrouve investi de lourdes responsabilités. Il doit pour la première fois assurer le quart en chef, exercer les fonctions du second, veiller à la bonne tenue matérielle du bâtiment comme au comportement de l’équipage. Rude tâche sur un navire où presque tous les matelots ne parlent qu’en breton, langue que ne comprend pas Suffren.
La mission de la Palme consiste en patrouilles le long des côtes de la Manche pour protéger les pêcheurs et les caboteurs contre les corsaires britanniques. Le 29 décembre 1745, le navire se trouve au large de Calais. La corvette engage le combat contre deux corsaires anglais, mais celui-ci tourne au fiasco. Une large partie de l’équipage refuse d’obéir lorsque l’ordre d’abordage est donné. Les deux corsaires anglais réussissent à s’enfuir en s’emparant au passage d’un petit navire corsaire français.
L’enquête qui suit ne permet pas de désigner les hommes d’équipage qui ont failli et coûte finalement son commandement à M. de Breugnon, alors que Suffren doit reconnaître qu’il n’a pas réussi à se faire obéir. « Le jeune enseigne de vaisseau commandant la corvette et son beaucoup trop jeune second ont été incapables de maîtriser une situation difficile et n’ont pu imposer leur volonté à un équipage qu’ils dirigeaient pourtant depuis trois mois et demi » juge Rémi Monaque. Il ne suffit pas seulement d’être courageux, commander est un art qui s’apprend. Suffren va retenir cette rude leçon et va désormais chercher à établir des relations de confiance avec les équipages. Esprit pratique, Pierre-André va aussi apprendre le breton, comme il apprendra plus tard l’anglais et l’italien.

### L'expédition de Louisbourg (1746)

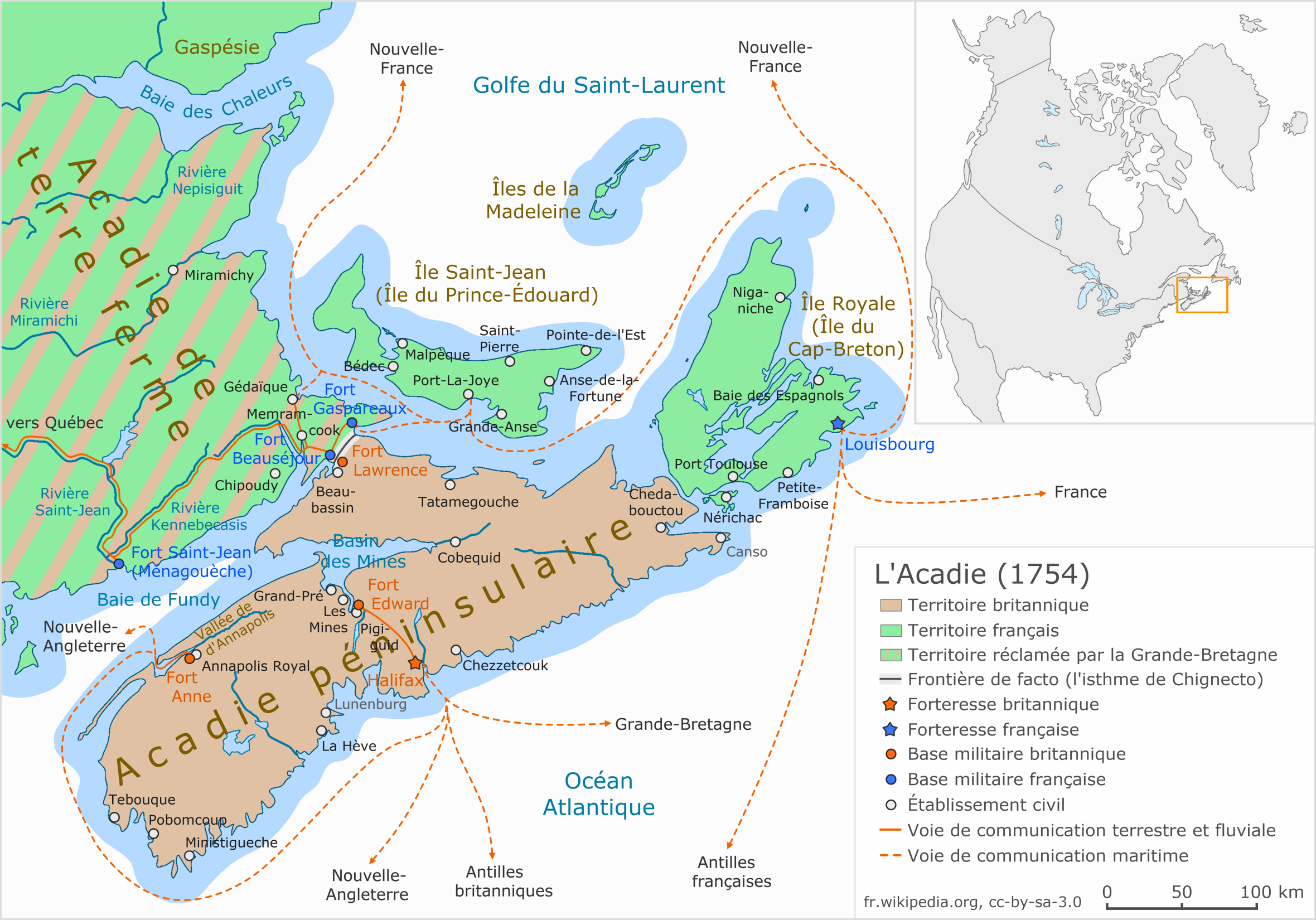
L’Acadie en 1754. En 1745 les Anglais s’emparent de Louisbourg qui défend l’entrée de la Nouvelle-France. Suffren participe en 1746 à la dramatique tentative de reprise de la place.

En 1746, Suffren embarque de nouveau sur le Trident (64). Le navire est requis pour faire partie de l’expédition confiée au duc d’Anville en vue de la reprise de Louisbourg. L’année précédente, la grande forteresse chargée de défendre l’entrée du Canada sur l’île du Cap-Breton avait été prise presque sans combat. La place, mal défendue par 1 500 hommes en révolte, s’était laissée surprendre par un débarquement improvisé de 4 000 hommes monté depuis la Nouvelle-Angleterre. C’était une lourde défaite qui ouvrait les portes du Saint-Laurent aux Anglais.
Le ministre de la Marine, Maurepas, décide aussitôt d’envoyer une puissante escadre reprendre Louisbourg, soit 55 (ou 60) bâtiments portant 3 500 hommes de troupe escortés par 10 vaisseaux, 3 frégates et 3 navires à bombarde, commandés par le duc d’Anville. Le plan, très ambitieux, prévoit aussi de reprendre Port-Royal, l’ancienne capitale de l'Acadie devenue Annapolis, et rien moins que de détruire en représailles la ville de Boston d'où était partie l'attaque l'année précédente.
Mais Brest, qui n’a pas retrouvé le rythme du temps de guerre, a beaucoup de mal à armer cette grande escadre et l'opération va de retards en déconvenues. Le convoi se rassemble lentement à l'île d'Aix au large de Rochefort (à partir du 12 mai) où se déclare une épidémie de typhoïde. Puis il part très tard dans la saison (22 juin) et se traîne dans une interminable traversée de l’Atlantique. L’expédition n’arrive que le 12 septembre 1746, retard largement imputable aux navires marchands, puis elle est bousculée par une terrible tempête qui force plusieurs bâtiments, très abîmés, à rentrer sur la France. L’expédition tourne finalement à la catastrophe sanitaire. Le scorbut, puis une toxicose liée à la mauvaise qualité des vivres se déclare et décime les équipages : 800 soldats et 1 500 matelots décèdent en quelques jours. D’Anville, emporté par une crise d’apoplexie s’écroule sur le gaillard d’arrière de son navire amiral (le Northumberland). Il est remplacé par Estourmel qui tombe à son tour malade, puis tente de se suicider. La Jonquière, qui reprend le commandement, fait une ultime tentative avec quatre vaisseaux et ce qui reste du convoi contre la ville d'Annapolis. Mais la tempête s’en mêle à nouveau alors que l’épidémie poursuit ses ravages. La Jonquière décide de rentrer. Les vaisseaux, réduits à l’état d’hôpitaux flottants, reviennent en ordre dispersé, l’un d’entre eux étant capturé. L’escadre a été vaincue par la maladie sans même avoir livré bataille. Louisbourg restera entre les mains des Anglais jusqu’à la fin de la guerre.
Les qualités de Suffren commencent à être remarquées : le capitaine du Solide rend un rapport élogieux sur la conduite du jeune homme pendant l’expédition, mais l’essentiel est ailleurs. Pierre-André, qui a 17 ans, a sans doute été très fortement marqué par cette expérience : durant toute sa carrière il accordera un soin particulier au ravitaillement de ses vaisseaux et à la santé de ses hommes.

### La guerre des convois et ses enjeux
Malgré le lourd échec de Louisbourg, l’étude attentive de cette nouvelle guerre franco-anglaise montre que les choix stratégiques du ministre Maurepas se révèlent judicieux, en tout cas pour les trois premières années de la guerre. De 1744 à 1747, le commerce naval français fonctionne sous forme de gigantesques convois – dont certains font plusieurs centaines de navires – escortés par des petites ou moyennes escadres dans l’Atlantique et dans une moindre mesure l’océan Indien. Après des débuts difficiles le système fonctionne de façon très satisfaisante. « Contrairement à ce qui a souvent été écrit, les meilleurs officiers de la Marine sont affectés à ces escortes dont ils se sont parfaitement acquittés, et les chambres de commerce des ports leur adressent des félicitations » note Patrick Villiers. Ces missions obscures, oubliées pendant longtemps des historiens, assurent tant bien que mal la liberté des mers pour les Français.
Constat que fait aussi la Royal Navy en 1747 et qui la pousse à changer de stratégie. Les Anglais se rendent compte d’abord qu’ils ont commis une lourde erreur en s’engageant dans la guerre continentale contre la France. Outre que l’armée anglaise est régulièrement écrasée aux Pays-Bas autrichiens, cet engagement nécessite de mobiliser une importante escadre de la Navy dans la Manche alors que la Marine française, après avoir renoncé à ses projets de débarquement, a pratiquement déserté ces eaux. Escadre qui manque ailleurs et profite à la France, d’autant que les forces anglaises brillent par la médiocrité de leurs chefs. En dépit de sa supériorité en nombre de navires, la Navy est incapable d’obtenir une réelle maîtrise de la mer. Cruelle révélation qui suscite un vigoureux changement de stratégie avec l’arrivée de nouveaux amiraux. Ils décident de serrer la côte française au plus près avec une puissante escadre (le Western Squadron) chargée de guetter l’arrivée ou le départ des convois (souvent prévenus aussi, par un service d’espionnage renforcé). Cette politique de blocus provoque la reprise des grands affrontements navals sur la façade atlantique. Une première bataille oppose les deux marines au cap Ortegal le 14 mai 1747. Un terrible combat où l’escorte française se sacrifie pour sauver, en partie, le convoi à destination du Canada.

### La bataille du cap Finisterre (1747)

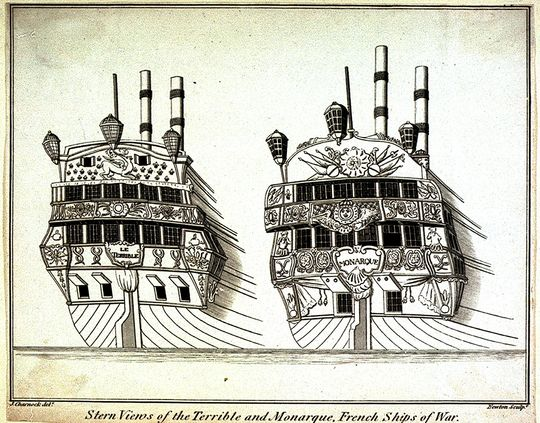
Les vaisseaux le Terrible et le Monarque (74 canons), après leur capture. Pour Suffren, qui a combattu sur le Monarque, c’est la première captivité en Angleterre.

Suffren n’est pas présent au cap Ortegal, mais se retrouve engagé dans la bataille du cap Finisterre, le 25 octobre 1747. Bien renseignés, les Anglais de Hawke guettent le départ du grand convoi français pour les Antilles : 252 navires de commerce, accompagnés d’une mince escorte de huit vaisseaux sous les ordres du marquis de Létanduère. Hawke dispose de quatorze vaisseaux pour se saisir de cette proie de choix apparemment mal défendue. La prise de ce convoi porterait un coup terrible au commerce colonial français, avec la faillite de dizaine d’armateurs et négociants. Côté anglais, la priorité est à la saisie du convoi, quitte à laisser de côté l’escorte (qui devrait normalement s’enfuir vu sa grande infériorité.). Côté français, les ordres sont tout aussi clairs : le convoi doit passer coûte que coûte, au besoin en sacrifiant l’escorte. Létanduère engage donc le combat à pratiquement un contre deux. Pierre-André est embarqué sur le Monarque, un vaisseau de 74 canons tout neuf et qui vient juste de sortir des chantiers de Brest. Il est commandé par le capitaine La Bédoyère, sous lequel Pierre-André a déjà servi sur le Trident.
La bataille commence vers 11 h 30 et prend un tour rapidement acharné. Les vaisseaux anglais, plus nombreux, réussissent à envelopper l’escorte française qui doit combattre sur les deux bords. Le Monarque, accablé par le feu de quatre puis cinq vaisseaux anglais, se retrouve presque démâté, donnant fortement de la bande avec une quarantaine de coups reçus au niveau de la ligne de flottaison. Son capitaine est tué ainsi que plus de 130 membres d’équipage (sur 233 hommes hors de combat). Le second du Monarque, M. de Saint-André, doit se résoudre à baisser pavillon, après sept heures de lutte, bientôt suivi par cinq autres vaisseaux, qui succombent les uns après les autres (après avoir démâté ou épuisé leurs munitions). Pierre-André, dont le nom est cité dans le rapport de Saint-André se retrouve donc prisonnier et spectateur de la suite de la bataille, qui redouble d’intensité sur la fin de l’après-midi. Le Tonnant (80 canons), partiellement démâté, combat encore à un contre cinq sous voiles basses, de même que l’Intrépide (74) qui réussit à se tirer des griffes des vaisseaux anglais. Son capitaine, Vaudreuil traverse l’escadre anglaise et vient se porter au secours de son chef sous les yeux médusés des équipages qui se sont rendus.
La nuit tombe. Les deux vaisseaux français réussissent à se dégager. Les Anglais, encombrés par leurs six prises, et dont cinq vaisseaux sont à peu près dans le même état que les vaincus, sont épuisés. Ils tentent cependant de donner la poursuite avec trois vaisseaux. En vain. La nuit couvre les fuyards. À l’aube, l'Intrépide réussit à prendre en remorque le Tonnant, et rentre à Brest le 9 novembre 1747. Le convoi était passé, l’escorte avait donc rempli sa mission. Quant à Suffren, il gardera toute sa vie un souvenir mémorable de cette bataille, où l’habileté manœuvrière l’a disputé au courage. C’est aussi pour lui une épreuve décisive dans laquelle se sont révélés son courage et sa capacité à combattre dans les circonstances les plus terribles. Beaucoup plus tard, lors des campagnes en Inde, il se plaira à raconter dans le plus grand détail ce fait d’armes, qu’il considérait comme un des plus glorieux qui se fussent livrés sur mer.
Dans l’immédiat la guerre est terminée pour le jeune homme qui se retrouve prisonnier en Angleterre avec les autres équipages. Hawke exhibe en triomphe sur la Tamise les six vaisseaux capturés. Moment douloureux pour Suffren qui en gardera toute sa vie un virulent sentiment anti-anglais. Le jeune homme ne se laisse cependant pas aveugler par un quelconque esprit de haine puisqu’il en profite pour apprendre les premiers rudiments de l’anglais, langue qu’il maîtrisera plus tard convenablement. Suffren est relâché en 1748, avec la signature du traité de paix d’Aix-la-Chapelle. Le jeune homme qui a maintenant 19 ans et qui vient d’obtenir son grade d’enseigne de vaisseau sollicite un congé pour rejoindre Malte afin de faire ses classes dans l’Ordre de Saint-Jean de Jérusalem.

## D’une guerre à l'autre (1748-1755)

### Les premiers pas à Malte (1748-1751)

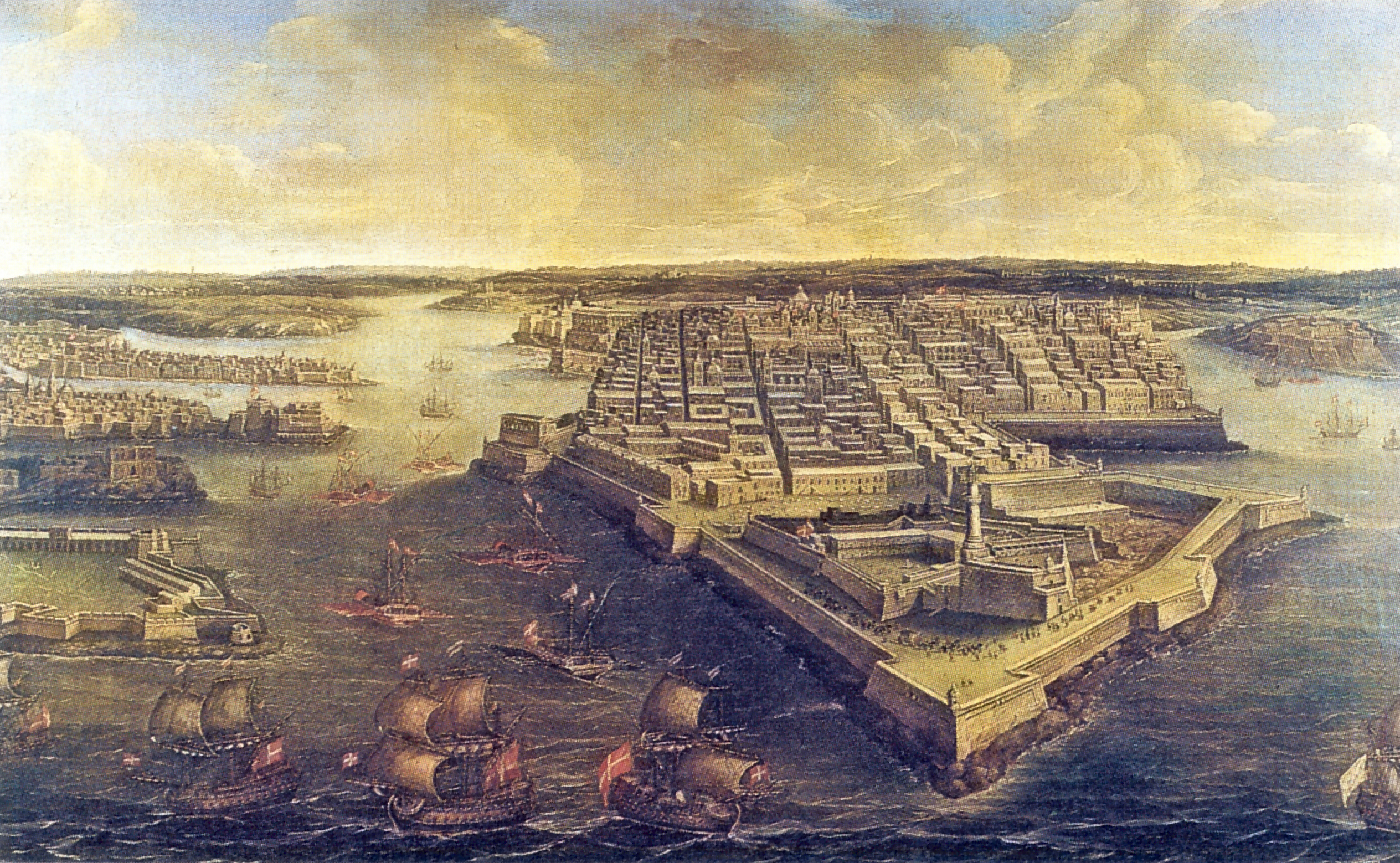
Le port de La Valette à la fin du XVIIIe siècle. Suffren y débarque en 1748 pour y faire son apprentissage de chevalier de l'Ordre de Saint-Jean de Jérusalem.

La décision de faire entrer dans l’ordre de Saint-Jean de Jérusalem Pierre-André et son frère Paul-Julien, d'un an son cadet, est prise très tôt par leur père, alors que les deux enfants ont respectivement 8 et 7 ans. Démarche conforme aux traditions nobiliaires de l’époque, pour ne pas disperser l’héritage. Dès le mois de septembre 1737, le pape Clément XII publie les brefs[réf. nécessaire] qui autorisent les deux garçons à entrer dans l’Ordre, avec dispense de la preuve de noblesse des quatre quartiers maternels.
Le prieur de Saint-Gilles désigne un chevalier et un commandeur pour faire l'enquête nécessaire, avant l'entrée dans l'Ordre, enquête close le 22 mars 1746. Son père s'acquitte, par enfant, d'un droit de passage de 6 350 livres ainsi que d'une pension mensuelle de 300 livres.
L’ordre de Saint-Jean de Jérusalem s'est donné à Malte pour mission de lutter contre les Turcs et les Barbaresques d’Afrique du Nord. Curieusement, il n’y a pas d’école navale à Malte, les jeunes chevaliers faisant leurs classes au fil des embarquements. C’est semble-t-il au mois de septembre 1748 que Pierre-André débarque pour la première fois à Malte, en compagnie de son frère. Il a 19 ans. Contrairement à son frère qui va faire toute sa carrière dans l’Ordre, Pierre-André ne sera présent à Malte que dans les intervalles laissés libres par sa carrière dans la marine royale.
La légende veut, que dès son arrivée, Pierre-André se soit battu en duel avec le chevalier de Ploesquellec qui l’aurait traité de « marchand d’olives ». Duel qui n'aurait fait aucune victime. Hormis cette affaire de duel, on ne sait rien de la vie de Suffren pendant ce premier séjour à Malte, ni l’enseignement qu’il a pu en tirer.
Au mois de mars 1751 Pierre-André est de retour sur le sol français pour ré-embarquer sur les navires du roi.

### La reprise de la rivalité navale et coloniale franco-anglaise

L'Amérique du Nord en 1750. Les tensions coloniales entre la France et l'Angleterre y sont considérables, comme aux Antilles et aux Indes, ce qui pousse les deux pays vers une nouvelle guerre.

On ne sait pas grand-chose non plus de la vie de Pierre-André à propos des quelques années qui suivent son retour de Malte. Il semble que le jeune enseigne de vaisseau ait passé toute l'année 1751 à terre, à Marseille et Toulon. En 1752, il embarque sur la galère royale la Hardie, l'une des dernières unités en service dans la marine, puisque le corps des galères a été supprimé en 1748. En 1753, Suffren ne navigue pas non plus, et passe encore une fois l'année à terre, entre Marseille et Toulon, sans doute immobilisé par le transfert des activités militaires de la cité phocéenne vers Toulon. En 1754, Suffren embarque à Toulon sur la frégate la Rose (30 canons), fraîchement entrée en service, et fait à son bord une grosse croisière en Méditerranée, du printemps à l'automne. On retrouve Pierre-André en 1755 sur le Dauphin Royal (70 canons).
Pendant ces quelques années, la France et l’Angleterre reprenaient leur souffle et recommençaient à accumuler les sujets de tension. La rivalité amorcée depuis les années 1680 entre les deux pays paraissait inépuisable, d’autant que la paix d’Aix-la-Chapelle n’avait réglé aucun problème. Sur ce traité planait même comme un parfum de victoire française puisque l’empire colonial de Louis XV était resté intact et que la marine française avait même réussi l’exploit de maintenir ouvertes les routes maritimes malgré les lourdes pertes des deux dernières années de guerre.
À Londres, on paraît dans un premier temps satisfait d’être sorti de cette guerre interminable et ruineuse, mais la détente ne dure guère. La rivalité reprend de plus belle à peine le traité signé. En Amérique du Nord, l'immense domaine colonial français, étendu du Saint-Laurent au delta du Mississippi en englobant les Grands Lacs, donne aux Anglais l'impression que leurs colonies de la côte atlantique sont encerclées. Au Canada, où sont regroupés l'essentiel des 60 000 colons français, on livre une guérilla quasi permanente aux 2 millions de colons américains qui veulent encore s'étendre vers l'Ouest, et qui multiplient les pressions pour que Londres les soutienne avec des renforts. En Inde, Dupleix qui a pris la tête de la Compagnie des Indes françaises, reprend sa marche pour tenter de concrétiser son projet de créer un royaume français (dans le Dekkan et le Carnatic) dont il serait le vice-roi… À cela s’ajoute une féroce rivalité commerciale où les Français semblent triompher. Le commerce colonial connaît un boom spectaculaire après le retour de la paix, puisque les exportations du royaume auraient doublé entre 1740 et 1755. La paix semble donc profiter plus à la France qu’à l’Angleterre alors que l'opinion publique s'agite et s'affirme de plus en plus anti-française, le cabinet britannique d’abord prudent, évolue peu à peu vers la guerre, sous la pression d'hommes comme William Pitt, porte-parole du lobby colonial à la Chambre des communes.
Côté français, contrairement à une légende tenace on n'est pas resté inactif, même si Louis XV, prince d’éducation et de tempérament pacifique, fait preuve de beaucoup de prudence (au point d’avoir été mal compris et taxé de faiblesse ou de désintérêt pour les affaires navales et coloniales). En 1749, Maurepas tire un bilan lucide de la guerre, constatant que l’innovation technique ne peut à elle seule combler le déséquilibre numérique devenu trop important avec la Navy. Il propose au roi de porter la flotte à 60 vaisseaux. Un important effort de construction est consenti pour remplacer les vaisseaux qui ont été perdus et on met au rebut ceux devenus obsolètes. Il se fait à crédits presque constants, ce qui fait que le nombre de vaisseaux n’augmente que très lentement d’autant et que l'on rogne sur l'entraînement pour faire des économies. Il faut noter, à la décharge du roi, que la guerre précédente a été fort coûteuse pour la France, et que Louis XV est soumis en permanence à un puissant « lobby continental » qui estime que l’armée de terre et la diplomatie en Europe sont plus importants que l’aventure coloniale. Mais la menace de guerre se précisant, les crédits progressent, ce qui permet de pousser les mises en chantier. En 1753, les effectifs flirtent avec les 60 vaisseaux de ligne, ce qui correspond à l'objectif affiché en 1749. On dispose donc d'à peu près 82 navires au total en y ajoutant les 22 frégates. L’étude attentive du comportement du roi montre cependant qu’il n’a qu’une confiance incertaine dans sa marine et qu’il cherche à tout prix à préserver la paix.
Côté anglais, la Royal Navy avait terminé la guerre sur un sentiment de semi-échec. La qualité des vaisseaux français capturés lors de la victoire de 1747 (voir plus haut) avait laissé pantois les amiraux anglais : « Je puis seulement vous dire que l’Invincible surpasse toute la flotte anglaise. Je ne puis m'empêcher de penser que c'est une honte pour les Anglais qui font toujours grand cas de leur marine » déclarait Augustus Keppel après inspection du vaisseau français. De ce malaise étaient sorties des réformes profondes. La Royal Navy s'était mise à l'école française en copiant les vaisseaux capturés et en développant une véritable infanterie de marine embarquée. L'amirauté anglaise innovait aussi en développant outre-mer des bases avec des arsenaux et des hôpitaux bien équipés, ce dont ne disposait pas sa consœur française. Elle mettait même en place un système de ravitaillement en mer pour lutter contre le scorbut. Outre le rajeunissement et l'épuration du corps des officiers, l'amirauté s'assurait un meilleur recrutement des équipages par des rémunérations supérieures et des primes. La discipline, déjà sévère, était encore renforcée par un code pénal très dur qui privait les marins du bénéfice du jury. Un comble, au pays de l'Habeas corpus, mais qui montrait la détermination du Parlement, comme des amiraux, à reprendre la main contre les Français. En 1754, la Royal Navy est prête à engager les hostilités. Au printemps 1755, le Parlement anglais vote, en mars 1755, des crédits de guerre de 1 million de livres « afin de sauvegarder les justes droits et les possessions de la Couronne en Amérique ». Louis XV, inquiet, augmente aussi les sommes dévolues à sa Marine qui passent de 17,7 millions de l.t (livres tournois) en 1754 à 31,3 millions de l.t en 1755, 40 millions en 1756, 39 millions en 1757, 42,3 millions en 1758, 56,9 millions en 1759. Mais il est bien tard, d'autant que Londres décide d'attaquer sans déclaration de guerre.

## Suffren pendant la guerre de Sept Ans (1755-1763)

### Vers la guerre au Canada français (1754-1755)

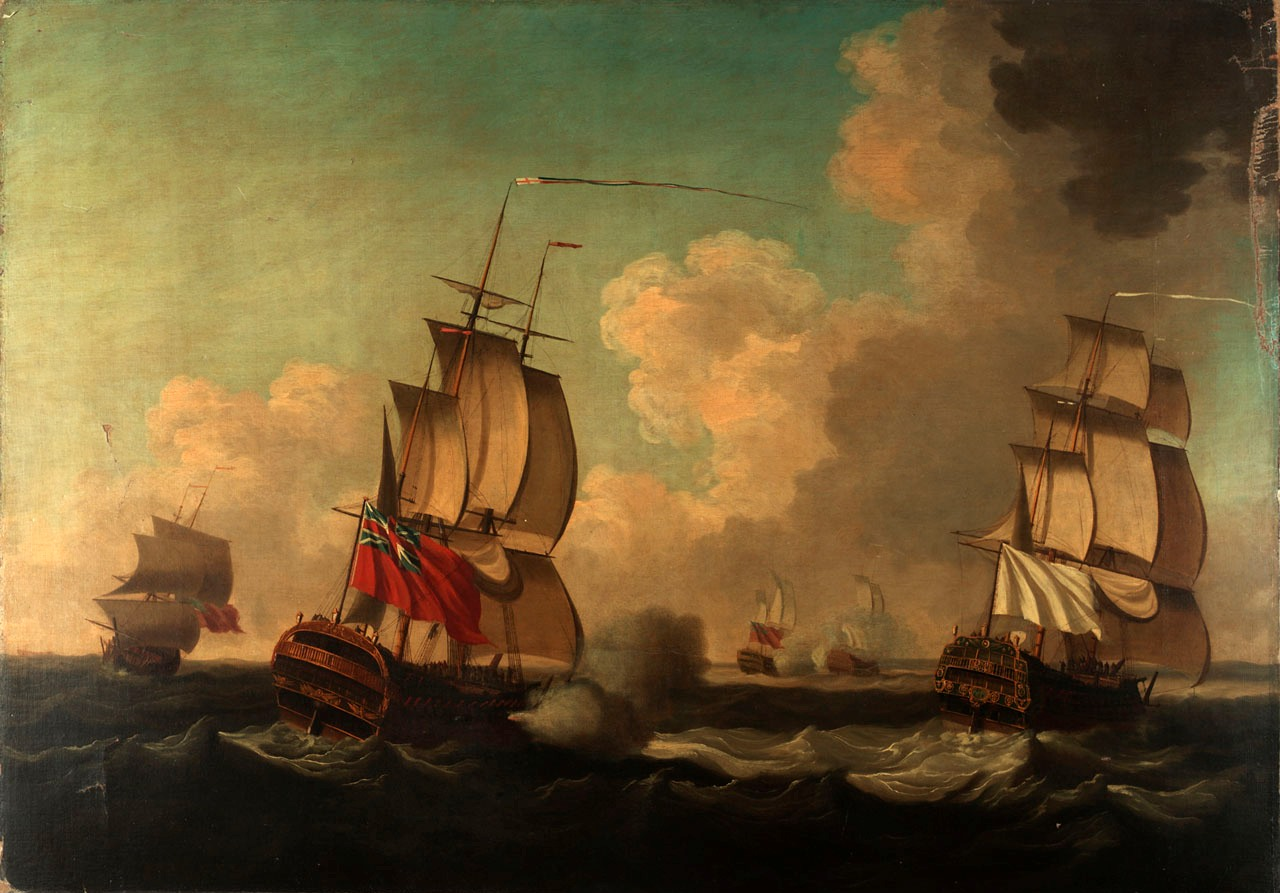
Capture des flûtes le Lys et l’Alcide devant Terre-Neuve. En 1755, l'Angleterre attaque par ruse l'expédition de Dubois de La Motte qui porte des renforts au Canada. Suffren, sur le Dauphin Royal, échappe de peu à la capture.

À Londres, on multiplie les déclarations de bonnes intentions pour endormir les Français, mais on prépare une grande invasion du Canada français. À Versailles, où l’on est au courant de ce projet, on décide de maintenir le dialogue tout en prenant ses précautions : une flotte de 20 bâtiments commandée par Dubois de La Motte doit acheminer 3 000 soldats au Canada. Le Dauphin Royal, sur lequel embarque Suffren fait partie de l’expédition. C’est une flotte vulnérable car 17 vaisseaux sont armés en flûte : on a déposé presque toute l’artillerie pour pouvoir embarquer les troupes. Chaque vaisseau n’a gardé qu’une vingtaine de canons. La guerre, il est vrai n’est pas déclarée. Le Dauphin Royal, qui fait partie des escorteurs, a cependant conservé ses 70 canons.
Le 3 mai 1755, l’escadre quitte Brest. À Londres, l’armement de cette flotte suscite un vif émoi et on décide de l'intercepter. Boscawen, parfaitement renseigné, guette l’escadre française devant Terre-Neuve. Le brouillard s’en mêle, et le 10 juin l’Alcide, le Lys et le Dauphin Royal se retrouvent séparés du reste de l’escadre, face à Boscawen qui fait mine de s’approcher sans intentions belliqueuses. « Sommes-nous en paix ? » demande par porte-voix le commandant de l’Alcide. « La paix, la paix » répond l’Anglais qui ordonne aussitôt de tirer. Cette fourberie permet aux Anglais de se saisir de l’Alcyde et du Lys, mais le Dauphin Royal (70), navire bon marcheur, réussit à s’échapper et à se réfugier dans le port de Louisbourg. Suffren échappe à la captivité, le Dauphin Royal réussissant ensuite à rentrer à Brest.
Cette interception était cependant un quasi-échec car 18 vaisseaux sur 20 étaient arrivés à bon port. Bien mieux, l’attaque terrestre sur le Canada était un fiasco complet : l'armée anglaise était lourdement défaite et son chef tué à la bataille de la Monongahela (9 juillet). À Versailles c’est cependant le choc, doublé d’un effondrement boursier à Paris. Louis XV rappelle ses ambassadeurs (juillet 1755), mais maintient le contact en espérant qu’à la cession d’automne le Parlement anglais se montre plus accommodant. En réalité, les jeux sont faits et le gouvernement anglais engage la guerre à outrance.
L’Acadie en fait l’expérience immédiatement : l’armée anglaise y mène un véritable « nettoyage ethnique ». Les colons français qui refusent de prêter serment au roi d’Angleterre sont chassés de leurs terres, leurs villages brûlés, leurs biens confisqués. 10 000 personnes sont déportées, dispersées dans des conditions épouvantables. On n’avait pas oublié, à Londres, la qualité des vaisseaux français et la combativité de leurs équipages lors du précédent conflit. L’amirauté anglaise décide donc, pour éviter des grandes batailles incertaines, de s’en prendre à la marine marchande française qui forme le réservoir à matelots de la Marine de guerre. La guerre n’étant pas déclarée, c’est une véritable razzia qui s’abat sur les bâtiments français sans protection dans l’Atlantique. De septembre à novembre 1755, la Navy s’empare de plus de 300 navires, revendus à Londres pour 30 millions de l.t. (livres tournois). 6 000 matelots et officiers capturés prennent le chemin des sinistres prisons flottantes du sud de l’Angleterre.
La Royal Navy, sûre d’elle et de ses instructions qui lui assurent une totale impunité, s’en prend aussi aux vaisseaux français près des côtes. L’Espérance, l'un des bâtiments qui rentrait de l'expédition de Dubois de La Motte au Canada, mais qui, armé en flûte, ne portait que 22 canons, est assailli dans le Golfe de Gascogne et doit se rendre après un combat de plus de cinq heures. En représailles, la division navale de Du Guay saisit au large de Brest la frégate anglaise qui porte en Amérique le gouverneur de la Caroline du Sud. Louis XV ordonne de relâcher celle-ci, alors que les navires de commerce anglais continuent à fréquenter les ports français impunément. La situation en 1755 semble irréelle : le parti de la guerre triomphe à Londres et celui de la paix à Versailles.

### La bataille de Minorque (1756)

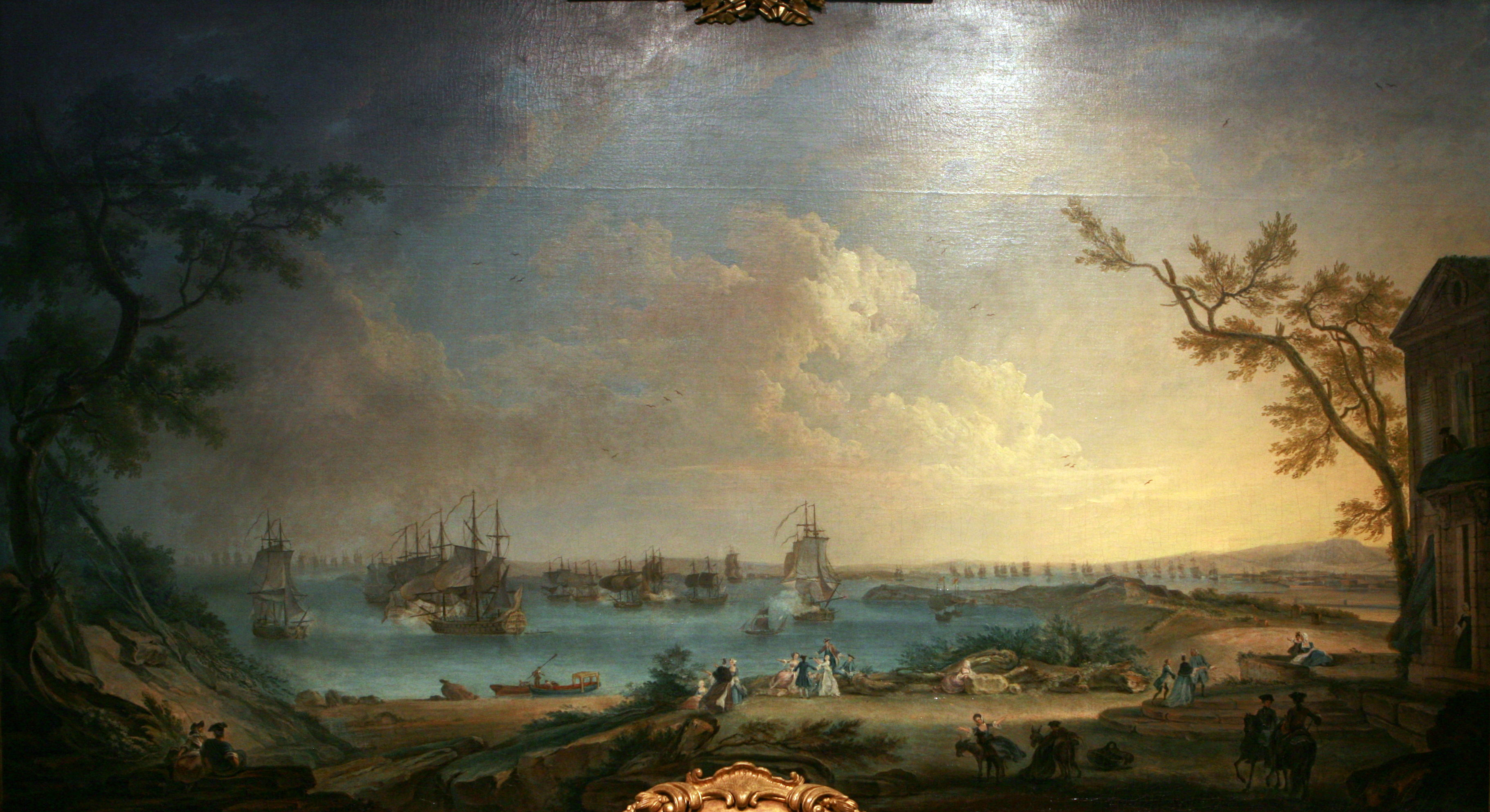
Le départ de la flotte française pour l'expédition de Port-Mahon le 10 avril 1756. Suffren participe à la bataille navale devant Port-Mahon sur lOrphée. (Nicolas Ozanne).

Il faut attendre le mois de décembre 1755 pour qu'on ouvre enfin les yeux à Versailles sur la réalité de cette guerre ouverte par l'Angleterre depuis près d'un an et non encore officiellement déclarée. Le 21 décembre, Louis XV adresse à Londres un ultimatum pour réclamer la restitution des prises. Son rejet, le 13 janvier 1756, signifie l'instauration de l'état de guerre entre les deux États. La guerre est officiellement déclarée par Londres le 13 mai 1756 et par Versailles le 9 juin. À cette date, les opérations sont déjà engagées depuis plusieurs semaines avec l'attaque contre Minorque.
Suffren, qui vient d’être nommé lieutenant de vaisseau au mois de mai, rejoint Toulon et embarque sur l’Orphée (Vaisseau de 64 canons), navire requis pour faire partie de l’expédition sur Minorque. Cette île de l'archipel des Baléares était devenue lors de la guerre de Succession d'Espagne une grande base navale anglaise qui permettait à la Royal Navy de surveiller les côtes de Provence et d’Espagne, comme lors du précédent conflit. Le Conseil du roi décide de s’en emparer par une attaque surprise, la base pouvant aussi servir de monnaie d'échange en cas de conquête anglaise dans les colonies françaises. Le secret réussit à être conservé et se double d’une imposante opération d’intoxication, puisqu’une armée de diversion fait mine de préparer une opération de débarquement dans la Manche. L'amirauté anglaise tombe dans le piège et retient ses escadres qui se retrouvent à surveiller du mauvais côté, laissant le champ libre aux Français.
L’escadre de La Galissonnière sort sans encombre de Toulon le 10 avril 1756 et arrive devant Port Mahon quelques jours plus tard : 12 vaisseaux de ligne, 5 frégates, 176 navires de transport pour convoyer les 12 000 soldats du maréchal de Richelieu. C’est un plein succès : le débarquement se déroule sans encombre (18 avril) et on commence presque aussitôt le siège de la citadelle Saint-Philippe (23 avril). La population, fatiguée de la domination anglaise accueille les Français en libérateurs. La Galissonnière, qui couvre l’attaque depuis le large, laisse cependant s’enfuir 5 vaisseaux anglais.
Le 19 mai, arrive l’escadre de Gibraltar conduite par l’amiral Byng avec 13 vaisseaux, 4 frégates et une corvette escortant des renforts pour la citadelle. Elle compte un trois-ponts, et il n'y a aucune unité de moins de 64 canons. Cette force est donc nettement supérieure à l’escadre française qui ne possède aucun trois-ponts et dont deux des 12 vaisseaux sont des unités de 50 canons. La situation va-t-elle se retourner ? Mais La Galissonnière fait face. Dans matinée du 20, il déploie son escadre en ligne de file. Byng engage le combat vers 13 h 0 alors que le vent a tourné en sa faveur. Mais la ligne française tient bon et le centre anglais n'est pas loin de se disloquer. L’Orphée, sur lequel se trouve Suffren, est engagé sur l’avant-garde et participe activement à la canonnade qui cesse vers 16 h 0. Plusieurs vaisseaux sont abimés des deux côtés, mais les pertes humaines sont assez légères.

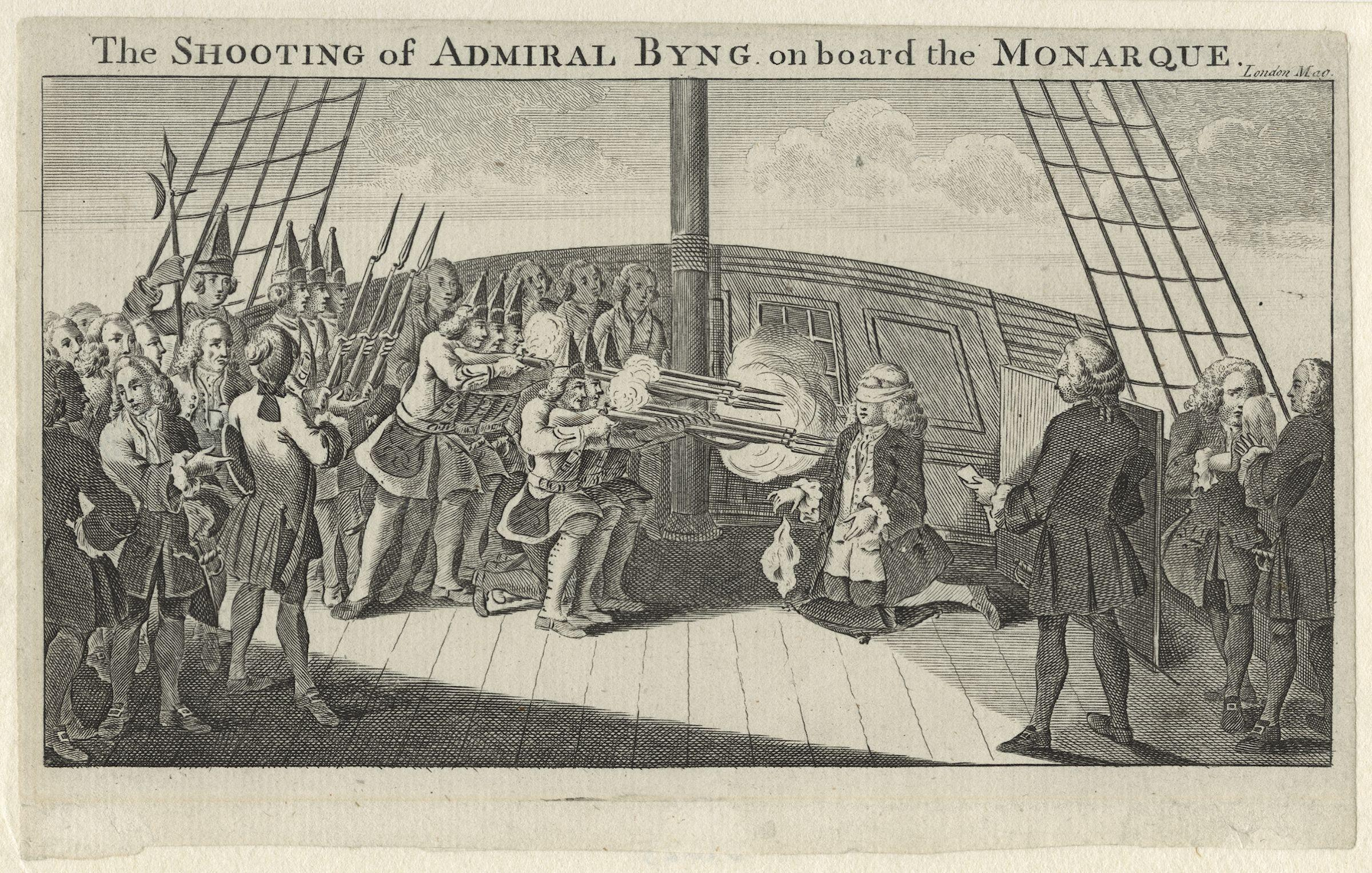
The Shooting of Admiral Byng : « L'exécution de l'amiral Byng », sur le pont du HMS Monarque. (National Maritime Museum, auteur inconnu).

Byng, qui n’a avec lui que 4 000 hommes de troupes n'est guère en mesure de faire cesser le siège, même s’il bat la flotte française et réussit à débarquer. Le 23 mai, l’escadre anglaise se replie sur Gibraltar pour réparer et attendre des renforts. La citadelle et ses 4 000 défenseurs capitule un mois plus tard (29 juin). C’est la victoire côté français, et elle aurait pu être encore plus éclatante si La Galissonnière avait poursuivi Byng en retraite vers Gibraltar. Mais l’amiral français, tenu par des ordres très stricts (la couverture du siège est prioritaire) et dont la santé décline, préfère rentrer sur Toulon où il arrive le 16 juillet. Le vieux chef y est accueilli par des arcs de triomphe de fleurs, cette victoire étant considérée comme une juste revanche face aux rafles anglaises sur les navires civils. On ne sait pas grand-chose du comportement de Suffren lors de ce combat, mais il est mentionné par La Galissonnière dans un groupe de sept lieutenants de vaisseaux qui semblent posséder « quelques connaissances ou dispositions pour le métier, »
À Londres, c’est la consternation, d’autant que les nouvelles du Canada ne sont pas bonnes non plus : les Français se sont emparés le 14 août du fort Oswego, principal point d’appui des Anglais sur le lac Ontario. La victoire française à Minorque risquait aussi de pousser l’Espagne à sortir de sa neutralité et à se rapprocher de Versailles. Louis XV en profitait même pour débarquer des troupes en Corse, avec l’accord de la république de Gênes (propriétaire de la Corse) pour y devancer toute tentative anglaise. Il fallait trouver un responsable, ou plutôt un bouc émissaire à ces défaites : ce fut le malheureux amiral Byng qui fut traîné en cour martiale, condamné à mort pour « manquement à n'avoir pas fait tout son possible » (« He had failed to do his utmost ») pour soulager le siège de Minorque, et fusillé sur le pont d’un vaisseau de guerre. La défaite provoquait aussi la chute du gouvernement anglais et la formation d’un nouveau cabinet mené par William Pitt, représentant du lobby colonial et marchand, nationaliste ardent et passionnément anti-français. Pitt impose aussitôt un colossal effort de guerre contre la France.

### La guerre pour le Canada français (1757-1758)

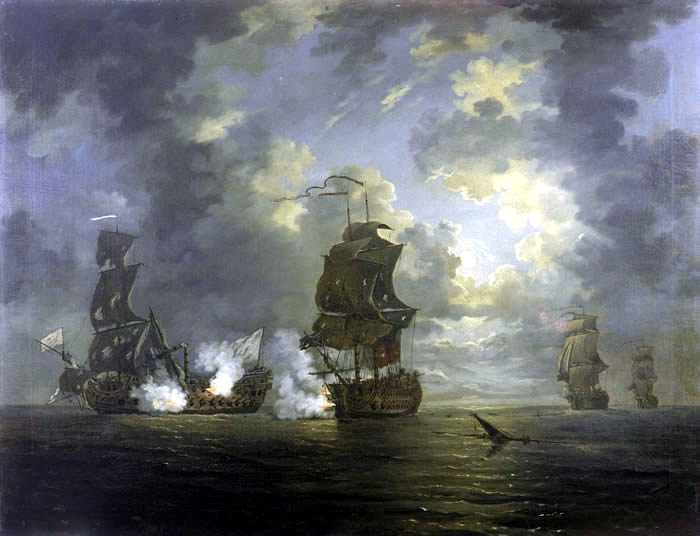
La capture du Foudroyant par le HMS Monmouth, le 28 février 1758. Suffren assiste impuissant à la prise des vaisseaux venus secourir l'escadre réfugiée à Carthagène. (Tableau de F. Swaine)

En 1757, Suffren passe sur la Pléiade à Toulon, alors que s’arme une escadre pour Saint-Domingue et le Canada. Mais les rafles anglaises sur les matelots français commencent à faire sentir leur effet. Il faut six mois au chef de l’escadre La Clue pour armer une petite division de 6 vaisseaux et 2 frégates. Facteur aggravant, les équipages provençaux, qui n’ont pas reçu leur solde depuis plus d’un an désertent en masse. C'est dans ces conditions que Suffren quitte la Pléiade pour embarquer sur le navire amiral, l’Océan, un vaisseau neuf de 80 canons. La division part enfin de Toulon en décembre, pour se heurter devant Gibraltar à 16 vaisseaux anglais qui lui barrent le passage. La Clue n’ose pas tenter de passer en force et se réfugie dans le port de Carthagène le 7 décembre, poursuivi par la Royal Navy qui entame aussitôt le blocus du port malgré la neutralité espagnole. L’escadre doit hiverner en Espagne. Suffren assiste le 28 février 1758 à la saisie de deux vaisseaux venus de Toulon en renfort, le Foudroyant (80 canons) et l’Orphée (64). Les deux navires livrent un long combat devant le port, sous les yeux de la population et des équipages. En raison de vents contraires, La Clue ne peut rien faire pour secourir les deux bâtiments. L’escadre française rentre sans gloire sur Toulon en mai 1758, poursuivie par les forces de Boscawen.
La Marine entrait dans l’ère des défaites, même si l’année 1757 faisait encore illusion avec la défense victorieuse de Louisbourg par l’escadre de Dubois de La Motte.
En 1758, les liaisons avec les Antilles, le Canada, l’océan Indien étaient presque rompues. Les renforts n'atteignent plus la Nouvelle-France et les Antilles qu'au compte-gouttes. Toulon, en panne de matelots restait inactive alors que Brest était ravagée par une épidémie de typhus qui rendait impossible tout armement dans le port breton. La Royal Navy harcelait les côtes françaises avec ses tentatives de débarquement, ses bombardements, ses destructions massives, et s’arrogeait pour finir le droit de contrôler tout navire en mer, y compris neutre pour en saisir sa cargaison si elle était française. Laissée sans secours, la forteresse de Louisbourg capitulait le 26 juillet 1758, ouvrant les portes du Canada aux Anglais et les comptoirs français du Sénégal étaient pris en décembre. Le pire restait pourtant à venir.

### Échouage dans la baie d’Almadora (1759)

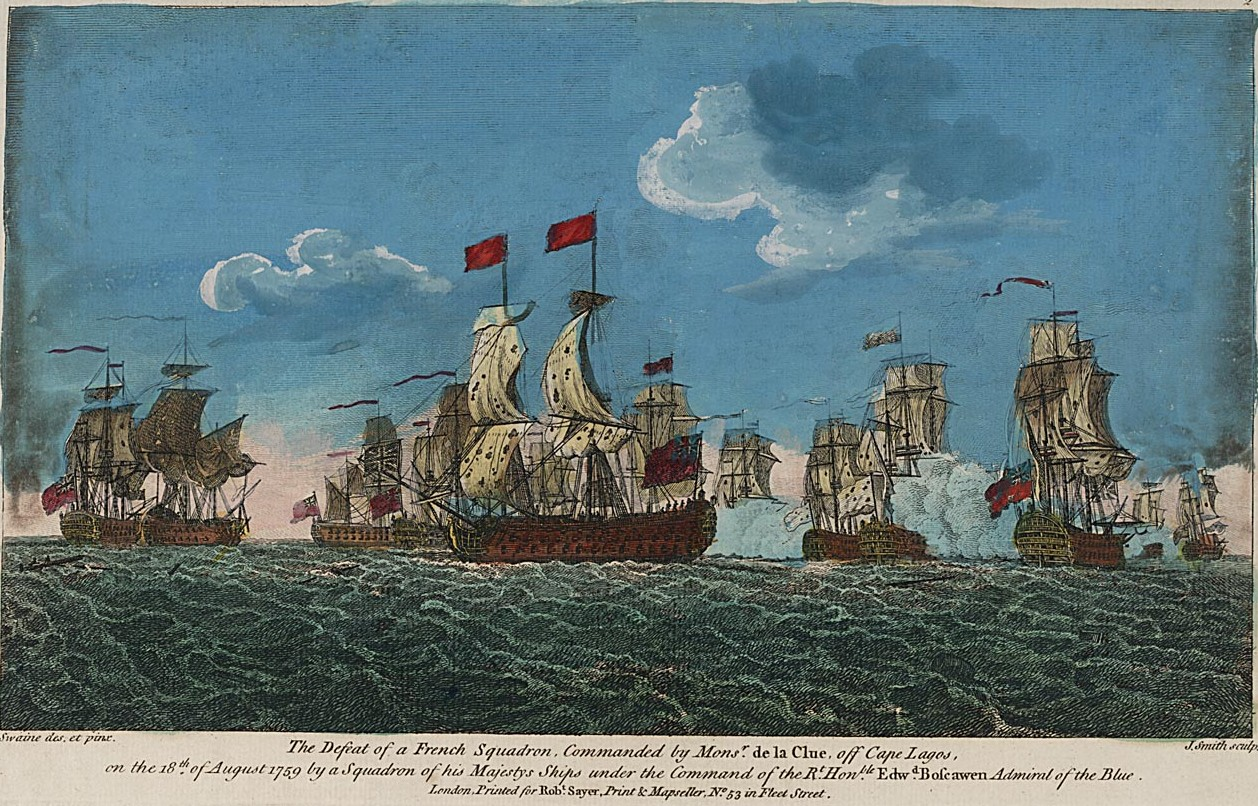
La bataille de Lagos, le 18-19 août 1759. L'escadre de La Clue se disloque après le passage de Gibraltar. Malgré la neutralité portugaise, les vaisseaux français réfugiés à Lagos sont pris ou incendiés par les Anglais. Pour Suffren, c'est la deuxième captivité en Angleterre qui commence.

En 1759, on décide à Versailles de laver toutes ces insultes en frappant un grand coup : envahir l’Angleterre en y débarquant une forte armée. Il faut pour cela que l’escadre de Toulon rejoigne celle de Brest pour protéger l’embarquement de l’armée d’invasion sur une grande flotte de transport. Plus de 45 000 hommes embarqués sur plus de 330 bateaux. Un plan qui ne tenait déjà plus compte de l'état réel de la flotte. À Toulon, on arme comme on peut une escadre de 12 vaisseaux et 3 frégates.
Retards et contretemps s’accumulent. La Clue en prend de nouveau le commandement et appareille le 5 août 1759 avec des équipages de fortune et des officiers à court d’entraînement. Suffren embarque à nouveau sur l’Océan (80), le navire amiral, et sert sur la première batterie. L’escadre réussit à passer dans l’Atlantique en longeant les côtes marocaines alors que Boscawen fait relâche à Gibraltar pour réparer plusieurs navires, à la suite d'une attaque ratée sur Toulon. Mais une frégate anglaise repère l’escadre le 17 août et Boscawen lance aussitôt la poursuite avec 14 (ou 15) vaisseaux.
Côté français, c’est la confusion. La Clue a l'idée saugrenue, sans en avertir ses quatorze capitaines, d'éteindre ses feux de poupe aux alentours de Gibraltar, pour ne pas se faire repérer. Résultat, tous les vaisseaux l'imitent mais se perdent dans la nuit. L'escadre se disloque. Cinq vaisseaux et les 3 frégates se réfugient à Cadix, laissant à La Clue 7 vaisseaux. Les Français avaient 15 navires à force égale, et n'en ont plus que 7. Ils ne sont plus qu'un contre deux. Commence alors une dramatique poursuite. La Clue qui remonte lentement vers le nord voit apparaître les voiles anglaises au matin du 18, mais pense d’abord qu’il s’agit de ses vaisseaux qui se sont égarés au large de Cadix.
Il est vrai que Boscawen qui n’en est plus à une ruse près avance sans pavillon. Lorsque La Clue se rend compte du piège, il ordonne de mettre toutes les voiles dehors pour décrocher, mais l’escadre doit attendre le Souverain (Vaisseau de 74 canons), plus lent que tous les autres. La bataille-poursuite s’engage vers 14 heures, lorsque les Anglais qui profitent de leur supériorité remontent la ligne française sur les deux bords, prenant en tenaille les 6 derniers vaisseaux. Le Centaure (74 canons) se sacrifie pour tenter de couvrir la fuite de l’escadre et livre un combat acharné, (« a very gallant resistance » diront plus tard les Anglais). Il essuie le feu de 5 vaisseaux anglais, reçoit 300 boulets dans la coque, compte 200 morts et blessés et finit par se rendre, totalement désemparé. Sacrifice inutile car Boscawen, sur le HMS Namur (90 canons) rejoint l’Océan vers 16 h 0. Le combat est furieux, les deux navires se démâtent mutuellement. Totalement pour le Namur, que doit abandonner Boscawen pour un autre navire, le HMS Newark (80), alors que l’Océan qui a tiré plus de 2 500 boulets dispose encore d’une partie de sa voilure et réussit à se dégager. Les pertes sont lourdes, 100 hommes tués sur place et 70 blessés, dont La Clue, grièvement blessé aux deux jambes. Le combat cesse avec la nuit. En fin de compte, avec un seul vaisseau perdu, les Français ont fort bien résisté à l'écrasante supériorité anglaise.
Mais deux vaisseaux français, le Souverain (74) et le Guerrier (74) trahissent la France et profitent de la nuit pour se sauver et abandonnent leur escadre et leur chef, grièvement blessé. Le premier pour les Canaries, le second pour Rochefort. Il s'agit d'un acte caractérisée de désertion qui ne sera jamais sanctionné. Un comble, lorsqu'on se rappelle que dans la journée l'escadre a choisi de réduire la voilure pour attendre le Souverain, navire mauvais marcheur, et engager ainsi le combat, qu'elle aurait pu éviter, pour ne pas abandonner le "Souverain", bien mal nommé, qui va la trahir… 
À l’aube, l’escadre française se trouve donc réduite à 4 bâtiments. C'est la consternation. La Clue, toujours soigné dans l'entrepont — et qui va perdre une jambe — se laisse convaincre par son second, le comte de Carné, qu'il n'est plus possible de soutenir un nouveau combat et qu'il vaut mieux chercher refuge dans les eaux neutres du Portugal. L'escadre parvient à se traîner dans la baie d’Almadora près de Lagos. Peine perdue.
Au mépris de la neutralité du Portugal, Boscawen attaque les navires français dans les eaux portugaises. Le dernier acte du drame occupe encore la journée du 19 août, près des deux petits forts d’Almadora. L’Océan, et le Redoutable s'échouent sous voiles et mettent leurs embarcations à l'eau. On coupe ensuite les mâtures pour éviter que les coques ne se disloquent trop vite alors que les soutes commencent à être noyées. L'évacuation s'avère difficile. Les canots de l’Océan se brisent sur la plage et seule une chaloupe reste utilisable alors que les Anglais approchent et ouvrent le feu de façon déloyale et en eaux neutres. Pour éviter des pertes supplémentaires, Carné fait amener le pavillon français alors qu'il reste encore à bord 160 hommes et que le navire menace de chavirer. Les Anglais profitent de la situation et font prisonniers les 160 hommes puis les évacuent et incendient le navire amiral. Le deuxième vaisseau, le Redoutable subit le même sort, une partie de l'équipage parvenant à gagner la terre et l'autre étant capturée.
Les deux derniers vaisseaux, le Téméraire (74) et le Modeste (64) vont mouiller sous les murs des forts, pensant y trouver refuge. La Clue, qui a pu débarquer sur son brancard, envoie un émissaire aux Portugais pour leur demander de protéger les deux navires. Ces derniers tirent mollement quelques coups de canons qui ne gênent en rien les Anglais : les deux vaisseaux sont saisis intacts, sans avoir pu s’incendier. Mais que pouvait-on attendre d’un pays qui avait signé depuis 1703 des accords diplomatiques très favorables avec l’Angleterre ? Les amiraux anglais se sont donc autorisés à évoluer dans les eaux portugaises comme s'ils avaient été au large de Plymouth… Suffren, qui était dans le groupe d’hommes capturé sur l’Océan, se retrouve prisonnier une deuxième fois. Il est débarqué à Gibraltar avec ses compagnons d’infortune. Comme tous les officiers il y est très bien traité, mais il doit supporter de nouveau le spectacle humiliant des vaisseaux français capturés sous les cris de victoire anglais. Pierre-André va rester prisonnier plusieurs mois en Angleterre alors que la marine française connait l’une de ses pires périodes.
Le 20 et 21 novembre 1759, l’escadre de Brest (21 vaisseaux et 5 frégates sous les ordres de Conflans) est vaincue, dispersée à la bataille des Cardinaux près de Quiberon, d’ailleurs sur un schéma voisin de bataille de Lagos (1759) : un mélange d’incompétence et de désobéissance du côté des officiers français permettant à l’escadre de Hawke, pourtant à peine plus nombreuse (23 vaisseaux) d’emporter la victoire. À l’issue de ces deux batailles, la Marine royale a perdu 11 vaisseaux par capture ou destruction et ses unités restantes sont dispersées dans les ports français ou étranger. Elle n’existe plus en tant que grande force organisée combattante, laissant le champ libre à la Navy dans les eaux françaises. C’en était fini du projet d’invasion de l’Angleterre, alors que la Guadeloupe et la Martinique tombaient aussi (1er mai 1759 et janvier 1762), avec Québec (14 septembre 1759), avant que le Canada ne soit entièrement pris (capitulation de Montréal, le 8 septembre 1760), puis les Indes avec la chute de Pondichéry (15 janvier 1761). Il n’y avait plus que quelques petites divisions qui réussissaient à tromper le blocus anglais. On peut bien parler d’absolutisme naval : avec une organisation sans faille, une discipline de fer, et sans aucun scrupule sur les méthodes diplomatico-militaires, la Royal Navy avait atteint la maîtrise des mers. L’Espagne qui avait rejoint la France dans la guerre depuis le 2 janvier 1762 regrettait amèrement son choix : la Royal Navy triomphante s’emparait de La Havane (13 août 1762), faisait la conquête de la Floride, puis de Manille (22 septembre 1762), et capturait les deux galions transpacifiques.

## Les premiers commandements de Suffren (1763-1777)

### Les caravanes hospitalières à Malte (1761-1762)

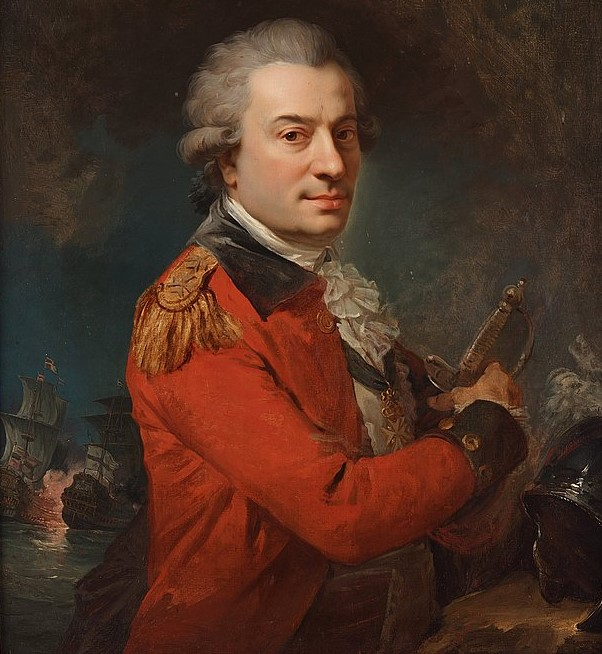
Suffren dans l'uniforme de l'Ordre Souverain Militaire de Malte.

Suffren rentre d’Angleterre en 1760, libéré sur parole lors d’un échange d’officiers. Suffren doit respecter sa parole : ne pas se battre jusqu’à la fin du conflit. La paix reviendra en 1763 avec la signature du traité de Paris en attendant, il sollicite auprès du ministre un congé pour poursuivre son apprentissage à Malte. Congé accordé par Choiseul avec une lettre de recommandation au grand maître. Pierre-André quitte la France en avril 1761 pour revenir en août 1762. On ne sait rien non plus de ce deuxième séjour maltais. On peut simplement en déduire que pendant ces 16 mois, le chevalier a rempli son temps réglementaire de trois caravanes (expéditions contre les Barbaresques).
Suffren retrouve sa place en 1763 dans une marine royale en pleine reconstruction.

### Suffren retourne dans la marine royale (1763)
À Versailles, le principal ministre de Louis XV, le duc de Choiseul, partage aussi l’idée d’une revanche nécessaire contre l’Angleterre et engage avec détermination la reconstruction de la Marine. En 1762, la flotte française n’a plus que 47 vaisseaux et 20 frégates, alors que la Royal Navy aligne 145 vaisseaux et 103 frégates, Choiseul fixe en 1763 l’objectif très ambitieux de porter la flotte à 80 vaisseaux et 45 frégates, chiffre irréaliste compte tenu de l’état des finances royales après cette guerre ruineuse. Le très populaire ministre surfe donc sur le sentiment patriotique pour faire payer par les provinces, les grandes villes et les corps constitués (Fermiers généraux, chambres de commerce) la mise en chantier de nouveaux navires. C’est le « don des vaisseaux », qui apporte à la flotte 17 vaisseaux de ligne et une frégate. Choiseul réforme aussi la direction des ports et des arsenaux (1765) et dans une moindre mesure la formation des officiers qui reste insuffisante en temps de paix. En 1772, on arme une escadre d’évolution destinée à l’entraînement.
Un seul personnage reste très prudent : le roi. Louis XV, profondément marqué par les épreuves de la guerre déclare en 1763 à Tercier, l’un de ses intimes : « Raccommodons-nous avec ce que nous avons pour ne pas être engloutis par nos vrais ennemis. Pour cela, il ne faut pas recommencer une nouvelle guerre ». Louis XV est plus préoccupé par l’agitation intérieure des Parlements (tribunaux) qui minent son autorité depuis des années, que par la revanche sur l’Angleterre. En 1770, Louis XV renvoie Choiseul qui est sur le point de déclencher la guerre en soutenant l’Espagne lors d’une crise avec l’Angleterre, et les crédits pour la Marine restent très au-dessous des besoins. La revanche attendra un nouveau roi.
Au mois de mai 1763, Suffren embarque à nouveau sur la Pléiade, qu’il a quittée en 1758. La frégate est engagée avec trois consœurs (deux de Rochefort, deux de Toulon) contre les corsaires marocains de Salé qui se sont livrés à de nombreux actes de piraterie contre le trafic commercial français. Elles sont accompagnées par deux chebecs et deux autres petits navires. La Pléiade appareille de Toulon le 27 mai et rentre le 9 décembre. L’expédition est marquée par un fâcheux incident. Le 16 juillet, la Pléiade canonne et coule bas un corsaire algérien qu’elle a pris pour un salétin. Le Dey d’Alger, furieux, se livre à de violentes représailles antifrançaises. L’affaire est finalement dénouée par une ambassade escortée d’une petite escadre, laquelle conclut un traité de paix, signé le 16 janvier 1764 avec la régence d'Alger.
Au cours de cette croisière, Suffren rédige un mémoire sur « la façon de réprimer les corsaires d’Alger ». Il adresse le document directement à Choiseul, le puissant ministre de la marine. Démarche étonnante, sachant qu’il n’est qu’un simple lieutenant de vaisseau de 34 ans. Cette sollicitation, si elle se passait aujourd’hui, vaudrait à l’officier des sanctions disciplinaires au nom du respect de la voie hiérarchique. Mais nous sommes au XVIIIe siècle, et le ministre lui adresse une réponse fort aimable dans laquelle il prend acte de la qualité des propositions du jeune officier. Pour Suffren, il s’agissait sans doute de contribuer sincèrement à la bonne marche du service, mais aussi d’un moyen de se faire connaître et de se mettre en valeur. Objectif somme toute atteint. Avec ce premier échange, il inaugure ainsi une démarche qui va devenir habituelle, et sur laquelle nous reviendrons.

### Le premier commandement sur leCaméléon(1764)
L’année 1764 apporte une grande satisfaction à Suffren avec l’attribution du premier commandement qui constitue toujours un moment clé dans la carrière d’un marin. Âgé de 35 ans, Pierre-André n’a pas été spécialement avantagé en ce domaine puisqu’il aurait pu commander un petit navire (une corvette par exemple) beaucoup plus tôt. Mais la qualité de l’unité qu’on lui confie, un chébec, vient largement compenser cette longue attente. La marine royale en dispose d’un petit nombre, qui remplacent très avantageusement les galères (supprimées en 1748), pour la lutte contre les « barbaresques » en Méditerranée. Ce sont des petits bâtiments très élégants, élancés, taillés pour la course, portant trois mâts munis de voiles latines. Les chebecs, très manœuvrant, disposent aussi pour le combat, ou forcer l’allure en cas de vent faible, d’ouvertures pour armer à l’aviron et leur faible tirant d’eau leur permet aussi de s’approcher très près du rivage, voire de se hasarder à remonter des petits estuaires. Les avirons amovibles sont un héritage de la galère dont est issu le chébec, avec l’avantage de laisser la place à une solide artillerie dont ne disposait pas cette dernière.
Le Caméléon, dont Suffren prend le commandement le 8 mai 1764 est une unité toute neuve, lancée en 1762, de 37 mètres de long pour 9 mètres de large, portant 20 canons et comptant 180 hommes d’équipage, ce qui lui permet d’armer une forte artillerie et de combattre à l’abordage. La mission du navire est dans le prolongement de celle confiée à la Pléiade l’année précédente. Une division forte de deux frégates, la Pléiade et la Gracieuse, et de trois chebecs, le Renard, le Singe et le Caméléon, doit patrouiller en Méditerranée occidentale contre les corsaires de Salé, une escale étant prévue à Alger dans le contexte du traité de paix qui vient d’être fraichement signé avec le Dey.
De ce premier commandement, on ne sait pas grand-chose non plus, si ce n’est un grave incident où Pierre-André manque de perdre la vie. La Pléiade et le Caméléon, qui ont quitté Malaga de conserve, rencontrent des vents très frais dans les parages de Formentera et décident de faire relâche dans cette île en attendant une accalmie. Suffren, qui ne supporte pas l’inaction, décide d’aller vérifier la praticabilité d’un petit passage entre la pointe sud d’Ibiza et des îlots qui jalonnent le détroit séparant cette île de Formentera. Le 13 septembre, il s’embarque avec 11 hommes sur son canot pour aller sonder le passage. Mais lorsqu’il s’y engage, l’embarcation est submergée par deux lames de fond. On repêche péniblement, en fin d’après midi et dans la nuit, les naufragés qui s’accrochent à un morceau de bois pour certains, ou qui ont dérivé sur un îlot (dont Suffren) pour d’autres. Trois hommes se sont noyés. Le Caméléon a failli perdre son commandant mais cet épisode sera porté à son crédit, bien des années après, dans les provisions accordées par le roi pour son élévation à la dignité de vice-amiral. Le document mentionne que lorsqu’il commandait le Caméléon, Suffren « se sauva d’un naufrage par sa vigueur et son courage » ».

### Commandant duSingependant l’expédition de Larache (1765)
En 1765, Suffren se voit confier le commandement du Singe, frère jumeau du Caméléon, qui est lui confié au comte de Framond , et de la division de chebecs constituée de ces deux navires. Le Singe embarque 190 hommes d’équipage et se trouve engagé cette année-là dans une mission d’envergure. Les croisières menées les années précédentes contre les corsaires de Salé n’avaient pas donné grand-chose. Les corsaires musulmans continuaient leurs prises sur le commerce, malgré toutes les mesures préventives ou d’intimidation. Pour faire cesser ces attaques, on décide donc d’une importante opération de représailles. Celle-ci est confiée au comte du Chaffault qui connait ce genre de mission puisqu'il a participé au bombardement de Tripoli en 1728 et a déjà croisé contre les corsaires de Salé en 1737. Il dispose d’un 64 canons, l’Union, qui sert de navire amiral, accompagné de quatre frégates de Brest et autant de Toulon, complété de la division des deux chebecs de Suffren, et de deux galiotes à bombes. Cette force respectable de 13 navires dispose d’ordres clairs : « Sa Majesté est informée que tous les moyens dont on peut faire usage pour dompter les Salétins et les forcer à demander une paix relative à la dignité de son pavillon, il n’en est pas de plus sûr et de plus convenable que de chercher les occasions de détruire ces corsaires, même dans leurs ports s’il est possible d’y atteindre et d’y tenter quelques prises. »
Suffren met à la voile le 6 avril avec ses deux chébecs. Il a pour instruction de patrouiller entre Oran et Gibraltar pour protéger les navires français et espagnols (l’Espagne est l’alliée de la France depuis la signature du Pacte de famille en 1761), et de se joindre aux vaisseaux de Du Chaffault si celui-ci le demande. Ordre effectivement reçu lors d’une escale à Malaga. Le 26 juin, toutes les forces de l’expédition sont regroupées devant Larache. Du Chaffault, qui a bombardé entre-temps Salé (31 mai), mais où il n’a pas pu débarquer à cause de la barre de sable qui protège le port, décide de s’en prendre à Larache, dont l’accès semble plus aisé. Il apparait aussi que l'expédition n'a pas été correctement préparée. On manque déjà de munitions. Le ministère doit dépêcher du ravitaillement en poudre, bombes et vivres. Du Chaffault se plaint aussi de la mauvaise qualité des mortiers et des mèches.
Le 26 juin, il est décidé que toutes les chaloupes de l’escadre seront mobilisées pour aller brûler, à la faveur de la nuit, une frégate salétine mouillée dans la rivière de l’oued Loukos qui mène à Larache. Cette première tentative nocturne échoue car les chaloupes ne trouvent pas l’entrée de la rivière. Le 27 juin, l’Union (64) et les deux galiotes engagent le bombardement de la ville. Dans la nuit, (vers 22 h 0), le canot de l’Union, les chaloupes des deux chebecs et de la frégate la Licorne font une nouvelle tentative pour entrer dans la rivière et y parviennent, mais échouent à incendier la frégate barbaresque, les chemises soufrées, utilisées pour mettre le feu au navire ennemi n’ont pas fonctionné correctement. Le bombardement de la ville se poursuit le 27 juin, réduisant celle-ci en cendre, alors que la totalité des chaloupes et canots de l’escadre sont mobilisés pour reprendre l’opération sur la rivière. Le Caméléon, grâce à son faible tirant d'eau, remonte l’oued pour escorter la flottille jusqu’à la frégate salétine qui est incendiée par les équipes d’abordage. Le commandant de l’opération décide alors de pousser son avantage en détruisant deux chebecs que l’on aperçoit un mille et demi plus en amont. Mais la situation commence à se gâter. Les berges de la rivière se garnissent peu à peu d’une foule de « Maures » qui ouvrent un feu nourri sur les embarcations françaises. Le plus grand des chebecs est abordé et on y met le feu, mais l’attaque du plus petit tourne mal. Le feu s’intensifie depuis les berges. Les quatre chaloupes mises en ligne de front pour l’attaquer perdent plus de la moitié de leurs hommes, alors que les Marocains réussissent à éteindre l’incendie sur le premier chébec. Il faut ordonner la retraite sous le feu adverse. Elle est calamiteuse. Les équipages décimés ont du mal à ramer sur le courant de la marée montante et beaucoup de chaloupes s’échouent. Le bilan est très lourd. 7 chaloupes sur 16 sont capturées ou détruites, laissant 250 morts sur le terrain et 49 prisonniers,. C’est très cher payé pour la destruction d’une frégate salétine, ce qui entache fortement le bilan de l’opération sur Larache, qui par ailleurs est sévèrement étrillée, comme le voulaient les ordres royaux. Quant au Singe, qui n’a perdu aucune chaloupe et ne déplore que trois morts, il reçoit l’ordre avec le Caméléon de reprendre sa croisière et rentre sur Toulon le 29 septembre.
Suffren, resté sur le Singe, n’a pas participé directement à l’attaque dans la rivière de Loukos, mais l’action des deux chebecs a été particulièrement appréciée par le comte du Chaffault, puisqu’il reçoit avec le capitaine de Framond une forte gratification du ministre (800 livres). Ce dernier exprime même ses regrets de ne pas pouvoir en faire davantage : « Sa Majesté, écrit-il à Suffren, aurait bien désiré vous comprendre dans le remplacement de capitaines de frégate, mais le petit nombre qu’elle en a fait ne lui a pas permis d’aller jusqu’à vous. Elle se réserve de vous accorder ce grade le plus tôt qu’il sera possible. »

### Mission au Maroc (1767)
En janvier 1766, Suffren, qui semble inactif à terre, reprend sa plume et sollicite à nouveau le ministre Choiseul pour faire partie de la mission qui doit partir au Maroc y négocier la paix. Suffren affirme vouloir étudier le pays et éventuellement participer aux négociations, affirmant y porter « autant de bonne volonté que de désintéressement. ». Prudent, il sollicite aussi un commandement pour les colonies, si aucune de ses demandes n’est satisfaite. Requête osée, même en tenant compte du satisfecit qu’il a obtenu dans sa précédente mission, mais qui est acceptée. Au mois de mars 1767, Suffren embarque à Brest sur l’Union, vaisseau qui doit conduire au Maroc l’ambassadeur français, lequel n’est autre que le commandant du navire, le comte de Breugnon. Le vaisseau, accompagné d’une frégate et d’une corvette, met à la voile en avril et arrive au Maroc à la mi-mai. On ne sait rien du rôle qu’a pu jouer Suffren dans cette ambassade. Sans doute à-t-il fait connaissance avec les rudiments de la diplomatie. Nous verrons ensuite, une quinzaine d’années plus tard, Suffren faire preuve de réelles qualités de diplomate en Inde. L’ambassade du comte de Breugnon est un succès puisque dès le 30 mai est signé avec le sultan Sidi Mohammed ben Abdallah un traité d’amitié et de commerce.
L’Union est de retour sur Brest le 25 juillet 1767. Suffren, qui semble avoir tissé des liens avec le comte de Breugnon, obtient l’autorisation de l’accompagner à Versailles. Si la stratégie secrète de Pierre-André était de se faire ouvrir les portes du ministère, c’est réussi. De sa première lettre au ministre en 1763 (voir plus haut) à la première entrevue avec celui-ci, il s’écoule 3 ans. Ce n’est pas si mal, pour un homme qui ne dispose d’aucun appui familial à la Cour et qui ne peut compter que sur lui-même pour défendre ses idées et œuvrer à la réalisation de ses ambitions. Nous reviendrons plus loin sur l’analyse de cette stratégie épistolaire. Nous ne savons rien des conversations qui ont été tenues avec le ministre, mais le 18 août Suffren est promu Capitaine de frégate (et Breugnon, qui a réussi son ambassade est fait chef d’escadre).
L’année 1768 apparait comme une nouvelle page blanche dans la vie de Suffren, tout comme le premier semestre 1769. Il semble se morfondre à terre, à Toulon. Au mois d’octobre 1769, Pierre-André reprend sa plume pour solliciter un nouveau congé, d’une durée de deux ans cette fois, pour reprendre du service à Malte où il doit maintenant « tenir galère. »

### Le troisième séjour à Malte (1769-1772)

#### Commandant duSan Antonio(1769)
La nomination de Pietro Andréa Suffren au commandement du San Antonio intervient le 11 janvier 1769 alors que Suffren se trouve en France et n’a pas encore obtenu son congé et qu'il n'a toujours pas prononcé ses vœux de frère hospitalier pour devenir chevalier de Malte. On a cru pendant longtemps que Suffren avait prononcé ses vœux à Malte mais il n’en est rien, Suffren a prononcé les quatre vœux hospitaliers le 30 novembre 1769 à Marseille, dans la chapelle des Révérends Pères Trinitaires déchaux.
Le San Antonio embarque sur son étroite coque de galère 480 hommes, dont 300 galériens répartis en 200 esclaves, 80 volontaires et 20 forçats. Au côté de Suffren se trouve aussi 24 chevaliers avec leurs laquais, 9 officiers, 4 conseillers de maistrance, 4 canonniers, 4 timoniers, 43 mariniers, 7 prouiers, 31 remplaçants pour la chiourme et 5 mousses. Avec une telle masse d’hommes à nourrir sur un navire ayant fort peu de cale, l’autonomie est limitée à une semaine, même si on mange et on boit bien à bord des galères (légumes frais, viande et vin en abondance), condition absolue pour que la chiourme ne s’épuise pas ou ne tombe pas malade. Cette faible autonomie est cependant compensée par la facilité à trouver des escales en Méditerranée. C’est sur ce navire que Suffren est engagé en 1770 dans une nouvelle opération sur les côtes d'Afrique du Nord.

#### Expédition contre le Bey de Tunis (1770)
Après la courte guerre et l’expédition de Larache de 1765 sur les côtes marocaines, c’est avec la régence tunisienne que la tension est progressivement montée avec la France. Le Bey de Tunis, Ali II Bey qui n’a pas reconnu l’acquisition de la Corse par la France, a laissé ses corsaires s’en prendre à l’île. Ces derniers ont capturé plusieurs bâtiments de pêche et enlevé de nombreuses personnes, malgré les traités signés avec la France. Versailles envoie sur les côtes tunisiennes une petite escadre forte de deux vaisseaux, la Provence (64) et le Sagittaire (50), accompagnés de trois frégates, deux chebecs, une flûte, et deux galiotes à bombes. Elle se présente devant Tunis le 20 juin 1770 sous les ordres de M. de Broves où elle retrouve une frégate française déjà présente sur les lieux avec le consul de France. Expédition à laquelle l’ordre de Saint-Jean de Jérusalem décide de se joindre, en y engageant l’essentiel de ses moyens. L’escadre maltaise arrive en vue de Tunis le 23 juin. Les galères maltaises sont commandées par le général des galères, le bailli de Flachslanden, qui reçoit en renfort le 9 juillet une frégate de 40 canons, alors que les combats ont déjà commencé.
Côté Français, on a pourtant tenté d’ultimes négociations du 20 au 27 juin. Le Bey a rejeté l’ultimatum lui intimant de réparer dans les 36 heures les « offenses faites au roi », en multipliant les démarches dilatoires pour gagner du temps. Le représentant du Sultan turc – de qui dépend normalement le Bey de Tunis – lui apporte son soutien. Le 28 juin, le chef d’escadre Broves fait porter la déclaration de guerre au Bey de Tunis, mais les Français n’ont pas préparé suffisamment l’expédition. Le comte de Broves est arrivé sans cartes sur les ports et forts de la région, et sans renseignement sur les forces de l’adversaire. Tunis, éloignée du rivage par un lac peu profond, ne permettant pas l'accès des vaisseaux français, ne peut être bombardée, tout comme le fort de la Goulette qui constitue la défense avancée de la ville.
Les vaisseaux de ligne ne peuvent en effet s'approcher en raison de la profondeur d'eau insuffisante. C'est donc Bizerte qui est bombardée du 1er au 5 juillet. En 4 jours de bombardement seront tirés 140 bombes, environ 200 boulets et 20 coups tirés par les galères.
Les Tunisiens, qui connaissent les effets dévastateurs des galiotes ont évacué la ville qui ne déplore qu’une victime. Les dégâts sont mesurés avec la destruction d’une partie du fort, de plusieurs maisons et d’un navire. L’escadre a dû manœuvrer avec prudence devant la place qui est défendue par une abondante artillerie.
Le 5 juillet, une felouque venue de Tunis apporte un courrier de Ali II Bey demandant des négociations. Elles sont sans effet et les opérations reprennent. Les galères maltaises contribuent au ravitaillement des Français, Malte ne se trouve qu’à quelque 180 milles. Le mauvais temps fait échouer une tentative de bombardement sur Porto Farina (Ghar-El-Melh) où se trouve l’essentiel de la flotte tunisienne, mais l’attaque de Sousse est un succès. Cette riche ville commerçante essuie 17 jours de bombardement, du 27 juillet au 13 août.
L’escadre de Suffren y laisse presque toutes ses munitions, notamment les galiotes avec 900 bombes lancées. La ville souffre de dommages considérables, mais cette dernière opération est un succès, puisqu’elle pousse le Bey à activer les négociations, lesquelles aboutissent vers la fin août. Le traité préliminaire, confirmé en octobre, reconnaît à la France la cession de la Corse et oblige à rendre tous les navires capturés avec leur personnel.
Trente et un marins corses sont ainsi libérés. Les armateurs français doivent recevoir un dédommagement des préjudices causés. Le privilège de pêche est renouvelé à la Compagnie royale d’Afrique qui doit aussi recevoir une indemnité en raison de l’interruption du traité et du renvoi des bateaux. Le commerce entre les deux pays est rétabli et le blocus imposé aux ports tunisiens est levé.
L’escadre française reste jusqu’au 24 octobre devant Tunis pour maintenir la pression sur le Bey jusqu’à la fin du processus de ratification du traité de paix.
Un seul témoignage nous est parvenu sur Suffren à propos de cette expédition. Il est donné par un enseigne de vaisseau français qui arrive à Malte le 9 octobre 1770, juste après les opérations : « Monsieur le chevalier de Suffren qui commandait une galère mouillée à proximité fut autrement plus aimable. Nous sommes descendus sur le quai où il nous attendait et où il nous a fait servir des glaces. En le quittant, sa galère nous salua de cris appuyés de “Vive Saint-Jean”. »
Le chevalier de Suffren recevra pour service rendu au Roi en 1771 la commanderie de Saint-Christol, près de Montpellier. C'est à partir de cette date que Suffren, dans ses courriers, commence à faire précéder sa signature de commandeur.
Dès le 21 septembre, Suffren prend sa plume pour solliciter avec insistance auprès de Choiseul-Praslin sa promotion au grade de capitaine de vaisseau. Le nouveau ministre Bourgeois de Boynes, qui vient de succéder à Choiseul-Praslin disgracié, lui marque sa satisfaction. Suffren est promu capitaine de vaisseau le 18 février 1772 et arrive à Toulon au mois de juillet de la même année pour réintégrer la marine royale.

### Les campagnes en Méditerranée et en Atlantique (1772-1777)

#### Commandant sur la frégate laMignonne(1772-1773)

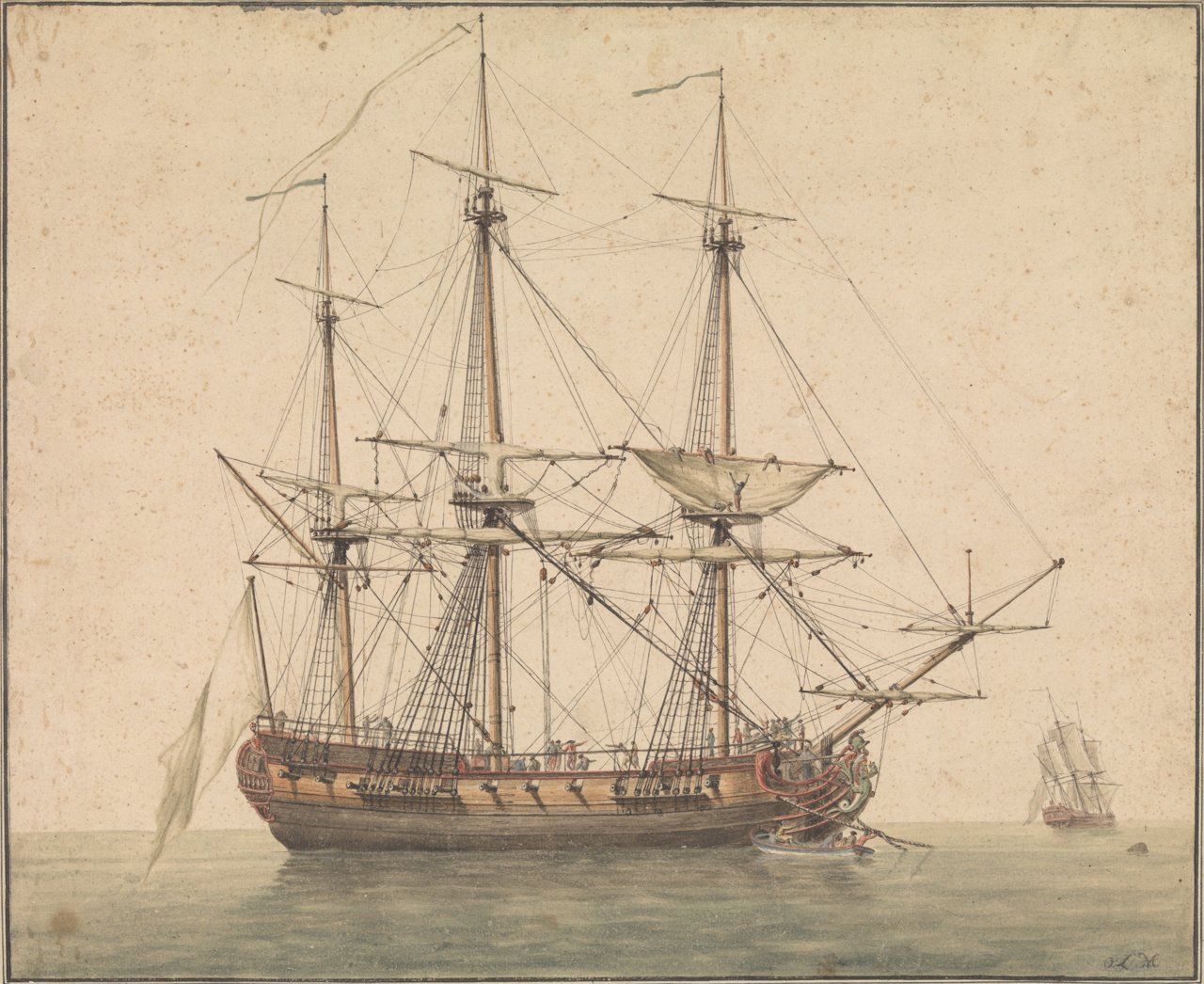
Suffren reçoit en 1772 le commandement d'une frégate de 26 canons, la Mignonne, avec laquelle il doit assurer une mission de protection des intérêts français au Levant.

Depuis Toulon, Pierre-André s’adresse une nouvelle fois au ministre pour se porter candidat à la direction de la compagnie des gardes de Toulon, un poste très recherché et prestigieux puisqu’on y forme les jeunes officiers. Bourgeois de Boynes ne donne pas suite à la demande mais lui accorde le commandement de la frégate la Mignonne. C’est une unité assez légère de 26 canons et 224 hommes d’équipage, lancée en 1767. Suffren a 43 ans. C’est maintenant un personnage d’un poids suffisant pour pouvoir choisir une partie de ses officiers et officiers mariniers (certains viennent du Singe) ou d’embarquer des membres de sa famille parmi les gardes de la marine (comme deux de ses neveux, fils de sa sœur Mme de Pierrevert).
La mission du navire est loin d’être anodine, puisqu’il s’agit d’aller patrouiller en Méditerranée orientale, une région secouée par les troubles causés par la guerre Russo-Turque. Celle-ci, engagée depuis 1768 tournait au désavantage de la Turquie. La Russie progressait sur terre le long du Danube, envahissait la Crimée et réussissait l’exploit de déployer une escadre en Méditerranée depuis la Baltique en passant par l’Atlantique. Cette flotte avait infligé en 1770 à Tchesmé une lourde défaite à des vaisseaux turcs pourtant largement supérieurs en nombre et mettait la main sur plusieurs îles de la mer Égée. C’était aussi un défi à la France, alliée traditionnelle de la Turquie, (pour faire face à l’Autriche il est vrai, et pas à la Russie), mais la diplomatie de Louis XV, en panne, se désintéressait de cette guerre qui avait aussi pour conséquence de provoquer une vive agitation anti-chrétienne dans de nombreuses villes littorales, alors même que la France était normalement reconnue par la Turquie comme la protectrice des Chrétiens d'Orient…
C’est donc pour une région sous tension que la frégate appareille le 24 novembre, avec pour mission d’y protéger les intérêts français en rejoignant la division navale de M. de Blotfier qui y patrouille déjà. Suffren fait escale à Malte puis arrive en Crète où on embarque un pilote côtier spécialiste des îles grecques et de la Syrie. À Smyrne, très importante « échelle » de la côte turque où réside une forte colonie marchande française, des troubles sont signalés. Suffren décide de s’y rendre « pour donner à la nation toute la protection et tous les secours qu’on pourra. » Fausse alerte cependant, le consul de France signalant que tout est calme à Smyrne « pour le moment ». Suffren pousse jusqu’aux Dardanelles et escorte des navires marchands français menacés par des pirates grecs et des corsaires russes. Ces derniers étant plus ou moins confondus, puisque sous le pavillon corsaire russe se cachent de nombreux marins grecs en révolte contre le Sultan… Ces derniers ne se montrent pas toujours respectueux de la neutralité française qui en principe devrait même protéger les marchandises françaises embarquées à bord des bâtiments turcs. La Mignonne croise au large de Chios une escadre russe de 6 vaisseaux et 4 frégates, ce qui donne lieu à un échange presque glacial, au dire du récit que Suffren fait au ministre : « Une des frégates fit route pour venir me parler et après quelques compliments fort polis, on me demanda d’où je venais. Trouvant la demande indiscrète, je lui répondis qu’il voyait que j’escortais un convoi de ma nation et cette réponse qui lui prouvait que je n’en voulais pas faire d’autre et qu’en même temps je protégeais les bâtiments qui étaient avec moi parut le satisfaire. » À bon entendeur…
Au début de 1773, la Mignonne sort de la mer Égée et se présente devant Seyde (Sidon), escale d’ailleurs prévue par l’ordre de mission pour y récupérer le consul de France. Le calme est revenu dans la ville après une période troublée, même si la colonie française est en butte aux tracasseries du représentant local du Sultan. Suffren fait ensuite escale à Beyrouth, à Chypre, puis à nouveau à Smyrne, à la demande de De Blotfier. La situation, apaisée au premier passage (voir plus haut) s’est de nouveau dégradée. Les autorités turques semblent incapables de s’opposer aux entreprises d’une « populace effrénée et avide de désordres. ». Les défaites ottomanes affaiblissent l’autorité du Sultan, ce qui laisse le champ libre à une agitation religieuse, une partie de la population musulmane, par fanatisme ou ignorance en venant à placer tous les Chrétiens et Européens au rang de leurs ennemis censés repartir en croisade… De Blotfier et Suffren constatent d’ailleurs que les Anglais, dont les intérêts dans ces eaux sont bien moindres que ceux de la France, y maintiennent en permanence une ou deux frégates.
La Mignonne rentre à Toulon le 19 juin 1773, après sept mois de campagne. Suffren se montre à peine content du navire qui ne marche pas assez vite à son goût, mais fait un compte-rendu élogieux sur l’équipage :

« Je n’ai qu’à me louer de la subordination et du zèle des officiers qui ont servi avec moi. (…) J’ai été content de mon équipage en général, surtout sur la fin de la campagne. Permettez-moi de remarquer qu’il n’y a que les campagnes longues qui puissent fournir de bon équipages. Les Anglais qui laissent des bâtiments armés des années entières ont bien des avantages sur nous à cet égard. Les précautions que j’ai prises pour conserver dans le bord la salubrité de l’air et préserver mon équipage des maladies m’ont heureusement réussi car il ne m’est mort personne et j’ai même eu très peu de maladies graves. »

On retrouve dans ce courrier plusieurs des traits caractéristiques de Suffren. Le premier, déjà constaté, tient au soin des équipages, le deuxième tient à l’analyse qu’il en tire et sur lesquels les Historiens sont d’accord : les équipages manquent d’entraînement, contrairement aux Anglais qui ont une pratique plus poussée de la navigation en temps de paix. Mais comment peut-il en être autrement, alors que depuis le renvoi de Choiseul (1770) la marine doit de nouveau se contenter de budgets réduits. On fait des économies sur l’entraînement : l'escadre d'évolution, voulue par Bourgeois de Boynes n'a brièvement navigué qu'en 1772 avant de rester inactive en 1773, ce que semble déplorer ici Suffren. On trouve aussi dans le ton de la dernière phrase une forme d’autoglorification bien dans les habitudes du bailli qui sait placer discrètement la bonne tournure pouvant aider à son avancement…
Suffren reste sans emploi jusqu’au mois d’octobre 1774, date à laquelle il reprend le commandement de la Mignonne. Louis XV est mort en mai de cette même année. Le nouveau roi a pris de nouveaux ministres, la marine étant confiée à Sartine, l’ancien chef de la police à Paris. L’échange de courrier entre les deux hommes, plein d’amabilités, semble indiquer que Pierre-André a « négocié » sans dommage le moment toujours périlleux dans une carrière d’un changement de patron. Malade, (il souffre d’une « fièvre putride ») il explique au ministre que sa nomination au commandement de la frégate l’a aidé dans sa convalescence : une petite goute de courtisanerie ne peut pas faire de mal… La nouvelle mission de la Mignonne se déroule entre la fin octobre 1774 et le mois de juin 1775. On ne sait pas grand-chose de cette campagne qui se déroule comme la précédente en Méditerranée orientale mais avec des escales supplémentaires à Zante et à Tunis. À son retour, Suffren exprime à nouveau la satisfaction qu’il a tiré du navire et de l’équipage, puis s’en va passer la fin de l’année 1775 dans sa commanderie de Saint-Christol, près de Lunel, où il n’a encore jamais séjourné.

#### En escadre d'évolution en Méditerranée (1776-1778)

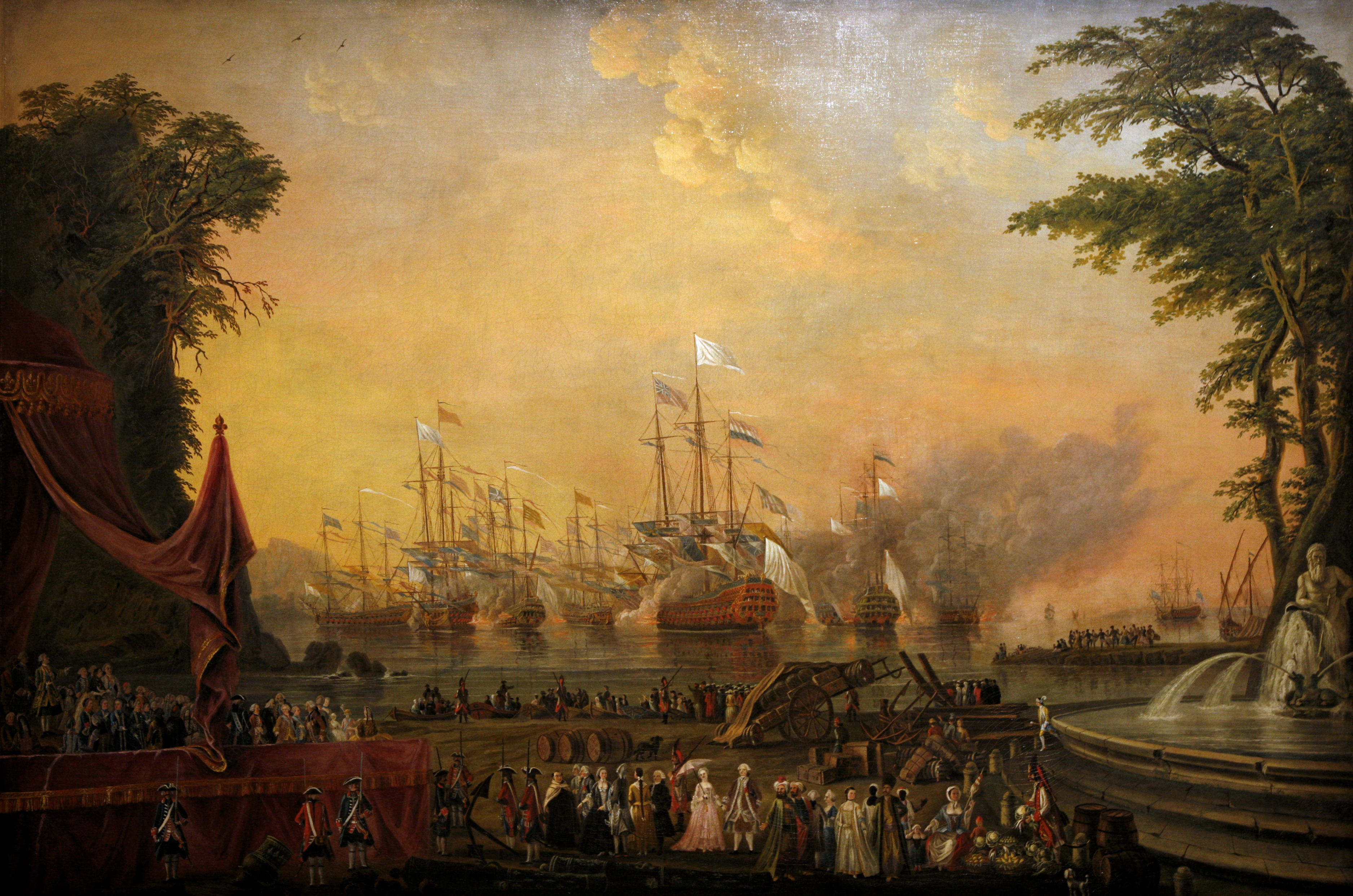
Sur le Fantasque, Suffren participe aux exercices à Toulon lors de la visite du frère de Louis XVI et de l'empereur d'Autriche.

Suffren fait maintenant partie des capitaines de vaisseau bien connus du ministère et suffisamment appréciés pour que l’on ne se passe plus de leurs services. C’est un homme expérimenté dans une flotte où les officiers manquent souvent d’entraînement. C’est aussi ce que pense le ministre Sartine qui décide de remettre au goût du jour l’escadre d’évolution voulue par son prédécesseur mais qui n’a que très peu navigué, en 1772 et 1774. Les ordres donnés à Du Chaffault, l’un des meilleurs officiers du règne précédent, et à qui échoit le commandement de cette escadre sont clairs : « Les armements qui s’exécutent annuellement dans les différents ports, soit pour les colonies et le Levant, soit pour le cabotage n’étant jamais assez nombreux pour occuper et instruire les officiers, les gardes et les troupes de la marine, ni pour former les équipages, Sa Majesté a pensé à propos d’y suppléer en mettant cette année en mer une escadre d’évolution composée d’un nombre de bâtiments suffisants pour exercer une partie de sa marine et exécuter toutes les manœuvres de navigation et de guerre auxquelles les officiers ne peuvent être trop accoutumés pour l’avantage de son service ».
L’escadre d’évolution doit être formée par 2 vaisseaux, 3 frégates, 3 corvettes et 2 cutters de Brest, 2 frégates et une corvette de Rochefort, 1 vaisseau, 2 frégates et une corvette de Toulon. Tous les navires doivent embarquer des états-majors pléthoriques pour les besoins de l’instruction. Suffren, qui fait partie de la division de Toulon reçoit le commandement de l’Alcmène, une frégate récente (1774) de 26 canons d’un modèle voisin de celui de la Mignonne. La division toulonnaise appareille le 30 avril 1776 pour rejoindre celle sortie de Brest avec Du Chaffault. Cette dernière, est ralliée le 1er mai par la division de Rochefort, et le 15 par celle de Toulon, au large du cap Saint Vincent. Du Chaffault descend vers les côtes marocaines, défile devant Larache puis remonte dans l’Atlantique le long des côtes portugaises et enfin au large d’Ouessant. Les manœuvres montrent qu’effectivement nombre d’officiers manquent d’entrainement. Deux navires s’abordent même au large du Portugal, le Solitaire et la Terpsichore. Le premier est commandé par un prince de sang, le très (trop) jeune duc de Chartres qui a fait ses débuts l’année précédente dans la marine comme volontaire et qui a visiblement bénéficié d’un avancement trop rapide…
La tension est palpable avec les Anglais, qui observent d’un œil méfiant cette escadre d’évolution alors que la révolte gronde dans leurs treize colonies d’Amérique. Depuis le 12 mai 1776, le roi a donné ordre à ses vaisseaux de protéger les bâtiments insurgents ou ceux des États neutres qui demanderaient la protection du pavillon français. Les incidents dans les Antilles ou au large de Terre-Neuve sont fréquents. Il faut tirer un coup de canon pour écarter une frégate anglaise qui cherche à traverser la formation qui navigue en ligne de file. Le 7 août, après plus de deux mois de manœuvre, la division toulonnaise reçoit l’autorisation de rentrer sur sa base. On ne sait pas quel rôle a joué Suffren dans l’entrainement des officiers qu’il avait sous sa responsabilité. Le temps est mauvais et le scorbut a commencé à se déclarer dans l’escadre. L’Alcmène rentre à Toulon le 26 octobre. Suffren sollicite un congé de trois mois pour se rendre à Malte, ou l’attendent des affaires importantes.

### Un SuffrenGenerale delle galereà Malte (1780-1782)
Nous avons vu un peu plus haut que Suffren s’efforce de mener de front ses deux carrières au service du roi de France et de Malte en s’appuyant sur l’une pour faire progresser l’autre. C’est ainsi qu’il a fait valoir ses états de service pendant l’expédition de Tunis pour obtenir sa promotion au grade de capitaine de vaisseau. Suffren guigne maintenant beaucoup plus : le Généralat des galères de Malte. Il s’en est ouvert au ministre dès novembre 1772 alors qu’il s'apprêtait à partir en mission en mer Égée sur la Mignonne. On découvre dans ces courriers un Suffren qui semble persuadé du poids de ses relations auprès du Grand Maître Pinto, (extrêmement âgé, 93 ans), au point d’indiquer au ministre la bonne personne à contacter, c'est-à-dire le vice chancelier de l’ordre qui exerce la réalité du pouvoir. « Il est de mes amis et il ne vous en coûtera qu’une lettre pour doubler ma fortune. » écrit sans mettre de gants le trop sûr de lui bailli. Mais le poste est très prestigieux et donc très convoité. La nomination n’arrive pas, d’où d’autres courriers pressants au ministre et pour finir une demande de congés en octobre 1776 pour se rendre à Malte. On ne sait rien de ce séjour de trois mois mis à profit par Pierre-André pour faire progresser ses « affaires ».
L’année 1777 s’écoule sans que Suffren obtienne satisfaction, mais sa progression dans la marine royale se poursuit. Il accède enfin au commandement d’un vaisseau, le Fantasque, un 64 canons qui fait partie des 6 grosses unités que Toulon arme au début de l’année. La petite escadre est armée en avril 1777 pour faire une démonstration lors de la visite à Toulon de l’empereur d’Autriche Joseph II qui voyage incognito en compagnie du frère de Louis XVI, le comte de Provence. La France et l’Autriche sont alliées depuis le renversement des alliances de 1756. Outre les entretiens avec Louis XVI, Joseph II est venu rendre visite à sa sœur, la jeune reine Marie-Antoinette. Après la démonstration en rade (août), le Fantasque fait une croisière d’un mois à peine en Méditerranée et qui ne laisse guère satisfait un Suffren toujours sourcilleux sur l’entraînement.
Au début de 1778, Pierre-André semble enfin obtenir satisfaction en accédant — enfin — au très convoité généralat des galères de Malte. Les négociations, qui ont fait jouer encore une fois le ministre de la marine semblent avoir été particulièrement compliquées, d’autant que Suffren n’exercera pas le commandement. La guerre, qui reprend cette même année avec l’Angleterre, appelle Pierre-André à d’autres responsabilités. Il semble que la charge ait été confiée à son frère, Paul-Julien, qui l’exercera à la place de son aîné, pourtant signalé sur les tablettes officielles de l’ordre comme Generale delle galere du 11 septembre 1780 au 31 août 1782.

## Suffren dans la guerre d'Amérique (1778-1780)
En 1774, à la mort de Louis XV, la France aligne 62 vaisseaux et 37 frégates. C’est un net redressement, mais on est encore très au-dessous des objectifs affichés en 1763. Cependant, le nouveau souverain, Louis XVI, se montre beaucoup plus réceptif à l’idée de revanche sur l’Angleterre que son prédécesseur. Le contexte est donc nettement plus favorable, d’autant que le jeune souverain est aussi amateur de géographie et suit attentivement les questions navales. Les crédits se mettent à abonder, d’autant que la tension remonte lentement entre la France et l’Angleterre. Le 4 juillet 1776, les treize colonies anglaises d’Amérique, en révolte contre les impôts et la présence militaire anglaise permanente, proclament leur indépendance. Les « Insurgents » qui manquent de tout, se tournent vers l’ancien ennemi de la guerre précédente : la France, qui leur prête d’abord une oreille prudente, puis attentive, et s’engage progressivement dans le conflit. L’occasion d’affaiblir l’Angleterre est trop belle et le gouvernement français ne peut pas la laisser passer. Louis XVI reçoit fort aimablement l'envoyé du Congrès des États-Unis, Benjamin Franklin, venu solliciter l'aide de la France, laisse des corsaires américains opérer depuis les ports français, autorise des volontaires français (La Fayette et de nombreux autres jeunes nobles) à aller se battre outre-Atlantique, livre secrètement des armes, et finit par reconnaître les États-Unis en février 1778 après la défaite d’une armée anglaise à Saratoga. C’est la rupture : le 17 juin 1778, la nouvelle guerre franco-anglaise s’engage avec l’attaque de la frégate anglaise Arethusa contre la frégate française La Belle Poule, qui résiste vaillamment.
La déclaration de guerre déclenche un torrent d’euphorie guerrière qui parcourt tout le pays : « L'enthousiasme des foules était à son comble, témoin de la force inouïe du patriotisme et du désir unanime de gloire des Français » note Jean-Christian Petitfils. L'abbé de Véri, qui se trouve alors à Versailles n'entend qu'un seul cri dans les couloirs : « Guerre ! Guerre ! ». On a le sentiment que la marine française est enfin capable de se mesurer à la Royal Navy et d'effacer la honte du précédent conflit. La mobilisation navale va dépasser tout ce que la France a connu jusque-là en matière de guerre outre-mer. À Brest, Toulon, Rochefort, les arsenaux vont bruisser presque jour et nuit de l’armement des escadres.
L’Angleterre qui doit fixer des forces navales et terrestres considérables en Amérique du Nord a perdu l’initiative du conflit et n’est plus en mesure de rééditer la rafle de 1755 qui lui avait grandement facilité la victoire. Côté français on hésite cependant sur la stratégie à suivre car il reste un écart numérique non négligeable en faveur de la Royal Navy, et le ministre de la marine, Antoine de Sartine n’est pas absolument certain de la qualité de l’entrainement  des officiers. Louis XVI et son ministre des affaires étrangères, Vergennes, restent de leur côté persuadés qu’il faudra solliciter l’alliance espagnole pour établir une balance des forces plus favorable, mais à Madrid il n’est absolument pas question d’apporter le moindre soutien aux « Insurgents ». Certes, on n'a rien oublié des humiliations de la guerre de Sept Ans, mais on craint encore plus un effet de contamination révolutionnaire dans les colonies espagnoles.
Le roi finit par approuver la stratégie proposée par le ministre de la marine qui propose d’utiliser séparément les escadres de Brest et de Toulon. La puissante escadre de Brest (30 vaisseaux et 16 frégates), confiée à l'amiral Louis Guillouet d'Orvilliers, reçoit pour mission de combattre dans la Manche en vue de préparer une éventuelle invasion de l’Angleterre, et surtout de convaincre les Espagnols (qui doutent des capacités navales de la France) d’entrer en guerre. L’escadre de Toulon, plus modeste (12 vaisseaux et 5 frégates) doit franchir l’Atlantique pour aller prêter main-forte aux « Insurgents » et si possible obtenir un succès décisif qui pousserait l’Angleterre vers la table des négociations. Mission tout à fait considérable, mais jouable à condition de préserver l’effet de surprise sur les escadres anglaises divisées entre New York et Halifax. Suffren, qui depuis 1777 commande le Fantasque se trouve intégré à l'escadre.

### Suffren sous les ordres de d'Estaing (1778-1779)

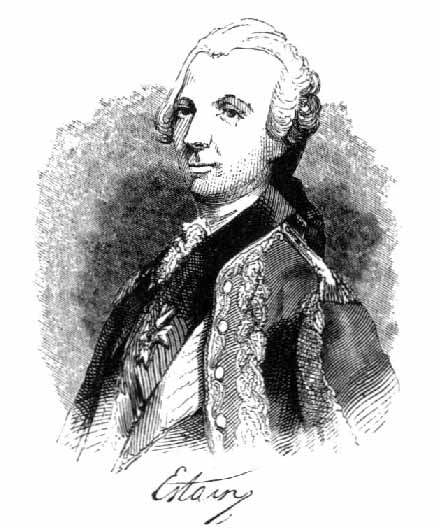
Charles Henri d'Estaing assure le commandement de l'escadre envoyée en Amérique du Nord en 1778-1779. Il apprécie Suffren et reconnait ses talents de marin. L'inverse n'est cependant pas vrai, Suffren se montrant très critique sur son chef.

C’est un curieux personnage qui reçoit le commandement de l'escadre pour l'Amérique. Charles Henri d'Estaing (1729-1794) est en 1778 un vice-amiral qui a connu une carrière fulgurante depuis la guerre de Sept Ans. Il avait combattu lors de ce conflit sous les ordres de Lally-Tollendal avant de s’improviser marin et de mener une active guerre de course dans l’océan Indien où il avait saccagé de nombreux comptoirs anglais. Ces victoires remarquées — dans cette guerre où la France essuyait de dures défaites — lui avaient valu de très rapides promotions dans l’armée de Terre puis la Marine. Victoires et promotions qui masquaient mal ses graves défauts. Le personnage, fier de sa réussite et grisé de ses succès passés, était péremptoire, cassant, maladroit, démagogue. Il s’était très vite attiré par ses critiques et remarques désobligeantes l’inimitié du corps des officiers, dont beaucoup étaient plus âgés que lui,. Mais c’était aussi un excellent courtisan qui avait su entrer dans l’amitié de feu Monseigneur le Dauphin, père du futur Louis XVI. C’est de là que venait sa nomination au commandement de l’escadre : le jeune roi l’avait choisi car il était sur la liste des personnes à promouvoir que lui avait laissé son père.
D’Estaing et Suffren se rencontrent à Toulon en 1778 lorsque le bailli vient se placer sous ses ordres. Une rencontre déterminante pour Suffren, car d’Estaing qui apprécie et reconnait rapidement les talents de son subordonné ne va plus cesser de rendre des rapports élogieux à son égard, alors même que Suffren restera toujours très critique vis-à-vis de son chef.
L’escadre dont dispose d’Estaing n’est pas de première main. La moyenne d’âge de ces 12 vaisseaux est de 21 ans. Le plus récent, le César a été mis sur cale 11 ans plus tôt. L’un des deux vaisseaux de 80 canons, le Tonnant est un vétéran de 38 ans d’âge qui a traversé deux guerres dont une bataille acharnée à laquelle le jeune Suffren avait participé, le combat du cap Finisterre en 1747 (voir plus haut). Quant au Languedoc, vaisseau amiral mis en chantier 16 ans plus tôt lors du « don des vaisseaux », il n’a encore jamais navigué. L'escadre est complétée d'une force d'éclairage de 5 frégates. Le Fantasque, lancé en 1758 fait partie des vétérans, mais il est en bon état et c'est un navire assez rapide. Il embarque au total 627 hommes, en comptant les troupes de marine, les officiers, sous-officiers, les mousses. L’essentiel des matelots vient des côtes provençales et languedociennes, ce qui n’est pas pour déplaire à Suffren.
L'escadre appareille pour l’Amérique le 13 avril 1778 (alors que la guerre n’est même pas encore officiellement déclarée). À l’avant-garde, le Zélé de 74 canons, le Tonnant (80 canons), le Provence (64), et le Vaillant (64). Le corps de bataille au centre : Le Marseillais (74), le Languedoc (90) navire amiral de d’Estaing, l’Hector (74), le Protecteur (74). l’arrière-garde : le Fantasque (64), le Sagittaire (50), le César (74), le Guerrier (74). Les frégates : l’Engageante (36), la Chimère (36), l’Aimable (32), la Flore (32) et l’Alcmène (32). D’Estaing a reçu des ordres qui lui laissent presque carte blanche. Versailles lui recommande d’attaquer les ennemis « là où il pourrait leur nuire davantage et où il le jugerait le plus utile aux intérêts de Sa Majesté et à la gloire de ses armes ». On lui recommande encore de ne pas quitter les côtes américaines avant d’avoir « engagé une action avantageuse aux Américains, glorieuse pour les armes du roi, propre à manifester immédiatement la protection que Sa Majesté accorde à ses alliés ». L’escadre embarque aussi Silas Deane, député du Congrès américain et le comte Conrad Alexandre Gérard, ministre plénipotentiaire du roi auprès du Congrès.
La traversée est interminable. À cause des alternances de calme et de vents contraires, l’escadre met 33 jours pour atteindre Gibraltar (16 mai) puis encore 51 jours pour traverser l’Atlantique. D’Estaing, qui n’écoute personne, a trouvé le moyen de prendre la plus mauvaise route puis de perdre encore beaucoup de temps à organiser des exercices de manœuvre dans l’Atlantique. Il arrive à l’embouchure de la Delaware le 7 juillet après plus de 80 jours de traversée. L’effet de surprise est perdu, même si deux frégates anglaises sont détruites. Howe s’est retiré le 28 juin avec ses 9 vaisseaux pour regrouper ses forces avec celles de Byron, soit 20 vaisseaux. D’Estaing, après avoir débarqué les deux émissaires franco-américains à Chester (près de Philadelphie) se présente devant New York. Mais la ville est défendue par les 12 000 hommes du général Henry Clinton et les pilotes américains font remarquer que le fond manque pour laisser accéder les plus gros vaisseaux à la baie intérieure de New York. D’Estaing, prudent, refuse de forcer les passes de la ville et concocte un nouveau plan avec George Washington (auquel collabore La Fayette) qui propose d'attaquer Newport.

### L'échec de Newport (août 1778)

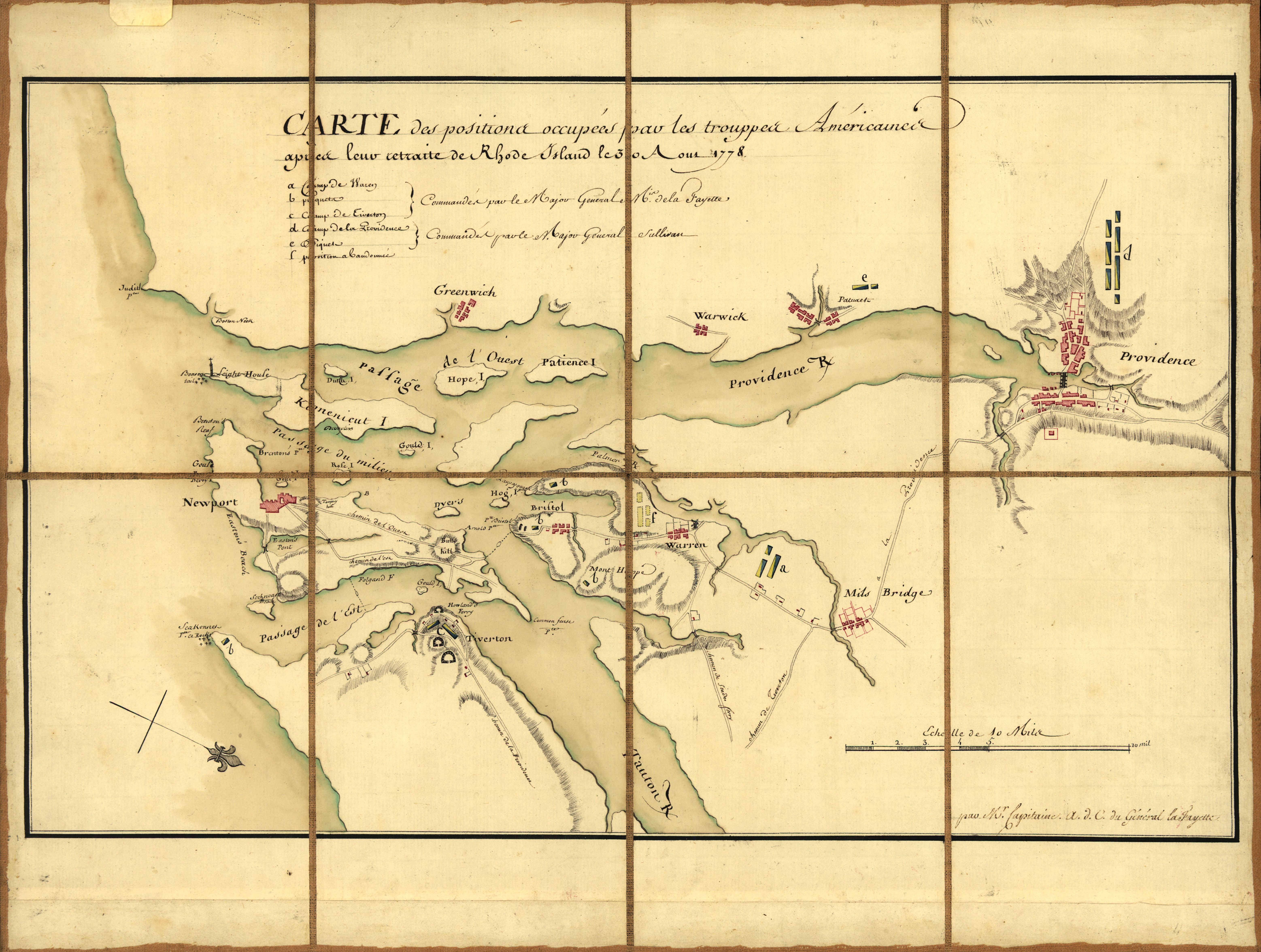
La baie de Newport en 1778. Les Franco-Américains ont beaucoup de mal à coordonner leur action pour tenter de s'emparer de Newport, sur l'île principale. (Carte française de 1778)

Le 12 juillet, la flotte prend la direction de l’importante base anglaise de Newport, devant laquelle elle se présente le 29. Le plan prévoit de bloquer la place par la mer tandis que les miliciens du général Sullivan doivent débarquer dans le nord de l’île de Rhode Island. Newport, en effet, se trouve sur la plus grande île de la baie de Narragansett, laquelle pénètre profondément à l’intérieur des terres (carte ci-contre). L’accès à la baie n’est possible que par trois chenaux relativement étroits et assez peu profonds, dans lesquels on ne peut engager que des frégates ou des Vaisseaux de 64 canons. Mais la coordination avec les forces américaines du général Sullivan se passe mal. Les troupes de Sullivan ne sont pas rassemblées et le général américain demande qu’on l’attende. L’effet de surprise est perdu. Face aux 6 000 Anglais qui défendent la place, il faut se contenter de laisser l’escadre stationner à hauteur de la passe centrale pour en assurer le blocus.
D’Estaing donne cependant l’ordre à deux frégates de pénétrer dans le chenal de l’est, où elles détruisent une corvette de 20 canons et deux galères. L’opération dans le chenal ouest est confiée à Suffren, à la tête de deux vaisseaux, le Fantasque (64) et le Sagittaire (50) commandé par son ami Albert de Rions. La coordination entre les deux hommes est parfaite. Le 5 août, les deux vaisseaux contournent l’île Conanicut par l’ouest et réduisent au silence les deux batteries qui s’y trouvent, puis pénètrent dans la baie de Newport où ils sèment la panique. Voici le compte-rendu rédigé par Suffren pour d’Estaing :

« En conséquence de vos ordres, j’ai appareillé avec le Sagittaire à la pointe du jour. J’ai aperçu par-dessus Conanicut deux frégates anglaises à la voile. Lorsque j’ai paru entre cette île et celle de la Prudence, une venait sur moi au bord opposé, mais elle a bientôt viré de bord. J’ai mis le cap sur elle passant sous le vent des roches. Le Sagittaire a passé au vent. J’étais toutes voiles dehors lorsque la frégate qui ne pouvait nous échapper a donné à terre à pleines voiles, a coupé ses mâts et s’est embrasée. Trois bâtiments mouillés dans une anse que je vous ai décrite dans une de mes lettres se sont aussi brûlés. Deux autres frégates qui étaient à la voile dans le canal de Rhode Island et de Prudence ainsi qu’un brick se sont aussi brûlés. J’ai vu beaucoup de fumée par-dessus la ville, ce qui peut faire imaginer qu’il y a eu aussi quelques bâtiments brûlés dedans le port. J’ai fait deux bords dans la rade de Conanicut, tant pour sonder que m’assurer que les bâtiments étaient réellement consumés et pour faire jouir mon équipage de ce spectacle qui aurait été bien plus flatteur si on avait couru quelque danger. Je n’ai vu dans cette partie aucune batterie car outre que je m’en suis approché à moins d’une portée de canon et qu’on n’a pas tiré sur nous, plusieurs petits corsaires américains sont venus pour piller après m’en avoir demandé la permission et l’on n’a pas tiré sur eux. »

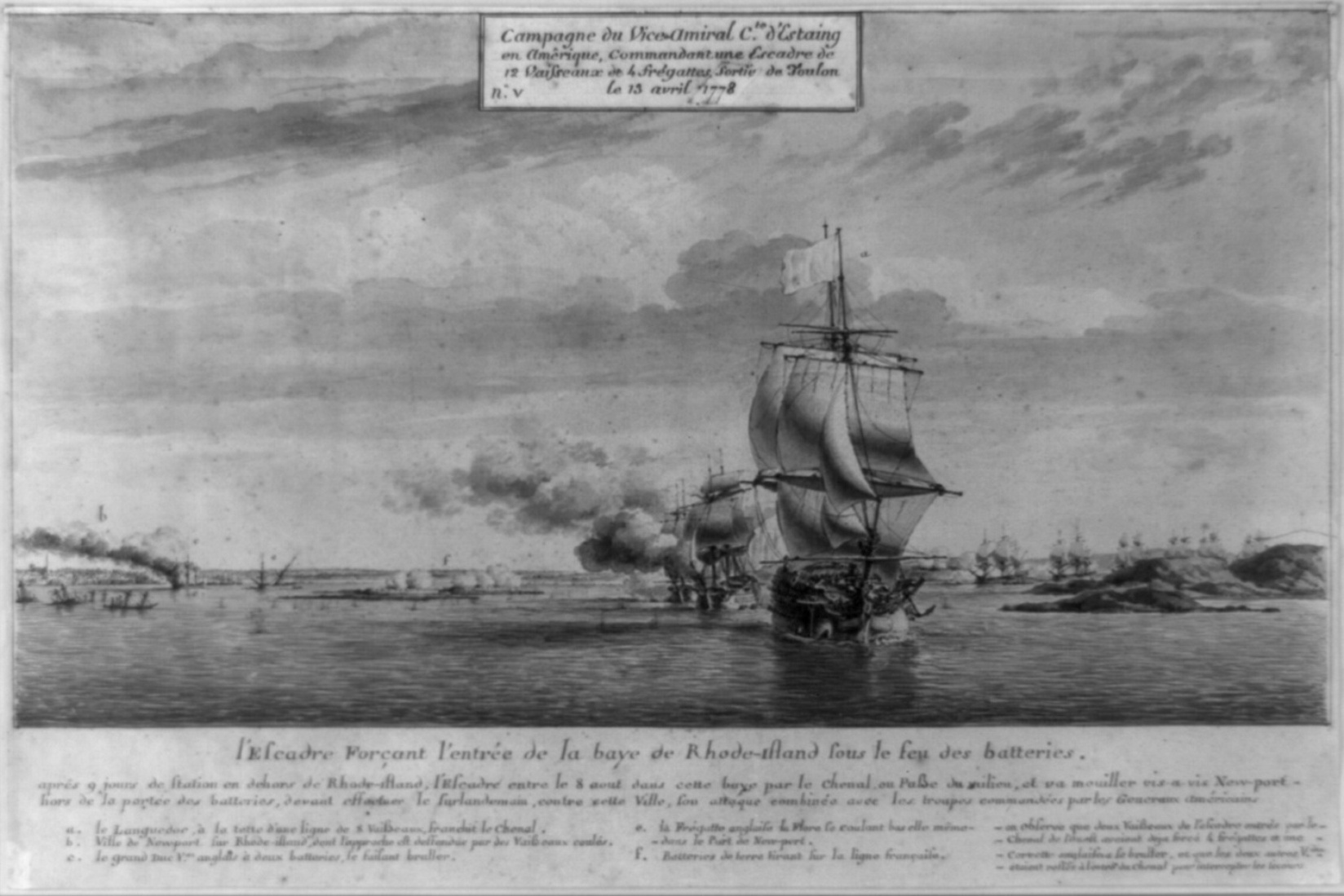
Entrée de l'escadre française dans la baie de Newport le 8 août 1778. Suffren s'illustre lors de cette attaque en forçant 5 frégates anglaises à s'échouer et à s'incendier (Lavis de Pierre Ozanne, 1778).

Ce raid, qui coûte aux Anglais 5 frégates et quelques petits bâtiments, aurait été salué d'un « Bravo Suffren » lancé par d’Estaing à son brillant subordonné. Le 8 août, enfin, les Américains font savoir qu’ils sont prêts à attaquer. D’Estaing laisse 2 vaisseaux en couverture au large, détache 3 frégates pour fournir un appui feu aux troupes de Sullivan, et force la passe centrale avec 8 vaisseaux en échangeant une vive canonnade avec les batteries de la place. Il est rejoint par Suffren qui rentre de son raid avec ses 2 vaisseaux, alors que l’attaque franco-américaine est prévue pour le 10 août. Mais le 9, les deux vaisseaux laissés en couverture entrent à toutes voiles dans la baie pour signaler l’arrivée d’une forte escadre anglaise. Ce sont les 14 vaisseaux de Howe, sorti de New York après avoir reçu des renforts importants et qui se trouve maintenant en position de bloquer les Français dans la baie. D’Estaing fait rembarquer immédiatement les troupes à peine mises à terre, et profite d’un vent favorable au matin du 10 pour sortir de la nasse en coupant ses câbles. Howe, surpris par cette manœuvre hardie se dérobe. La situation se retourne même complètement puisque d’Estaing se lance à la poursuite de l’Anglais. Dans l’après-midi du 11, l’escadre française est prête à engager le combat, mais la météo s’en mêle et une violente tempête qui se poursuit toute la nuit disperse les deux flottes.
Le Languedoc perd son gouvernail, démâte, et se retrouve au matin totalement isolé, roulant bord sur bord. Un petit vaisseau anglais isolé de 55 canons, le HMS Renown, profite de ce que le navire amiral français est désemparé pour l'attaquer. Le grand bâtiment à la dérive finit par réussir à mouiller près de la Delaware, rejoint le 14 août par les autres vaisseaux de l’escadre avec encore un vaisseau démâté, le Marseillais, que remorque le Sagittaire. Seul manque à l’appel le César, mais ce dernier est parti se réfugier à Boston, point de ralliement fixé en cas de séparation.
Contre toute attente, malgré les avaries et le scorbut, d’Estaing décide de tenter une nouvelle attaque sur Newport. Le 20 août, les Français sont de nouveau devant la place. Un conseil de guerre réuni à bord du Languedoc fait le point sur les possibilités de faire tomber rapidement la ville. L'opération apparait comme impossible, même en doublant les troupes mises à terre (les Américains demandent 600 hommes, d’Estaing se dit prêt à en fournir 1 200). Le 22 août, le siège est abandonné : l’escadre lève l'ancre pour Boston afin d'y réparer les vaisseaux, les ravitailler et soigner les malades. Une nouvelle déconvenue attend les Français : l’accueil plutôt glacial de la population bostonienne. Si la cause américaine était populaire en France, l’inverse n’était pas tout à fait vrai pour ce qui est de l’aide française. Les Américains sont circonspects face à ces nouveaux venus, réputés pour être des coureurs de jupons légers et frivoles. La population, profondément protestante, se méfie aussi de ces Français « papistes » (catholiques) autrefois leurs ennemis. Les rixes entre Bostoniens et marins français sont fréquentes.

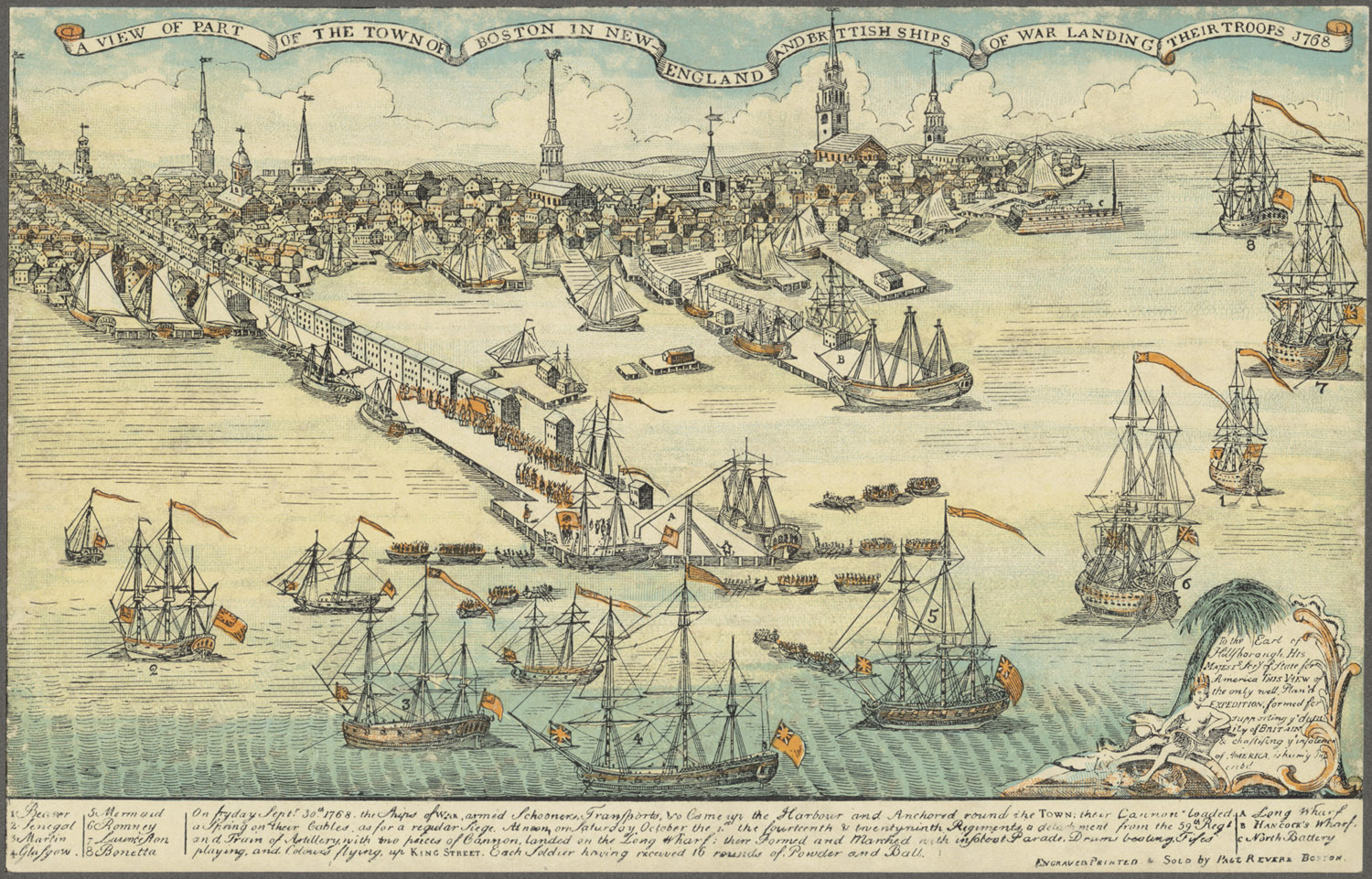
Le port de Boston en 1768. La population réserve un accueil mitigé à l'escadre française venue réparer ses avaries après l'échec devant Newport. (Illustration de Paul Revere, Boston Public Library)

Une véritable crise de confiance semble même saisir les deux alliés après le retrait devant Newport. Les Américains considèrent celui-ci comme « dérogatoire à l’honneur de la France, contraire aux intentions du roi et aux intérêts de la nation américaine ». Il faut tout le sens diplomatique de George Washington, bien secondé par La Fayette, pour apaiser ces tensions, alors que côté Français on se plaint du manque d’esprit de coopération des nouveaux alliés, qui parlent fort, exigent beaucoup et n’ont que peu de moyens matériels. Les eaux de la côte américaine sont inconnues des marins français qui dépendent des pilotes américains, à la fiabilité incertaine. Le port de Boston n’est absolument pas équipé pour entretenir des grands bâtiments de combat et il faut tout improviser. La baie de Boston offre cependant un bon mouillage facile à défendre. En quelques jours, un puissant dispositif est mis sur pied. Les trois vaisseaux les plus abimés sont mouillés à Quincy Bay (en) sous la protection d'un vaste camp retranché et de plusieurs batteries. Les 9 vaisseaux les plus valides sont embossés en demi cercle dans la rade Nantasket, eux aussi protégés par des batteries. Lorsque le 1er septembre, l'escadre de Howe, encore renforcée de plusieurs vaisseaux des forces de Byron se présente devant Boston, elle ne peut que constater la solidité des défenses françaises et se retire sans avoir rien tenté.
Les semaines passent. Les réparations sont achevées, les équipages reposés, mais D’Estaing n’a aucun plan d'action et semble frappé d’inertie. Ses subordonnés tentent alors de lui en souffler d’autres, à commencer par Suffren qui propose une attaque sur Terre-Neuve avec un petit détachement de 2 vaisseaux et 2 frégates dont il prendrait la tête pour saccager les pêcheries, nombreuses dans le secteur et saisir les navires de commerce qui vont et viennent autour d'Halifax, Louisbourg et le Canada. Puis c’est La Fayette qui défend un projet voisin avec une attaque sur la base anglaise d’Halifax en Nouvelle-Écosse. D’Estaing refuse les deux projets. Il est vrai qu'il a déjà exploré sans succès la piste canadienne puisqu'il a fait placarder des affiches pour inciter les Québécois à combattre au côté du roi de France, mais ces derniers ont refusé de se ranger auprès de ceux qui ont été leurs ennemis les plus acharnés lors des guerres précédentes. Les chances pour l’escadre d’entreprendre quoi que ce soit de victorieux s’amenuisent de jour en jour alors même que les généraux anglais, que cette force française rend très inquiets, évacuent Philadelphie, haut lieu de la résistance des « Insurgents ». Le 17 octobre, la crise de confiance franco-américaine est totalement digérée puisque le Congrès des États-Unis rend un hommage vibrant à d'Estaing et à ses hommes, mais la saison est maintenant trop avancée pour envisager la reprise des opérations. En novembre, d’Estaing sort enfin de sa torpeur et profite d'un méchant coup de vent qui disperse l'escadre anglaise devant Boston pour appareiller vers la Martinique (le 4), où il arrive le 9.

### L'échec du Grand Cul-de-sac (décembre 1778)

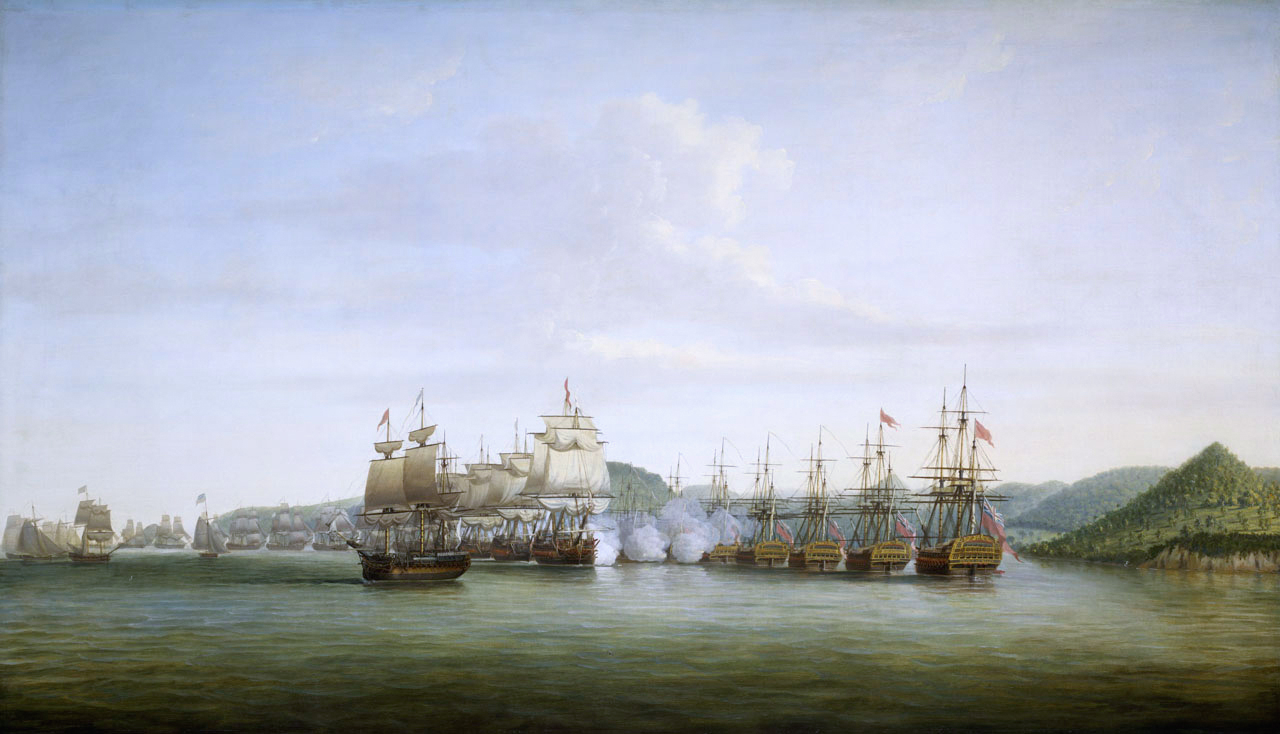
Le 15 décembre 1778, les 12 vaisseaux de d'Estaing (à gauche) surprennent au mouillage à Sainte-Lucie les 7 vaisseaux de Barrington (à droite). Malgré les conseils de Suffren, d'Estaing préfère débarquer ses troupes plutôt qu'engager la bataille.

Les Antilles étaient la seule source de victoire pour la France, mais sans d’Estaing, puisqu’entretemps, (en septembre) le marquis de Bouillé, gouverneur général des Îles du Vent avait attaqué victorieusement avec 3 frégates, une corvette et deux régiments l'île de la Dominique, perdue en 1763. C’était presque une leçon d’efficacité militaire administrée à d’Estaing qui disposait de moyens bien supérieurs.
Cette victoire est rapidement contrebalancée par l’amiral Barrington, commandant de la division navale des Antilles, qui profite des renforts apportés de New York pour attaquer Sainte-Lucie le 13 décembre. Le gouverneur de l’île, M. de Micoud, qui n’a que de faibles forces à opposer aux 5 000 « tuniques rouges » qui ont débarqué, se replie vers l’intérieur de l’île. Sainte-Lucie est voisine de la Martinique. D’Estaing appareille aussitôt en embarquant 3 000 hommes de troupe et se présente le 15 décembre devant l’île. Il découvre l’escadre anglaise embossée à l’entrée de la baie du grand Cul-de-sac : 7 vaisseaux ou frégates et une poignée de petites unités. Les Français disposent de 12 vaisseaux. C’est une occasion unique d’attaquer, même si la division anglaise peut compter sur le soutien d’une forte batterie côtière. Au grand dam de Suffren, D'Estaing préfère débarquer son contingent un peu plus loin avec des pièces d’artillerie de marine et tenter un assaut en règle, le 18 décembre. C’est un sanglant échec qui coûte la vie à 800 hommes, dont 40 officiers tués ou blessés. Suffren, très inquiet, fait remarquer que les vaisseaux français désarmés par le débarquement d’une partie de leur artillerie et de leurs équipages sont maintenant extrêmement vulnérables si vient à se présenter l’escadre de Byron dont on sait qu’elle croise dans le secteur. Le bailli conseille à son chef de ré-embarquer et d’attaquer les 7 vaisseaux anglais au mouillage avant l’arrivée de Byron, contre qui on pourra se retourner après. D’Estaing rembarque donc, mais pas pour attaquer. Le 24 décembre, il lève l’ancre et regagne piteusement Fort-Royal (aujourd’hui Fort-de-France), contraignant la garnison de Sainte-Lucie à la reddition. Cet « échec inexcusable » livre aux Anglais un excellent mouillage aux portes de la Martinique que la Royal Navy saura utiliser à son avantage.

Compte tenu de ses objectifs affichés au début de l’année (voir plus haut), la flotte de D'Estaing n’était pas très loin du fiasco. D’Estaing s’était révélé un chef hésitant, pusillanime et incapable de tirer parti des circonstances. Dans sa correspondance, Suffren laisse éclater sa colère et son dépit : 

« Notre campagne a été un enchaînement de vicissitudes, de bonheur, de malheur et de sottises. Depuis 35 ans que je sers, j’en ai beaucoup vu, mais jamais en aussi grande quantité. On ne pourrait imaginer les sottes manœuvres qui ont été faites ; les conseils sots et perfides qui ont été donnés. Enfin, on m’a su mauvais gré d’avoir été d’avis d’attaquer avec 12 gros vaisseaux 7 petits, parce qu’ils étaient défendus par quelques batteries à terre. Je suis on ne peut plus dégoûté de tout ceci, et j’ai bien regret de n’avoir été à Malte. »

« Jamais campagne n’a été aussi ennuyeuse ; nous avons eu la douleur d’avoir les plus belles occasions et de n’avoir profité d’aucune et nous avons la certitude de n’être capables de rien » juge encore sans appel l’impétueux Bailli. »

Tandis que de l’autre côté de l’Atlantique l’escadre de Brest conduite par l'amiral d'Orvilliers avait rencontré plus de succès en défaisant le 27 juillet 1778 la Royal Navy au large d’Ouessant. Cette belle victoire (non exploitée militairement) rassurait l’Espagne qui s’acheminait vers la guerre contre l’Angleterre. Le reste de l’Europe pouvait constater que si la marine de Louis XVI n’avait pas (encore) pu vaincre, les mers n’étaient cependant plus sous total contrôle anglais comme en 1763.

### La bataille de la Grenade (juillet 1779)

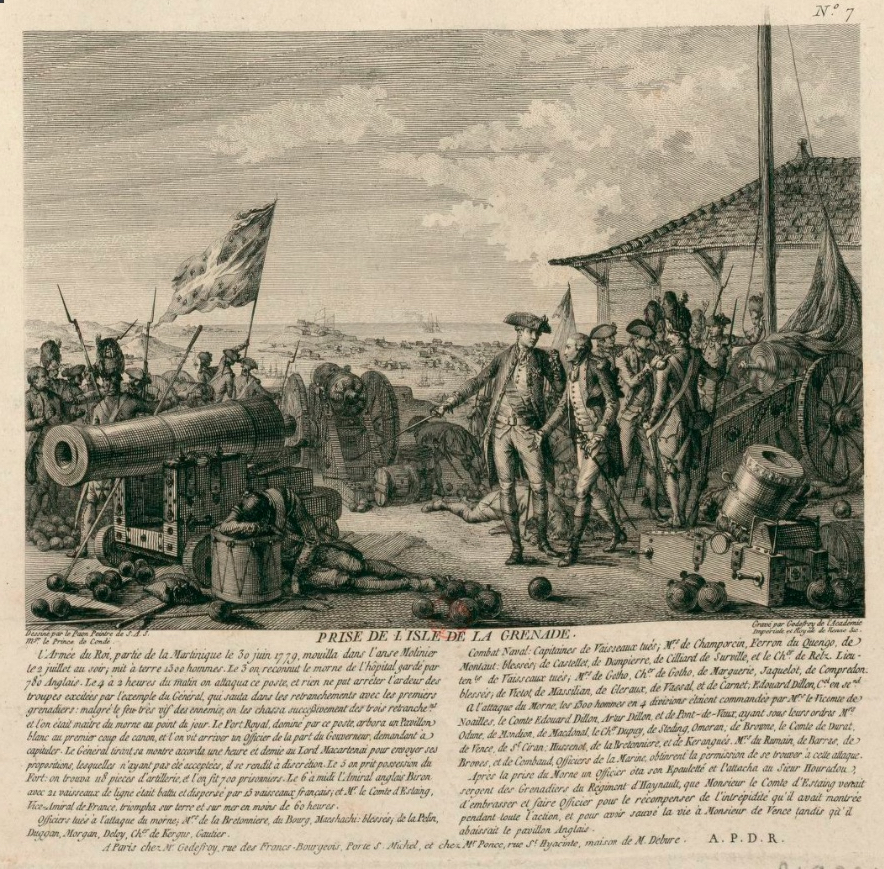
La prise de l'île de la Grenade, peu avant la bataille navale est un authentique succès de d'Estaing, mais sans grande portée stratégique dans la guerre.

Les premiers mois de l’année 1779 sont marquées par une inactivité relative de l’escadre, les équipages ayant besoin de souffler après 9 mois d’une campagne harassante à peine entrecoupée par l’escale de Boston. On monte cependant depuis la Martinique des petites expéditions qui permettent de reprendre des îles secondaires comme Saint-Martin (24 février), Saint-Barthélémy (28 février), ou de faire la conquête de Saint-Vincent (17 juin). Dans les deux camps on reçoit des renforts, signe annonciateur que la campagne va reprendre sur de grands engagements. Venue d’Amérique, l’escadre de l’amiral Byron, forte de 10 vaisseaux arrive à Sainte-Lucie le 6 janvier et reçoit encore un mois plus tard 6 nouveaux vaisseaux. De son côté, d’Estaing voit arriver successivement les 4 vaisseaux du comte de Grasse (19 février), les 2 vaisseaux et les 2 frégates de Vaudreuil qui vient de s’emparer des établissements anglais sur la côte africaine (26 avril) et les 5 vaisseaux de La Motte-Picquet qui a escorté jusqu’à la Martinique un gros convoi marchand de 45 voiles (27 juin). D’Estaing dispose maintenant de 25 vaisseaux. L’addition des unités donne 23 vaisseaux, mais Jean-Christian Petitfils en compte 25, peut-être en y incluant les frégates. et pense dans un premier temps attaquer la Barbade qui abrite une forte base de la Royal Navy, mais la météo ne lui est pas favorable. Il reporte donc son choix sur l’île de la Grenade devant laquelle il se présente le 2 juillet. L’attaque dure deux jours, conduite en personne par d’Estaing, l’épée au point. C’est un plein succès : les 1 200 hommes débarqués balayent la garnison anglaise qui capitule en laissant 700 prisonniers, 3 drapeaux, 102 canons, 16 mortiers et le gouverneur, Lord Macartney.
Le 6 juillet au matin, se présente l’escadre de Byron accompagnée d’un gros convoi de 50 voiles chargé de troupes, sans savoir que l’île est déjà aux mains des Français. Byron, qui pense sans doute qu’une large partie des équipages français sont à terre tente alors un coup d’audace : il se faufile avec ses 21 vaisseaux entre l’île et les 25 vaisseaux de d’Estaing au mouillage, pensant pouvoir les détruire ou les capturer. Mais les équipages sont complets et d'Estaing dispose avec Suffren, De Grasse et La Motte-Picquet de brillants second pour encadrer l'escadre. La manœuvre de Byron se retourne contre lui car il est pris en tenaille entre l’escadre française et l'artillerie des troupes à terre. Suffren, qui fait partie de l'avant garde, se retrouve en tête de la ligne et engage le combat en premier, au passage des vaisseaux anglais. Il en éprouve une grande fierté :

« J’eus le bonheur d’être chef de file ; j’essuyais par ma position le feu des vingt premières bordées, serrant le vent le plus que je pouvais. Cette passe dura une heure un quart. Après que la ligne anglaise m’eut dépassé, je pris mon poste dans la ligne de bataille. Quoique maltraité par la perte de monde, par les avaries, je l’ai été bien moins que le poste honorable que j’ai occupé pouvait le faire craindre. C’est au feu vif et bien dirigé que j’ai fait qu’est dû cet avantage. »

Le plan d'engagement de la bataille indique cependant que le Fantasque est le deuxième sur la ligne.

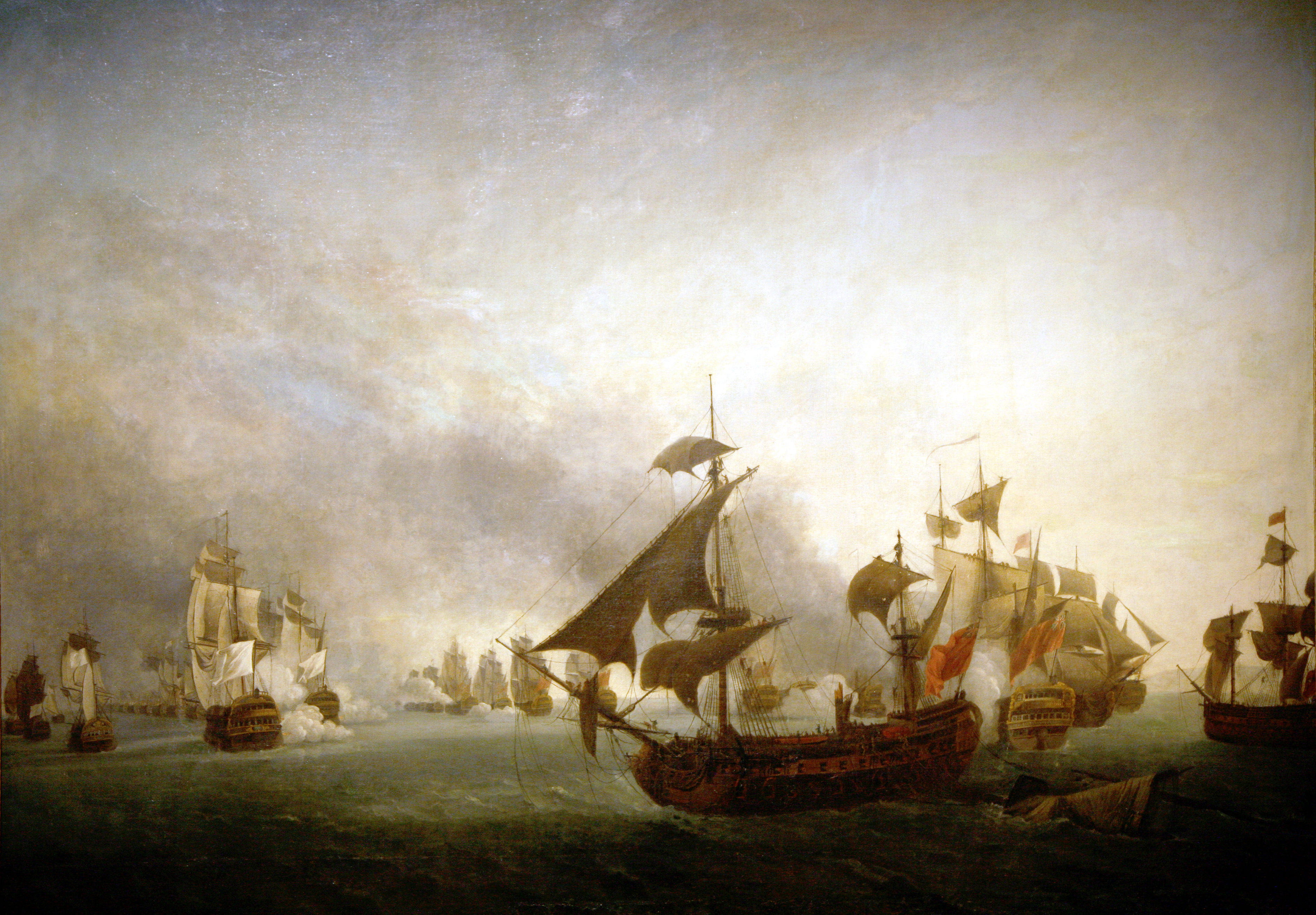
La bataille de la Grenade, le 6 juillet 1779. L'occasion manquée de détruire l'escadre anglaise, malgré les conseils de Suffren à d'Estaing.

On notera la grande fierté qui émane de ce rapport. Sûr de son talent, Suffren semble épanoui au milieu de la bataille. Un autre témoignage, celui de François-Palamède de Suffren confirme le comportement de son commandant au feu et nous donne de nombreux détails sur la violence du combat :

« Notre vaisseau fit des merveilles, nous tirâmes 1 600 coups de canons, autant que le Languedoc [le navire amiral] qui tint son poste. Il n'y eut jamais une manœuvre de cassée dans le temps du combat. Le bailli de Suffren gratifiait tous ceux qui montaient au feu. Le poste que je commandais fut très maltraité, j'eus deux canons démontés, tout mon monde fut tué ou blessé. Il semblait qu'un bon génie m'accompagnait, quand je passais d'une place à l'autre pour donner des ordres, un boulet ennemi venait le balayer. Si je quittais celui-là, il en arrivait de même. J'étais si près d'un matelot dont la tête fut emportée par un boulet de canon que mon visage fut couvert de cervelle : jamais sensation plus horrible. J'eus les dents ébranlées voulant viser un canon parce qu'il me paraissait que le chef de pièce tirait sans pointer : un boulet anglais vint emporter la tête du canon et comme j'avais le menton appuyé de l'autre bout, la commotion me repoussa et me fit saigner toutes les gencives. Je sauvai les jambes au chevalier de Pierrevert qui venait de porter des ordres du bailli de Suffren. Il passa derrière le canon au moment qu'on y mit le feu. Je n'eus que le temps de le prendre par le basque de son habit et l'abattre à mes pieds. »

Le Fantasque compte 22 tués et 41 blessés. L'escadre anglaise essuie 21 000 coups de canons et se retrouve sévèrement étrillée. Quatre vaisseaux sont totalement désemparés, il s’agit des HMS, Lion, Grafton, Cornwall et Monmouth. L'arrière-garde anglaise se disloque. C’est la victoire, et elle peut être totale si d’Estaing engage la poursuite de l’ennemi mal en point. Peine perdue. Le vice-amiral ne réagit pas, malgré les conseils répétés de Suffren et La Motte-Picquet. Byron, qui déplore aussi plus de 1 000 tués et blessés réussit à se retirer péniblement vers l’île de Saint-Christophe en prenant en remorque ses 4 vaisseaux hors de combat que d’Estaing n’a pas daigné faire saisir. Rien n'est tenté non plus contre le convoi de troupes, pourtant extrêmement vulnérable et qu'un simple vaisseau de 50 canons accompagné de quelques frégates aurait pu capturer, au dire de Suffren. Les Français ont eu 176 tués et 776 blessés. « Le général (d’Estaing) s’est conduit, par terre et par mer, avec beaucoup de valeur. La victoire ne peut lui être disputée ; mais s’il avait été aussi marin que brave, nous n’aurions pas laissé échapper 4 vaisseaux anglais démâtés » juge le bailli dans sa correspondance. Avec le recul, les Historiens sont bien plus sévères. Cette bataille fut « la défaite la plus désastreuse de la Royal Navy depuis la Béveziers en 1690 » selon l’amiral et stratège américain Alfred Mahan qui écrit à la fin du XIXe siècle,. Il est vrai que c’était la première fois que la Royal Navy était aussi lourdement battue dans les Antilles. Mais que vaut une victoire non exploitée ? D'Estaing, qui est resté foncièrement un homme de l'armée de terre a beaucoup de mal à voir dans les escadres autre chose qu'un moyen de transporter des troupes. D’Estaing s’est contenté de la conquête de la Grenade, un authentique succès tactique, mais sans portée stratégique dans cette guerre où l’essentiel se joue ailleurs. En laissant filer la Navy, il a laissé « s’échapper une victoire décisive qui lui aurait permis de prendre la Jamaïque » estime de son côté Jean-Christian Petitfils. Et porter un coup terrible au moral des forces anglaises jusqu’en Amérique du Nord, car la bataille eut un retentissement considérable dans les opinions publiques.

### L'échec de Savannah (octobre 1779)

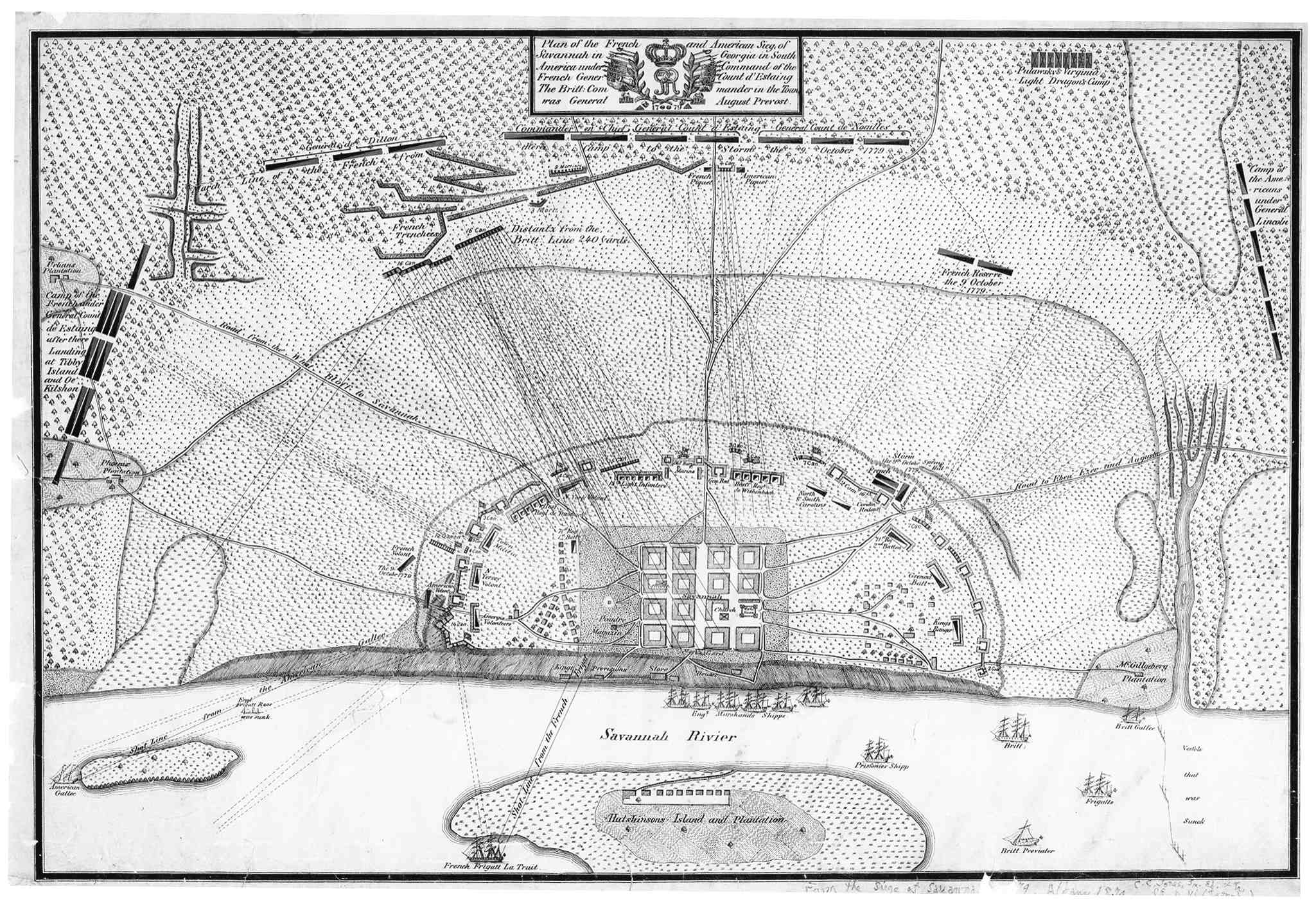
Le siège de Savannah (octobre 1779), mené en collaboration avec les Américains est un lourd échec pour les Français, malgré le succès du débarquement préparé par Suffren. (Carte américaine de 1874, d'après un plan d'époque, Université de Géorgie)

La réputation de Suffren est maintenant bien établie. D’Estaing lui confie une division de 2 vaisseaux et 2 frégates pour forcer à la capitulation les petites îles anglaises de Cariacou et de l’Union dans l’archipel des Grenadines. Mission dont s’acquitte rapidement Suffren. Cariacou, l'île principale est occupée le 14 juillet au soir, la garnison anglaise se rendant au premier coup de canon. L'île voisine de l'Union subit le même sort. Dans les deux cas, les opérations sont menées sans qu'aucun pillage soit exercé par les conquérants. Ce comportement, loin de la prédation assez commune chez tous les belligérants à cette époque, vaut à Suffren un rapport élogieux de son chef au ministre. L'opération terminée, Suffren rejoint d'Estaing qui cherche à engager de nouveau le combat avec Byron (22 juillet). Mais l’Anglais, dont l’escadre a beaucoup souffert, préfère rester à l’ancre à l’abri dans l’île de Saint-Christophe.
D’Estaing fait relâcher sa flotte à Saint-Domingue. On s’achemine encore une fois vers de longs mois d’inactivité lorsqu’arrivent de mauvaises nouvelles des treize colonies en révolte. La situation militaire s’est soudainement dégradée avec l’invasion de la Géorgie, l’État le plus au sud des « États-Unis » (décembre 1778). La Caroline du Sud est sur le point d'être occupée par l'armée anglaise. Libre de ses mouvements, la Royal Navy bloque étroitement les côtes des treize États, multipliant les descentes à terre et interceptant le trafic côtier américain. Le Congrès appelle au secours la flotte française pour délivrer Savannah. De son côté, d’Estaing vient de recevoir l’ordre du roi de rentrer à Toulon, mais d’Estaing s’estime dispensé d’y répondre car son succès à la Grenade est antérieur à la décision du roi…
Avec 20 vaisseaux et 3 000 hommes prélevés sur les garnisons de la Martinique et Saint-Domingue, d’Estaing se porte donc devant Savannah pour aider les troupes du général Lincoln. Mais l’affaire tourne mal. Les ouragans (2 septembre), l’impéritie des pilotes américains incapables de guider les lourds vaisseaux de ligne, les avaries (5 gouvernails brisés ou endommagés), le manque d’eau et les maladies désorganisent l’escadre et brisent le moral des Français avant même que ne commence le siège de Savannah. Le talent de Suffren est une fois de plus sollicité. D’Estaing lui donne l’ordre, avec 3 vaisseaux et 3 frégates de bloquer l’embouchure de la rivière pour empêcher la fuite des vaisseaux anglais qui s’y trouvent à l’ancre. Mission accomplie le 9 septembre lorsque le bailli oblige 4 navires anglais à se réfugier sous les murs de Savannah et détruit les fortifications de l’île de Tybee. On constate que la campagne avançant, Suffren se voit confier des forces de plus en plus importantes. Il mène aussi une importante opération de reconnaissance des côtes pour suppléer les carences des pilotes américains, ce qui permet le débarquement des Français le 12 septembre. Au large, l'escadre capture 2 navires anglais, le HMS Experiment (50 canons) et la frégate Ariel. Ce seront les seuls succès de cette campagne. On perd ensuite du temps, ce qui permet à la garnison anglaise de recevoir des renforts et de se fortifier. Le 9 octobre, d’Estaing qui croit rééditer son exploit de la Grenade, tente un assaut en règle contre la ville de Savannah, bâtie sur une grande terrasse dominant le fleuve. Mais il se heurte à la résistance féroce du général anglais Prévost et il est blessé aux deux jambes. Les Français doivent se retirer sans gloire en rembarquant leurs troupes, leurs tentes, leur artillerie, après avoir perdu 63 officiers et 579 soldats tués ou blessés.
C'est une fois de plus l'échec, mais avec des conséquences inattendues et positives pour les Américains : les Anglais ne menacent plus Charleston et la Caroline du Sud. Beaucoup plus au Nord, les Britanniques inquiets du retour de d'Estaing ont évacué le Rhode Island pour concentrer leurs forces à New York. Newport, sur lequel les Français se sont cassé les dents l'année précédente (voir plus haut) se retrouve maintenant libre. Ce bon port va par la suite jouer un rôle décisif en permettant d'accueillir les troupes de Rochambeau.

### Le retour dans les ports de France (1779)
Le retour vers l'Europe est particulièrement difficile. Le 28 octobre, une terrible tempête disloque l’escadre, le Fantasque étant même frappé par la foudre. Trois navires, le Zélé, le Marseillais et le Sagittaire avec une prise anglaise rallient Toulon. Le gros des vaisseaux, dont le Fantasque, gagne Brest autour du César comme chef d’escadre. Il était temps de rentrer : le Fantasque est dans un triste état. Il faut pomper jour et nuit et les trois quarts des matelots souffrent du scorbut. Le Languedoc, emporté par les vents s’est retrouvé seul à quelque 500 milles dans le sud-est de Savannah. Le vaisseau amiral rentre le dernier sur Brest, en solitaire, le 7 décembre…. Ce devrait être un triste retour, d’Estaing s'étant révélé « un médiocre marin, lent, indécis, voire pusillanime, contrastant avec la singulière audace du corsaire et de l’aventurier d’autrefois ». Mais d'Estaing est accueilli en héros sur ses béquilles, longuement reçu par le roi, couvert d'éloges, faisant l'objet de poèmes, de chansons et même d'un opéra. « Sa victoire à la Grenade avait fait oublier ses sottises » juge finalement Jean-Christian Petitfils. Martine Acerra et Jean Meyer sont un peu moins sévères : « Le vice-amiral d'Estaing n'a pas su tirer le meilleur parti d'une campagne de deux ans pourtant vigoureuse. Il s'est emparé de quelques îles aux Antilles, mais n'a pas pu réellement aider les Insurgents. Au moins, a-t-il attiré hors des eaux européennes une partie de la Royal Navy, aidant ainsi à la préparation du grand plan d'invasion de l'Angleterre. Si aucun succès décisif n'a été enregistré, on peut malgré tout détailler les pertes infligées en navires : 6 frégates détruites ou brûlées, 12 corvettes ou corsaires qui subissent le même sort, 10 navires de guerre capturés avec 4 corsaires et 106 navires de commerce pour 2 405 000 livres tournois. »
Dans la Manche, la flotte française n’avait pourtant rien enregistré non plus de décisif. L’Espagne était entrée en guerre en juin 1779, en rêvant de reconquérir Gibraltar, Minorque, et de débarquer en Angleterre… Mais la flotte espagnole très lente avec ses lourds navires avait tardé à rejoindre la flotte française qui tournait en rond dans le golfe de Gascogne. Les 66 vaisseaux de la flotte combinée franco-espagnole étaient entrés dans la Manche fin juillet pour combattre les 35 vaisseaux de la Royal Navy. Mais les amiraux anglais avaient fui une bataille qui s’annonçait trop déséquilibrée, et les franco-espagnols, bousculés par une tempête, avaient tenu la mer pendant des semaines pour rien, jusqu’à ce que se déclare une grave épidémie dans l’escadre française. Il avait fallu rentrer en septembre sans résultats, alors qu’une armée d’invasion de 40 000 hommes avait été massée — elle aussi pour rien — en Normandie. L’Angleterre s’était pourtant sentie vulnérable : la venue dans la Manche de l’imposante flotte franco-espagnole avait provoqué un début de panique à Londres où la bourse s’était effondrée. Faute de mieux, on se contentait de mettre en valeur deux engagements navals acharnés mais secondaires entre frégates, et qui s’étaient traduits par la capture ou la destruction des navires anglais.
Sur les théâtres d’opérations plus lointains, la France avait bien repris le Sénégal (février 1779), mais la Royal Navy avait raflé une partie des possessions d’outre-mer mal défendues : l’île de Gorée, Saint-Pierre-et-Miquelon, Pondichéry et les autres comptoirs des Indes. La Motte-Picquet réussissait l'exploit de tenir en échec avec 3 vaisseaux une forte escadre anglaise pour protéger un grand convois au large de Fort-Royal de la Martinique (18 décembre). Mais finalement, l’année 1779 se terminait sur un bilan aussi mince que celui de 1778. L’opinion publique commençait à murmurer devant tant de gâchis. Ne fallait-il pas changer de stratégie, ou au moins de généraux ?

### Commandant duZélé(1780)
De bons capitaines se sont malgré tout illustrés pendant ces deux premières années de guerre : Vaudreuil, Guichen, De Grasse, La Motte-Picquet et bien sûr Suffren. Mais dans les bureaux de Versailles, on semble peiner à faire des choix, même si Louis XVI suit très attentivement la guerre navale. Guichen part pour les Antilles accompagné de Grasse et de La Motte-Picquet pour protéger les îles françaises et escorter les convois commerciaux. Un autre bon chef, Ternay, prend le commandement de l'escadre qui doit apporter en Amérique les 6 000 soldats du corps expéditionnaire du général Rochambeau chargé de guerroyer aux côtés des Américains. Pour la grande flotte franco-espagnole devant se rassembler à Cadix en vue d’attaquer Gibraltar (ou dans les Antilles), c’est encore d’Estaing qui se retrouve à la barre. Et toujours aucune responsabilité sérieuse pour Suffren…
Pourtant les choses évoluent peu à peu. Le dossier Suffren est maintenant sur le bureau du roi, ne serait-ce que pour récompenser le marin de ses services dans l’escadre de d'Estaing. Ce dernier, s'il s'est révélé être un chef incertain et hésitant, sait malgré tout reconnaitre le talent des autres, puisqu'il certifie au ministre que « ce capitaine sera peut-être le meilleur chef d'escadre que Sa Majesté puisse avoir à son service. » Le ministre de la marine, Antoine de Sartine, propose à Louis XVI d’élever Suffren au rang de chef d’escadre. Mais au rigide tableau d’avancement de la marine, Suffren est encore le quarantième sur la liste…. Le jeune souverain, qui craint les protestations des autres officiers et qui reste intellectuellement prisonnier de la société aristocratique et de ses corporatismes, refuse. « Ne se peut pas », écrit à regret Louis XVI sur la proposition de Sartine. « Sa Majesté », lui écrit malgré tout le ministre, en mars 1780, « vous regarde comme un des officiers les plus propres à commander bientôt ses escadres et son intention est d’accélérer votre avancement le plus qu’il lui sera possible. En attendant, et pour vous marquer sa satisfaction de tout ce que vous venez de faire, elle vous accorde une pension de 1 500 livres et le commandement de 74 canons ».
En avril, Suffren se retrouve donc aux commandes du Zélé, affecté à des missions d’escorte dans l’Atlantique, en compagnie du Marseillais. En août, il doit rejoindre l’escadre franco-espagnole qui se rassemble à Cadix. Le 31 juillet, cette force quitte le port espagnol pour manœuvrer dans l’Atlantique. Suffren a tout le loisir d’observer la faible efficacité de la flotte espagnole, avec ses lourds vaisseaux en cèdre de La Havane, lents à la manœuvre et à l’artillerie de médiocre qualité. Depuis plus d’un an déjà, les convois de ravitaillement pour Gibraltar et Minorque escortés par la Royal Navy glissent entre les doigts des Espagnols qui font le blocus de ces deux points d'appuis essentiel à l'Angleterre.
Si les vaisseaux français sont supérieurs à ceux des Espagnols, Suffren constate cependant que leur vitesse est insuffisante, lorsque le 9 août il participe à l'interception un gros convoi anglais qui file vers la Jamaïque. Les 64 bâtiments de transports sont escortés par un vaisseau et trois frégates. Suffren lance la poursuite avec quelques bâtiments espagnols et arrive le premier sur le convoi avec ses 2 vaisseaux. La prise est superbe, puisque outre les 3 000 marins et soldats capturés, on identifie aussi dans le convoi 5 gros navires armés de la Compagnie des Indes Orientales. La perte de ce convoi de 20 millions de livres sterling que se partagent les Français et les Espagnols provoque une forte chute de la bourse de Londres. Mais Suffren, en capitaine attentif, porte ses commentaires ailleurs car l'escorte a réussi à se sauver avec 2 navires de transport.
Les 5 navires anglais qui se sont échappés ont dû leur salut à une innovation apparue dans les chantiers navals anglais en 1775 : le doublage de la coque avec des plaques de cuivre. Cette innovation, qui a pour but au départ de lutter contre les incrustations d’algues et de coquillages, permet aussi d’augmenter la vitesse des navires. Tous les vaisseaux de guerre anglais qui sortent des chantiers navals en sont maintenant dotés. Côté français, on est parfaitement au courant de cette évolution dont on avait pu éprouver l'efficacité lors des courses poursuites avec la Navy dans la Manche, l'année précédente. Mais la Marine royale reste très en retard sur cette innovation, il est vrai très couteuse. Suffren, dans son rapport demande que les chantiers navals français adoptent le plus rapidement possible cette technique.

« L’évasion du vaisseau (anglais) et de ses 2 frégates m’engage à vous adresser un mémoire sur la nécessité de doubler en cuivre, et sur les moyens d’accélérer une opération qui procurera à l’État les plus grands avantages et illustrera votre ministère. Ne croyez pas, Monseigneur, que je cherche à me faire valoir, en vous adressant des mémoires ; je ne suis déterminé que par l’amour du bien de la chose et de notre gloire : un militaire doit se distinguer par des faits, point par des écritures. (…) Je ne saurais finir sans vous réitérer combien l’objet de doubler en cuivre est important,. »

Message reçu par le ministère qui ordonne de passer au doublage en cuivre, malgré la lenteur de mise en œuvre par les chantiers navals. À la fin de la guerre d’Amérique une partie seulement de la flotte sera équipée.
Cette troisième année de guerre se terminait encore une fois sans résultat décisif. Aux Antilles, Guichen avait lourdement tenu en échec Rodney lors de trois combats navals successifs (17 avril, 15 et 18 mai 1780), mais sans faire évoluer sensiblement la situation militaire. Ternay avait rempli sa mission et débarqué le corps expéditionnaire de Rochambeau, mais des renforts anglais étaient arrivés en même temps et la petite armée française avait dû se retrancher dans Newport avec l'escadre, sans pouvoir rien tenter, l'Angleterre dispose de près de 30 000 hommes rien que dans le secteur voisin de New York. Quant à d'Estaing, bousculé dans le golfe de Gascogne par des vents contraires, il était rentré en décembre à Brest sans avoir pu rien faire contre la Royal Navy. L'opinion commençait à gronder contre cette guerre interminable et ruineuse. Malaise qui s'était exprimé aussi au plus haut niveau de l'État. À la suite d'un Mémoire du ministre des finances, Necker, qui dénonçait une mauvaise utilisation des crédits militaires, Louis XVI avait du renvoyer le ministre de la marine, Sartine (octobre 1780), et le ministre de la guerre, Montbarrey. Le nouveau titulaire de la charge, Castrie, comprend qu'il faut davantage miser sur de nouveaux chefs que sur une nouvelle répartition des vaisseaux. Pour Suffren, l'heure d'accéder à de grandes responsabilités semble sonner. Bénéficiant des comptes rendus élogieux de d'Estaing et du soutien de Vergennes, il obtient facilement une entrevue avec le nouveau ministre de la marine au mois de février 1781. Il en fait le récit à sa vieille amie, Mme d’Alès : « je suis parti jeudi de Versailles. On ne voyait pas M. de Castrie ; je lui écrivis, il m'envoya sur-le-champ chercher pour me prier à dîner ; j'y fus, nous causâmes longuement. Il m'a témoigné le plus grand désir de m'employer agréablement, et comme il est vrai, je ne doute pas qu'il ne le fasse s'il le peut[réf. incomplète]. »

## Suffren dans l'Océan Indien (1781-1784)

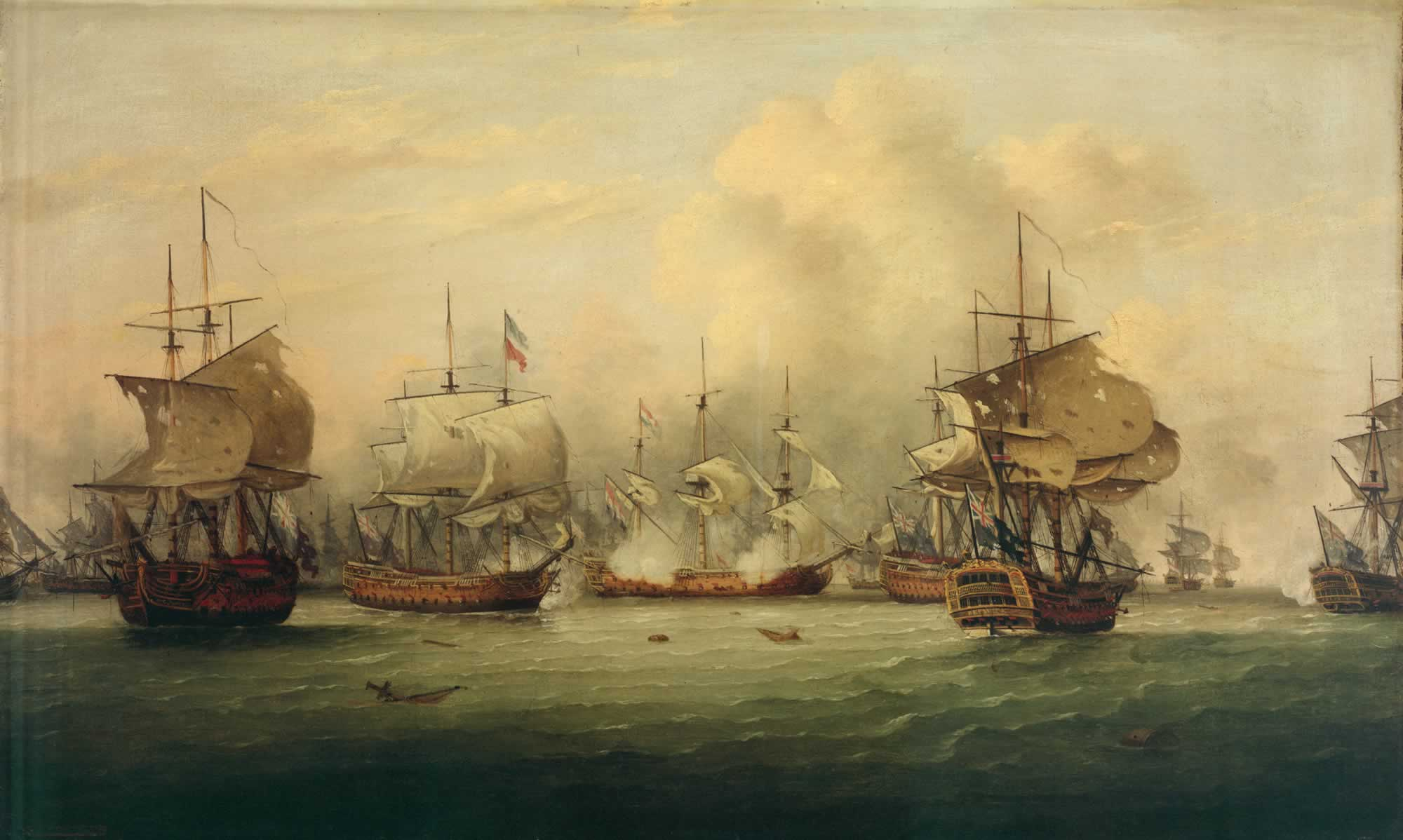
Bataille de Dogger Bank, le 5 août 1781. L'entrée en guerre des Provinces-Unies oblige l'Angleterre à ouvrir une nouvelle zone d'opération, mais la France doit dépêcher des renforts pour protéger les colonies hollandaises. C'est à cette occasion que Suffren reçoit sa première mission importante.

Castries, le nouveau ministre de la marine est issu de l'armée de terre, mais s'est révélé un des rares bon chefs de la guerre de Sept Ans. Outre des nouveaux commandants, il impose des choix stratégiques qui manquaient à son prédécesseur. La répartition des vaisseaux ne change guère, mais montre qu'il ne croit pas à une victoire en Europe. De Grasse (suivi un peu plus tard par La Motte-Picquet) doit partir avec une grande escadre (20 vaisseaux) dans les Antilles où se porte toujours l’essentiel de l’effort de guerre français, sachant que pour faire des économies, Louis XVI a décidé de ne pas renforcer les 6 000 hommes de Rochambeau retranchés à Newport. Guichen, avec une escadre conséquente (12 vaisseaux) doit aller prêter main-forte à la flotte espagnole devant Gibraltar, et Suffren, avec une division, doit porter des renforts à la colonie néerlandaise du Cap (Afrique du Sud), désormais menacée par la Royal Navy.
Le marquis de Castries a retiré 8 vaisseaux du théâtre européen pour les redistribuer outre-mer, ce qui donne un quasi-équilibre entre les forces françaises et anglaises hors d'Europe. Même si on laisse 12 vaisseaux dans l'Atlantique, il est clair qu'on a renoncé aux projets d'invasion de l'Angleterre. Pour la première fois au XVIIIe siècle, le théâtre d'opération décisif est hors d'Europe, preuve de l'importance prise par les colonies.
Le ministre de la marine, conscient de l’importance de ces armements décide de se rendre à Brest, décision exceptionnelle et fortement symbolique de son engagement personnel dans le suivi des opérations. Castries arrive le 13 mars et rencontre le comte d’Hector, commandant de la base, ainsi que le comte de Grasse et tous les officiers des escadres en partance. Il déjeune à bord du Ville de Paris, le navire amiral de Grasse, et assiste à plusieurs exercices dans la rade. La nouvelle de l'armement de l'escadre anglaise à destination du Cap venant d'arriver, de Castrie décide alors de renforcer les forces de Suffren avec un vaisseau.
Suffren prend le commandement d'un nouveau 74 canons, le Héros, un navire neuf (1778), doublé de cuivre et réputé bon marcheur. Cette belle unité se retrouve placée à la tête de 4 autres vaisseaux, l’Annibal (74), le Vengeur (64), le Sphinx (64) et l’Artésien (64) que le ministre vient de joindre à la division. Celle-ci est complétée d'une corvette, la Fortune (16), et doit escorter 8 transports embarquant un millier de soldats. L’analyse de cette petite division montre clairement que le théâtre d’opération indien est secondaire, mais aussi qu’à Brest on a atteint les limites du possible en matière de mobilisation navale. Avec deux 74 canons, trois Vaisseau de 64 canons et aucune frégate, la puissance de feu n’est pas très élevée, même si tous les vaisseaux sont doublés de cuivre, sauf un, l’Annibal, alors-même que ce « 74 » est lui aussi récent (1779). Le Vengeur (64 canons), déjà ancien (1757) a certes été modernisé avec un doublage de cuivre, mais la coque fait de l’eau et sa mâture est en mauvais état. Suffren bataille auprès des bureaux brestois pour obtenir plus de matériel en supplément, mais sans succès. Le bailli se plaint aussi vivement de l’insuffisante dotation de sa division en bâtiments légers : on ne lui a pas donné de frégate, mais une simple corvette, la Fortune, qui est en mauvais état et marche mal.
La composition des équipages pose aussi de redoutables problèmes. En ce début de quatrième année de guerre, la France arrive maintenant au bout de son capital maritime humain, d’autant que c’est bien sûr la grande escadre du comte de Grasse qui a la priorité. On manque d’hommes pour équiper la division de Suffren. Certains matelots qui ont fait les trois campagnes précédentes sont épuisés ou malades, comme sur le Sphinx, l’Artésien et l’Annibal. On complète comme on peut les équipages en embarquant plus de mousses et de novices et on utilise des troupes de marine à des tâches de matelots. Sur le Héros, Suffren a obtenu d’embarquer nombre d’officiers et de sous-officiers qu’il connait bien, presque tous originaires du sud et dont beaucoup ont fait, on l'a vu, les précédentes campagnes avec lui. L’ambiance sur le vaisseau amiral sera « résolument provençale » note Rémi Monaque.
La mission première de Suffren est d’aller préserver la colonie hollandaise d’une capture anglaise. L’action ultérieure doit le porter ensuite dans l’océan Indien. Elle n’est pas clairement définie par Versailles, et ne doit pas être autre chose qu’une opération de diversion sous les ordres du gouverneur de l’île-de-France.
Mais Suffren, dans un courrier à Madame d’Alès écrit peu avant le départ, affirme déjà haut et fort qu’il entend bien profiter de cette campagne pour s’illustrer, surtout s’il peut récupérer les vaisseaux qui stationnent dans l’île : « La moindre circonstance heureuse peut me mettre à la tête d’une belle escadre et y acquérir la gloire, cette fumée pour laquelle on fait tant de choses ». Les évènements vont précipiter cette soif de se faire remarquer.
Suffren appareille de Brest pour l'Île-de-France le 22 mars 1781 (actuellement l'île Maurice). Il fait escale en juillet 1781 à False Bay près de la ville du Cap après une première confrontation avec la flotte anglaise à Porto Praya en avril 1781.
Arrivé à l'Île-de-France le 25 octobre 1781, Suffren se place alors sous les ordres du commandant de l'escadre, le comte Thomas d'Estienne d'Orves, auquel il joint ses forces. Le 7 décembre 1781, l'escadre appareille pour l'Inde. Le 9 février 1782, Thomas d'Estienne d'Orves (1727-1782) décède à bord de son vaisseau laissant le commandement à Suffren. Le 17 février, c'est le premier combat à Sadras contre la flotte anglaise commandée par le contre-amiral Edward Hughes. Comme ce sera souvent le cas, la victoire de l'escadre française est incomplète, laissant hélas échapper l'escadre anglaise.
L'escadre française débarque à Porto-Novo pour refaire ses forces. Suffren prend alors contact avec le nabab Haidar Alî qui apporte des moyens financiers et matériels aux français. Le 3 avril, les forces terrestres françaises débarquées, sous les ordres du général Duchemin, et avec l'appui des troupes de Haidar Alî, s'empare du port de Gondelour où elles resteront en garnison.
Sur la route de Ceylan un deuxième affrontement a lieu au large de l'ilot de Provédien, les 12 et 13 avril, et tourne à la mêlée générale au profit d'aucune flotte. L'escadre française fera escale dans le port de Batticaloa. Suffren va engager des discussions avec le gouverneur de l'île, Willem Falk, qui apporte tout le soutien de la colonie hollandaise. Cette aide ne manquera jamais tout au long de la campagne.
Les flottes françaises et anglaises se cherchent pour se rencontrer pour la troisième fois au large de la colonie néerlandaise de Negapatam (au Tamil Nadu, au sud-est de l'Inde) le 6 juillet. L'escadre de Suffren, ayant une puissance de feu inférieure à celle des Anglais, affronte l'escadre de Hughes dans un combat en ligne de file. Une saute de vent désorganise l'ordre de bataille.
L'affrontement est sanglant mais au profit d'aucun des combattants et les Français comptabilisent des pertes supérieures à celles qu'ils ont infligées aux Anglais. L'escadre française rentre sur Gondelour pour réparer et refaire ses forces. Le nabab Haidar Alî vient en grande pompe rendre visite à Suffren, les deux chefs décident d'une collaboration renforcée entre les Français et les Indiens.
Suffren décide d'attirer l'escadre anglaise à lui en s'emparant de Trinquemalay et de ses deux forts, ce qui est réussi entre le 26 et le 31 août. L'escadre de Hughes se présente devant la baie de Trinquemalay le 3 septembre. Une fois de plus l'affrontement est indécis, sans vaincu ni vainqueur. L'escadre française est de retour dans la baie de Trinquemamay le 17 septembre avec des bâtiments en remorque.
Le 23 septembre, Suffren doit faire face à la défection de quatre de ses commandants. Il remanie profondément son état-major, espérant mettre ainsi fin au déconvenues de commandement qui, pense-t-il, l'ont empêché de détruire l'escadre anglaise.
Les Français hiverneront à Sumatra (Indonésie) au lieu de retourner à l'Île-de-France en attendant une flotte de renfort envoyée de France et commandée par Charles Joseph Patissier de Bussy-Castelnau.
La jonction des deux forces se fait le 10 mars 1783. Si Suffren est élevé au titre de chef d'escadre, il est placé sous le commandement de Bussy qui se base à Gondelour.
L'escadre anglaise de Hughes se dirige sur Gondelour, et malgré l'injonction de n'intervenir que sur ordres, Suffren décide de quitter Trinquemalay pour Gondelour, alors que des rumeurs de paix sont parvenues à la colonie néerlandaise. Ce sera le dernier affrontement de cette guerre aux Indes entre les deux escadres française et anglaise.
La bataille de Gondelour est très stratégique, les flottes se défient du 13 au 19 juin avant l'affrontement du 20 juin. Suffren hésitera pendant toute cette semaine sur sa tactique de combat pour finir par affronter l'escadre anglaise, numériquement supérieure mais avec des équipages fortement diminués par la maladie. Pour ce cinquième affrontement Suffren prend le dessus sur Hughes qu'il met en fuite. L'escadre de Suffren rentre victorieusement le 23 juin à Gondelour où le 29 la frégate anglaise Medea apporte la nouvelle officielle de la paix.

## Le temps des honneurs

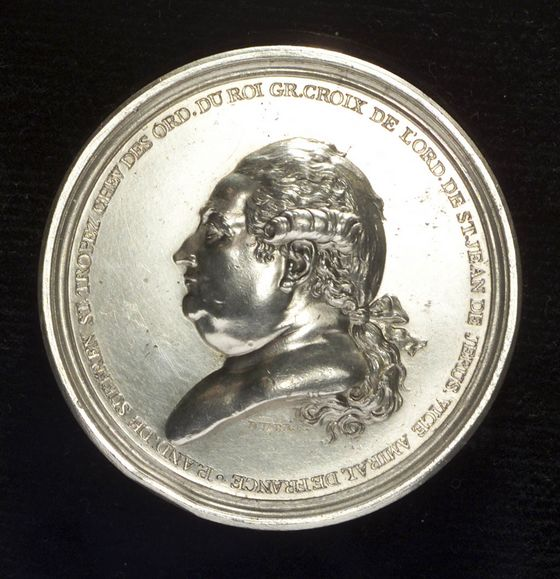
Médaille en argent émise en 1784 par les États de Provence en l'honneur de Suffren et portant au revers un résumé de sa campagne aux Indes. (Musée de Londres)

Le 2 avril, jour même de l’arrivée de Suffren à Versailles, de Castries rédige un très long mémoire sur les diverses possibilités de récompenser les services de ce dernier. Ce texte s’ouvre sur un résumé de l’action de Suffren et de ses mérites pendant la campagne des Indes :

« L’affaire de la Praya est la première époque où il ait développé les talents et le courage d’un homme de guerre : c’est au parti vigoureux qu’il prit alors que l’on doit rapporter la conservation du Cap et de tous les établissements hollandais dans l’Inde ; sa perte eut entraîné celle de l’Asie entière qui eut été fermée pour toujours au reste de l’Europe. (…) C’est à la fermeté seule de cet officier général qu’on doit ses derniers succès. C’est aux exemples qu’il a eu le courage de faire qu’on doit rapporter l’énergie et l’obéissance qui ont décidé l’avantage de son dernier combat. C’est par une conduite également éclairée et vigoureuse qu’il a fait voir aux Princes de l’Inde ainsi qu’à l’Europe, que les Anglais n’étaient pas invincibles et que leur empire à la première guerre pouvait être renversé. Il a prouvé enfin qu’il ne manquait à notre nation que des chefs pour la conduire et la subordonner. C’est donc à lui qu’est principalement dû le ton de supériorité que la marine de France a repris dans l’opinion de toute l’Europe que les combats de la Hougue et de Malaga lui avaient fait perdre. (…) Votre Majesté sait que l’opinion de l’Europe, de l’Angleterre et de son royaume place cet officier général sur la même ligne que les plus grands hommes de mer. »

Cette analyse dressée d’une plume alerte par le ministre de la marine appelle plusieurs commentaires. De Castries est un bon stratège qui fait un constat sur lequel les Historiens sont aujourd’hui d’accords, à savoir que l’action de Suffren a gardé ouvertes les portes de l’Asie au reste de l’Europe. Mais de Castries ne se livre pas ici à une analyse globale du conflit (ce qu'on ne peut lui reprocher, ce n'est pas le but du mémoire), ce qui nous pousse encore une fois à rappeler que le cœur de la guerre s’est déroulé en Amérique du Nord où la victoire française a été éclatante, et avec des conséquences géopolitiques -la naissance des États-Unis- bien supérieures à la préservation de la liberté d’accès à l’Inde. De Grasse, le vainqueur direct de la Chesapeake (5 septembre 1781) et indirect de Yorktown (19 octobre 1781), à qui George Washington aurait déclaré « vous avez été l'arbitre de la guerre » devrait logiquement être sur une popularité supérieure à celle de Suffren. Or il n'en est rien. L’explication est à chercher du côté de la défaite des Saintes (12 avril 1782). Cette malheureuse bataille, sans grande conséquence sur le théâtre américain mais douloureuse pour l’orgueil national, s’est terminée par une calamiteuse polémique dans laquelle de Grasse, qui a mis en cause le comportement de ses subordonnés, a fini par s’abimer avant de connaître la disgrâce royale. Il est vrai que de Grasse n’a pas hésité à prendre à témoin l’opinion en violant le secret militaire depuis sa captivité en Angleterre… Suffren, qui a lui aussi été confronté à de graves problèmes de commandement mais qui rentre invaincu de cette guerre, vole la vedette à son malheureux confrère au bilan pourtant supérieur au sien (et lui aussi, ironie de l’histoire, provençal et membre de l’ordre de Saint-Jean de Jérusalem…). Suffren est-il conscient de cette situation ? Il semblerait que oui, au dire de ce commentaire qu’il aurait tenu : « Je me sens plus considéré que je ne le mérite. »

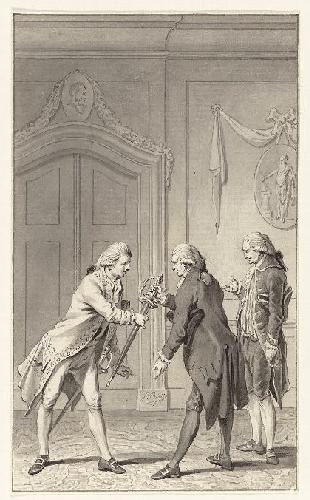
Suffren reçoit en 1784 une épée d'or offerte par les Provinces-Unies pour le remercier d'avoir protégé les colonies néerlandaises. (Gravure néerlandaise de Jacobus Buys vers 1784-85)

Terminons avec la notion de restauration de la puissance navale de la France et sur laquelle insiste longuement de Castries. Elle est essentielle à ses yeux et nous confirme dans l’analyse faite au moment de la signature des traités de paix que cette guerre a été essentiellement faite pour recouvrer l’honneur national, loin devant toute idée de conquête. Le rappel par le ministre de lointaines défaites navales sous Louis XIV (La Hougue en 1692, Malaga en 1704), lavées par les victoires de Suffren est tout à fait significatif de cette vision des choses. L'honneur est une notion dont l'épaisseur varie au fil de l'histoire et des mentalités, mais au XVIIIe siècle on ne transige guère sur ce point pour lequel on est prêt à payer le prix le plus élevé. La marine royale a retrouvé son honneur en grande partie grâce à Suffren et la gloire de ce dernier est incontestable. La guerre d'Amérique, avec son prolongement indien est « psychologiquement victorieuse et tourne les esprits vers la mer » notent Jean Meyer et Martine Acerra. L'Angleterre n'apparait pas (ou plus) comme invincible, même si ses forces demeurent redoutables. Louis XVI va maintenir des crédits extraordinairement élevés pour la marine après le conflit et Suffren va avoir droit aux honneurs presque les plus hauts.
De Castries ne voit que trois « grâces » susceptibles d’être accordées par le roi. La première est une nomination au grade de vice-amiral. Mais ce grade, qui pourtant n’existe que pour trois titulaires, a souvent été donné à l’ancienneté à des officiers très âgés et manque maintenant de lustre. Il faut donc une deuxième grâce qui ne peut être que l’entrée dans les ordres honorifiques du roi, à savoir l’ordre du Saint-Esprit et Saint Michel, faveur normalement réservée à quelques rares privilégiés de la haute noblesse. La troisième grâce pourrait être l’élévation à la dignité très enviée de maréchal de France. Mais de Castries s’emploie à écarter cette récompense au prétexte que les maréchaux sont déjà très nombreux (en oubliant de dire que lui-même vient d’être nommé à ce titre), et qu’il faut garder cette promotion pour des services futurs… Louis XVI va suivre son ministre. Suffren est nommé vice-amiral, une quatrième charge étant créée pour lui, et accède à la dignité de chevalier de l’ordre du Saint-Esprit. La cérémonie d’entrée dans l’ordre est célébrée le dimanche de Pentecôte (30 mai) en présence de Louis XVI, de tous les princes de sang, et conclue par une grande messe chantée par la musique du roi. Suffren accède aussi aux entrées de la Chambre royale. Ces dignités permettent à Suffren de s’agréger à la plus haute noblesse et aux personnages les mieux en cour. Le pouvoir d’influence du bailli s’en trouve décuplé car il dispose maintenant d’un accès naturel et fréquent à toutes les personnalités qui comptent dans le royaume et qui gravitent autour du roi.
Les hommages ne sont cependant pas terminés, car un peu partout, de province et d’ailleurs, se manifestent les propositions de toute sorte. La ville de Saint-Tropez veut faire sculpter un buste du célèbre marin mais Suffren parvient à convaincre la municipalité de renoncer à ce projet et de consacrer le budget au soulagement des familles des marins de Saint-Tropez disparus au cours de la dernière campagne. À Salon, en revanche, la municipalité parvient à mener à bien un projet identique sans que Suffren s’y oppose. L’œuvre est inaugurée en grande pompe le 30 décembre 1784, précédée d’un Te Deum et suivie d’un feu de joie et d’illuminations. Elle est placée dans une des salles de l’hôtel de ville sur une colonne de marbre blanc porteuse d’une longue inscription en l’honneur du bailli. À Aix, les États de Provence font graver une médaille portant le portrait du bailli à l’avers et la liste de ses exploits au revers :

« Le Cap protégé,
 Trincomalé pris,
 Gondelour libéré,
 L’Inde défendue,
 Six combats glorieux. »

L’objet est remis à Suffren à Paris au mois d’octobre 1784.
Mais c’est de Hollande que viennent les cadeaux les plus fastueux. Pendant l’été 1784, les ambassadeurs des Provinces-Unies se présentent avec une épée d’or enrichie de diamants d’une valeur estimée à 50 000 écus. Le gouvernement néerlandais commande aussi au célèbre sculpteur Houdon un buste de Suffren. L’œuvre, saisissante de réalisme, est conservée au musée de La Haye et constitue encore aujourd’hui l’un des plus célèbres portrait de Suffren, de nombreuses fois copié. La Compagnie néerlandaise des Indes orientales se manifeste aussi en 1785 par un présent de haute valeur, une boite en or renfermant une médaille du même métal et rappelant les services rendus au commerce néerlandais pendant la dernière guerre. La même compagnie, qui connait visiblement les goûts de Suffren pour la table, s’engage aussi à fournir chaque année au bailli une livraison « du meilleur vin du Cap. » Au mois de mai 1785, une escadre hollandaise de six vaisseaux fait escale à Toulon. Lorsque son commandant, le chevalier de Kinsbergen apprend que Suffren est présent dans le port, il demande immédiatement à le rencontrer. Suffren accepte bien volontiers de le recevoir, en portant au passage la riche épée offerte l’année précédente. Le 22 mai, le bailli rend la visite à bord du navire amiral où il est salué de dix-sept coups de canons. La visite se termine le lendemain par un somptueux repas à bord du navire amiral en compagnie d’une partie de la famille de Suffren (deux de ses frères, plusieurs de ses neveux), d’officiers de la marine française et de l’ordre de Saint-Jean de Jérusalem. Les Néerlandais auraient-ils fait preuve d’autant de sollicitude s’ils avaient su que Suffren, avec une bonne dose de duplicité, avait demandé l’annexion de Trinquemalay à la France au nom des services rendus, le sauvetage du Cap notamment, et pour en faire « le boulevard de la libération de l’Inde » en vue sans doute d’une guerre future ? On ne sait. Notons, pour finir sur ce point, qu'aujourd'hui encore, le souvenir de la campagne au profit des Provinces-Unies ne s’est pas perdu puisque le musée d’Amsterdam propose une animation permanente sur Suffren dans l’Océan indien.

## Les dernières années (1784-1788)

### Les derniers voyages
Suivre Suffren dans les dernières années de sa vie n’est pas chose facile. Le bailli reste ce qu’il a toujours été : un homme qui à la bougeotte et qui garde le secret sur son emploi du temps privé lorsqu’il sort des charges et des honneurs. On ne sait rien ou presque de sa vie entre sa réception à Versailles au printemps 1784 et le début de 1785. Une lettre de mars 1785 à Madame d’Alès nous indique qu’il a le projet de redescendre en Provence pour la retrouver à Draguignan puis de passer à Toulon et se rendre à Malte où il peut espérer aussi des honneurs importants, d’autant qu’il connaît bien le grand maître de l’Ordre. Il arrive à Toulon sans doute le 10 mai où l’attend depuis 6 semaines son frère Pierre-Julien avec deux frégates maltaises. C’est lors de ce séjour toulonnais que Suffren reçoit la visite des officiers de l’escadre hollandaise citée un peu plus haut. Il reçoit aussi quatre députés du commerce de Marseille qui le supplient d’honorer leur ville de sa présence, mais Suffren, qui doit partir pour Malte, ne peut y répondre favorablement. Il promet une visite le plus rapidement qu’il le pourra puis embarque sur la frégate Sainte-Catherine. Le 1er juin, il arrive à La Valette. Suffren se montre très assidu auprès du grand maître Rohan et aux séances du conseil de l’Ordre. Les courriers échangés entre Malte et l’ambassade à Paris vantent la prudence et la sagesse du bailli. Doublet, le secrétaire du Grand Maître note à l’adresse de Cibon, le secrétaire de l’ambassade :

« M. le bailli de Suffren, après avoir préparé la fortune du chevalier de Saint-Tropez son frère (…) va partir demain pour Naples et de là traverser l’Italie pour retourner vous voir. Par rapport à l’agitation de nos petites affaires intérieures on s’attendait que ce vice-amiral aurait quelques commissions particulières de la Cour, mais nos oisifs médisants ont resté bec clos quand ils ont vu le bailli de Suffren en bon et sage religieux ne vouloir entrer en aucune intrigue et faire assidûment sa cour au Grand Maître qui l’a traité avec la plus cordiale intimité. »

Suffren « bon et sage religieux » loin des intrigues politiques internes… On ne peut s’empêcher de sourire sur ce comportement qui est bien sûr de façade, mais qui nous rappelle comment s’ordonnent les rapports politiques avant 1789, à Versailles comme à Malte. Faire sa cour n’a rien de déshonorant et l’auteur de la lettre ne s’en montre absolument pas choqué. Suffren est là pour la promotion de son frère et la sienne auprès du grand maître, en s’appuyant sur sa gloire rapportée d’Inde. Le voyage, à ce titre est un succès : Suffren sera bientôt nommé ambassadeur de l’Ordre à Paris, Ordre qui y gagnera au passage un homme bien introduit auprès du roi. Échange classique de bons procédés, chacun étant censé y gagner en poids politique.
Suffren retrouve aussi son goût pour les expériences économiques et humaines. Il s’agit même d’une grosse affaire, puisque le bailli a fait venir des Indes plusieurs familles, une cinquantaine de personnes au total spécialisées dans la manufacture des cotonnades. Au milieu des vicissitudes de la guerre, Suffren a constaté la haute qualité du travail des tisserands indiens et a eu l’idée d’embarquer un groupe d’hommes et de femmes « ouvriers en toile » pour les acclimater avec leurs techniques à Malte. Ils sont montés sur le Héros aux frais du bailli et ont débarqué à Toulon avec lui pour être immédiatement acheminé vers Malte, où leur protecteur espérait développer l’industrie textile en utilisant la production locale de coton. Grâce à la Gazette de France, on apprend qu’une fabrique de mousseline a été créée avec leur appoint, les Maltais étant habiles à filer, mais ayant beaucoup à apprendre des Indiens pour le tramage. L’expérience, au dire des journaux, semble donc fonctionner puisque le Courrier d’Avignon précise de son côté que les ouvriers indiens ont produit des pièces de toile de grande beauté sur le mode de ce qu’on trouve sur la côte de Coromandel et dans l’île de Ceylan. Sans qu’on sache exactement pourquoi, il semble que Suffren ait été moins satisfait de leur sort que ce qu’en disent les gazettes, puisqu’il décide pendant son passage à Malte de les rapatrier en France pour les mettre au service des manufactures royales. Le 4 juillet, veille de son départ, il fait embarquer la petite colonie sur un navire pour Marseille. On retrouve les 25 familles à Lyon en septembre où elles font sensation avant de reprendre la route pour Paris. On perd ensuite leur trace. L’expérience n’était-elle pas un peu trop audacieuse ? Suffren a-t-il fait finalement rapatrier le petit groupe ? C’est parfaitement possible vu les revenus maintenant importants dont il dispose, mais on reste là dans le domaine de la pure hypothèse.
Le 5 juillet 1785, Suffren se rembarque sur le Sainte-Catherine, toujours sous le pavillon de son frère pour se rendre à Naples après une escale à Palerme. On ne sait rien de son séjour à Naples, même s’il a sans doute porté quelques messages du Grand Maître de l’Ordre à destination du roi de Naples. En août, Suffren est à Rome pour plaider auprès du Pape plusieurs affaires en cours concernant les affaires de l’Ordre, mais semble-t-il sans grand succès. Le séjour romain est cependant très plaisant pour l’amateur d’art et le bon vivant qu’est Suffren. Il noue des relations extrêmement cordiales avec le cardinal de Bernis, ambassadeur français auprès du Saint-Siège, qui lui fait profiter du train de vie particulièrement luxueux dont il dispose au palais de Carolis et dans les résidences environnantes. C’est lors de ce séjour que le peintre Pompeo Batoni réalise le portrait de Suffren en grand uniforme d'officier général de la Marine qui reste encore aujourd’hui l’œuvre la plus utilisée pour illustrer les livres ou articles sur le bailli. Pierre-André regagne ensuite la France par la route en passant par Gênes et arrive à Marseille le 9 septembre, répondant à l’invitation qui lui a été faite quatre mois plus tôt. La popularité de Suffren ne faiblit pas, si l’on en croit le Courrier d’Avignon qui consacre un long article à cette visite :

« M. le bailli de Suffren a bien voulu suivant la promesse qu’il en avait faite aux députés que notre chambre de commerce lui envoya à Toulon lors de son dernier embarquement, honorer notre ville de sa présence. Il est entré le 9 de ce mois dans notre port venant de Naples. Il a été accueilli par le peuple qui a prodigué ses démonstrations de joie, indication certaine de ses sentiments. Les officiers municipaux s’empressèrent d’aller le visiter, et un instant après ils furent honorés de sa visite à l’hôtel de ville. Le 10, M. de Suffren parut à la Bourse ; on sent déjà que l’affluence était extraordinaire. La présence du vainqueur de l’Inde dans le lieu central du commerce y produisit une sensation si vive, et les applaudissements furent si énergiquement exprimés qu’ils allèrent jusqu’au cœur de celui qui en était l’objet et si l’on en croit quelques observateurs, ils le forcèrent à répandre des larmes d’attendrissement. Cette circonstance, loin de déparer le héros, ajoute à sa gloire ; car elle fait l’éloge de sa sensibilité et de son patriotisme. M. de Suffren s’est montré au spectacle et dans les promenades publiques ; partout mêmes empressements, mêmes acclamations, mêmes remarques d’amour. »

Après le séjour marseillais, Suffren prend la route de Paris en s’arrêtant à Pierrelatte pour la célébration du mariage de Louis-Victor de Suffren, second fils de son frère aîné. Le 25 octobre, il est de retour à Paris après un voyage de plus de sept mois, alors que sa santé commence à se dégrader et qu’il est appelé à de nouvelles responsabilités.

### Ambassadeur de l'Ordre de Saint-Jean de Jérusalem auprès du roi de France

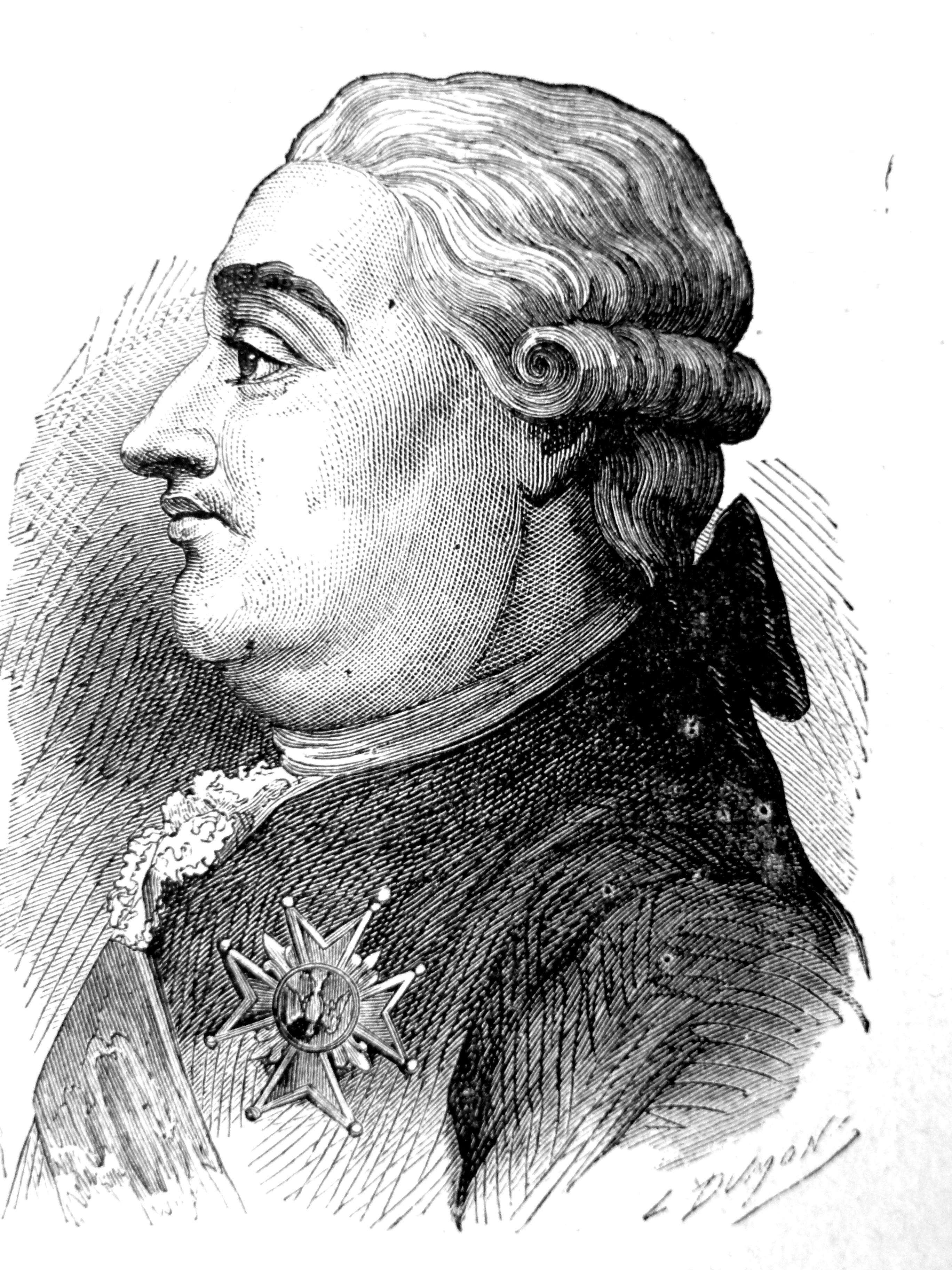
Suffren remplit sa tâche d'ambassadeur avec une certaine liberté de ton ce qui provoque des tensions avec sa hiérarchie.

Le 25 août 1785, meurt le bailli de Breteuil, ambassadeur de l’ordre de Saint-Jean de Jérusalem à Paris. Le grand maître Rohan pense à Suffren pour le remplacer. Outre que les deux hommes se sont rencontrés il y a peu, Rohan voit tout l’intérêt qu’il y a pour l’Ordre à être représenté auprès du roi par frère, commandant victorieux de la campagne des Indes. Le grand maître sollicite Suffren dans une lettre. Suffren est satisfait d’être sollicité pour une fonction qui lui assure une place officielle à la Cour de France. Il accepte immédiatement et le roi donne son accord. Cette nomination fait de Suffren le représentant de deux puissances, l’ordre de Saint Jean de Jérusalem et son grand maître prince de Malte et le roi de France. Le 7 mars 1786, Suffren en grand uniforme, accompagné de plusieurs membres de l’Ordre, est reçu par le roi et lui remet ses lettres de créance. À peine un mois plus tard, dans un courrier à Madame d’Alès, Suffren porte un jugement négatif sur son ambassade : « Tu ne saurais croire, combien cette ambassade est fatigante par les petits et ennuyeux détails qu’elle entraîne, car il n’y a rien de sérieux ni d’essentiel ». Malgré tout Suffren y consacrera beaucoup de son temps jusqu’à sa mort. Suffren découvre aussi un secrétaire d'ambassade en poste depuis vingt ans, M. Cibon, qui s’avère être un ambassadeur bis. Ce personnage discret contrôle toutes les opérations du chiffre et entretient une correspondance directe avec le grand maître qui lui confie aussi des missions secrètes. Cibon a ses entrées à Versailles, auprès des bureaux des ministères, mais aussi directement auprès du comte de Vergennes, le ministre des Affaires étrangères, et du marquis de Castrie, le ministre de la Marine.
Les dossiers traités par Suffren concernent pour l’essentiel la gestion des biens de l’Ordre en France, comme en juin 1786 au sujet du grand prieuré de Toulouse en révolte contre l’Ordre avec le soutien de Rome. Tâche dont il s'acquitte avec succès, ce qui lui vaut les félicitations du grand maître. Il aura plus de difficultés à traiter des suites de la dévolution des biens de l’ordre des Hospitaliers de Saint-Antoine et principalement de l'affectation de l’abbaye de Saint-Antoine. Les religieuses-chanoinesses du chapitre noble de Tullins se lancent dans d’innombrables procédures contre l’Ordre devant le Parlement de Grenoble. Le dossier, sera finalement tranché au Conseil du roi, par un envoyé spécial du grand maître, le chevalier de Saint-Sulpice. Le bailli en gardera de l'amertume et évoquera encore peu de temps avant sa mort « la répugnance et le dégoût qu’inspire une affaire aussi désavantageuse.
Suffren rend aussi de nombreux rapports sur la situation à la Cour. Le bailli renseigne l’Ordre sur l’évolution de la situation intérieure française à la veille de la Révolution. C'est le cas par exemple lors de l'affaire du collier de la reine, question sensible, puisque le cardinal de Rohan, impliqué dans le scandale, est un cousin du Emmanuel de Rohan-Polduc, grand maître de l'Ordre.

#### L’Ambassadeur en ses commanderies

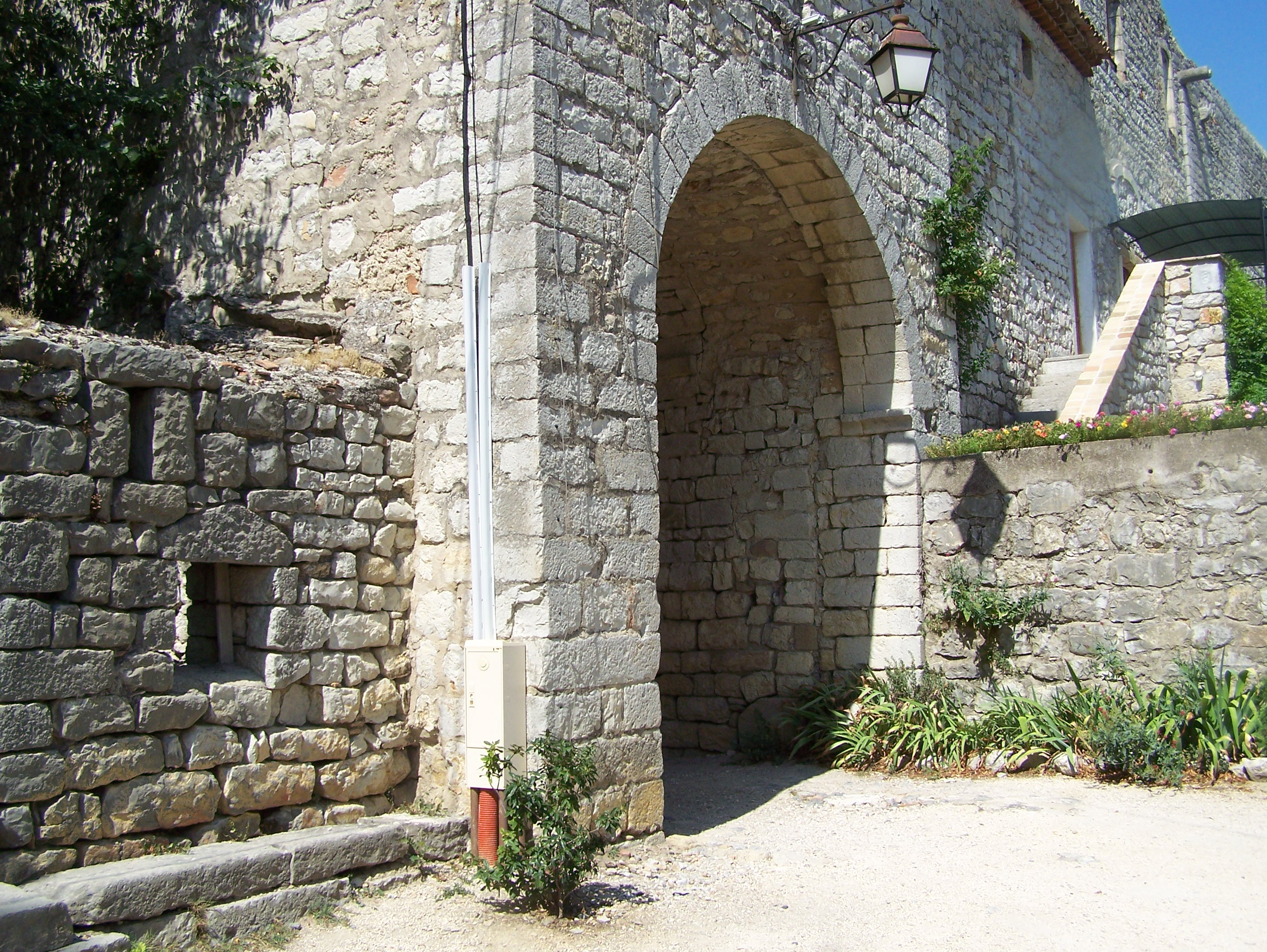
Porte fortifiée de la commanderie de Jalès. Suffren à la charge de quatre commanderies de l’Ordre et séjourne plusieurs fois à Jalès. Il affectionne beaucoup le lieu.

À son arrivée à Paris en 1784, Suffren s’installe d’abord rue de Tournon puis déménage dans l’actuelle rue de Lille, à côté du Palais Bourbon. Au printemps 1786, il se fixe définitivement Chaussée d'Antin, dans un hôtel particulier loué à la princesse de Luxembourg.
Pour services rendus à l’Ordre, Suffren, frère chevalier de Malte reçoit la charge de plusieurs commanderies. À celle de Saint-Christol dont il a été pourvu en 1771, s’ajoute en 1782 la commanderie de Jalès, dans la région d’Aubenas, en 1784, celle de Puimoisson dans le canton de Riez et, en 1786, celle de Troyes. La commanderie de Saint-Christol est échangée en 1786 contre celle de Trinquetaille près d’Arles, semble-t-il pour aider son frère Paul-Julien. Suffren n’a semble-t-il jamais séjourné à Puimoisson et à Troyes, il n’est pas sûr qu’il se soit rendu à Trinquetaille, en revanche, Suffren séjourne quelques mois en 1786 et 1787 à Jalès.

### La mort de Suffren

#### Une santé dégradée et un emploi du temps qui reste chargé

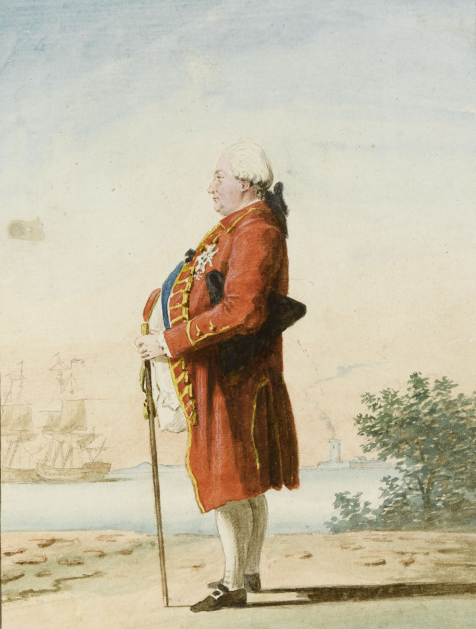
Suffren vers 1785. Le manque d'action et les excès de table rendent le bailli de plus en plus obèse. Sa santé se dégrade fortement.

Au retour de son voyage d’Italie, (août 1785, voir plus haut), la santé de Suffren commence à se dégrader, tendance qui ne fait que s’accentuer les années suivantes. Le marin infatigable, resté longtemps agile malgré sa corpulence, mène désormais une vie presque sédentaire, et ses excès de table en font peu à peu un homme d’une extrême obésité.
À Jalès, la légende locale colporte qu'il s'est fait fabriquer une table échancrée pour y loger commodément son énorme bedaine. Le buste sculpté par Houdon à cette époque, saisissant de réalisme, nous montre un personnage presque bouffi, au point que les historiens cherchent des qualificatifs imagés pour le décrire : Monaque parle de « lourd pachyderme », et Jean-Christian Petitfils de « tonneau de graisse ». Le commandeur est aussi accablé par la goutte et une érysipèle récurrent qui l’oblige à garder la chambre et le laisse incapable selon son propre témoignage, de travailler plus de quelques heures par jour : « Je deviens pesant après le dîner (déjeuner), je ne puis plus écrire, de même qu’à la lumière, de sorte que je n’ai que le matin. ». Suffren est parfaitement conscient que ses excès de table sont la cause première de son impotence, mais ne change rien à sa gloutonnerie et ne peut que constater que des activités qu’il affectionnait autrefois lui sont désormais impossibles à cause de son poids. Ainsi en 1785, à l’occasion de son dernier séjour provençal auprès de Mme d’Alès il avoue à celle-ci : « Tu comprendras que ma corpulence, ma position ne me permettent pas de courir les montagnes à cheval comme il y a vingt ans ». Parler de « position » [sociale] pour justifier de ne plus monter à cheval à une époque où tous les nobles se doivent de maitriser cet art pour les plaisirs de la chasse ne manque pas de sel, et cache bien mal l’argument clé de la « corpulence ».
Les relations avec Mme d’Alès connaissent une période difficile. On connait très mal la vie de Marie-Thérèse, mais celle-ci, dans les années 1780, connait des embarras financiers importants à cause de procès dans lesquels elle est engagée pour d’obscures questions d’héritages. Elle sollicite continuellement son ami qui de son côté fait intervenir en sa faveur ses parents, frères et neveux, et les hauts personnages qu’il fréquente à Paris. Il lui offre aussi plusieurs fois de l’aider financièrement, mais il faut croire que ce soutien est insuffisant ou n’est pas à la hauteur des promesses, car Marie-Thérèse se répand alors en reproches jugés « terribles » par l'intéressé. À l’été 1786 le couple semble même en crise. Suffren ne sait plus comment faire pour obtenir son pardon tout en confessant à demi-mot son impuissance morale et physique pour satisfaire ses demandes :

« Quel qu’affreux que fut le coup porté par votre lettre du 9 juillet, ma chère amie, je me flattais que vous vous reprocheriez cette dureté et que vous reviendriez à moi sans attendre ma réponse. Votre silence redouble mon inquiétude et je ne crains que trop que vous n’ayez pris parti bien affligeant pour mon cœur (…). Vous savez bien que naturellement je ne suis pas attentif, que les Affaires, l’affaissement des organes qui est une suite de l’âge, la paresse, tout enfin a pu me faire paraître coupable. »

Lorsque sa santé le lui permet, Suffren se rend aux activités de la loge de la Société Olympique de la Parfaite Estime. Il semble que ce soit à son retour des Indes qu’il se soit laissé initier à la franc-maçonnerie. Le bailli est un esprit beaucoup trop indépendant pour se plier aux rites d’une société secrète. Cependant, la Société Olympique de la Parfaite Estime, si on examine les opuscules de l’époque, semble n’avoir guère de préoccupation philosophique et politique puisqu’elle organise essentiellement des concerts et sert de lieu de sociabilité à l’élite nobiliaire parisienne. La cotisation annuelle, assez élevée (120 livres), donne droit à l’entrée à 12 concerts, aux travaux de la maçonnerie et à la fréquentation journalière du local où sont mis à la disposition des membres de nombreux journaux. Les locaux sont au 65 des Arcades du Palais-Royal, et l’orchestre, entièrement composé de membres de la loge, donne les concerts non loin de là, aux Tuileries. Suffren fait partie des 359 membres administrateurs ou abonnés mélomanes que compte la loge en 1788. Le commandeur y côtoie des nombreux acteurs de la Guerre d’Amérique, comme le marquis de Bouillé, l’ancien ministre Sartine, le vice-amiral d’Estaing, le comte de Rochambeau ou d’autres têtes politiques comme Choiseul, l’abbé de Calonne, les ducs de Luxembourg et d’Orléans… L’ambassadeur de l’ordre de Saint-Jean de Jérusalem peut donc joindre l’utile à l’agréable par la fréquentation, dans la meilleure des ambiances, de personnalités très introduites à la Cour et proches du gouvernement.
Au mois de juillet 1787, Suffren est à Cherbourg. Il s’agit d’un voyage d’agrément pour examiner les gigantesques travaux commencés l’année précédente en présence du roi afin de doter la rade d’une digue et donner enfin à la marine de guerre un port en eau profonde dans le Manche. Cette même année, une montée de tension franco-anglaise pousse Versailles à le nommer chef de l’escadre de Brest. Une responsabilité très prestigieuse qui le met à la tête d’une force de plus de 30 vaisseaux, mais sur laquelle on ne sait rien ou presque, les biographes du marin ne s’y attardant pas, au point qu’on ne sait même pas si Suffren a séjourné à Brest. Quoi qu’il en soit, même malade, l’homme se déplace toujours beaucoup si l’on prend en compte le fait qu’en mai de cette même année il séjournait dans sa commanderie de Jalès et qu’il y retourne encore en septembre.
En 1788, Suffren ne semble pas, cette fois, s’être éloigné de la région parisienne. La France est en pleine agitation politique et il suit attentivement les évènements. Sa position d’ambassadeur et l’accès régulier qu’il a auprès de plusieurs ministres, notamment ceux de la Marine et des Affaires étrangères en font un observateur privilégié des crises successives qui vont emporter la Monarchie absolue, même s’il se garde bien de donner son avis en public, tellement les esprits sont échauffés. Sa correspondance montre cependant qu’il est favorable aux réformes financières envisagées avec la convocation de l’Assemblée des notables. À l’occasion de la première réunion de celle-ci en février-mai 1787, il écrit à Mme d’Alès qu’il n’a rien contre le projet d’imposition de la noblesse et du clergé. Le 18 novembre 1788, lors de la deuxième réunion de l’assemblée des notables, il s’entretient avec le ministre Necker au sujet de la possible imposition de l’Ordre.
Aux Indes, la résistance des princes indiens contre les Anglais ne faiblit pas. Tipû Sâhib, envoie une ambassade solliciter l’alliance du roi de France qui les reçoit fastueusement en septembre. Une grande fête est donnée à Versailles. Suffren, qui ne perd pas de vue les questions internationales, en profite pour remettre aux émissaires indiens une lettre qui montre aussi qu’il n’a rien perdu de ses ardeurs belliqueuses contre l’Angleterre :

« Je suis maintenant un ambassadeur d’une petite puissance, mais cela ne m’empêche pas de servir, et je serais au comble de mes vœux si, étant uni avec vous, je pouvais jamais contribuer à rendre leur liberté aux peuples de l’Inde en la libérant des Anglais. (…) Si jamais la guerre revenait, votre puissance étant unie à la nôtre, avec les connaissances que nous avons acquises dans l’Inde, je ne doute pas que les Anglais n’en seraient chassés, et je me chargerais avec plaisir du commandement des forces navales. Avec votre aide, il n’est rien que nous ne puissions entreprendre (…). »

Une lettre bien dans le ton habituel du bailli. Suffren passe sans complexe sur le fait qu’il ne représente que la « petite puissance » de Malte, et se voit déjà reprendre du service sans savoir si le roi et ses ministres ont réellement besoin de lui, ces derniers ne l’ayant même pas consulté à l’occasion de cette ambassade !

#### Une mort soudaine
À l’automne 1788, la santé de Suffren semble s’améliorer. Le 9 octobre, il annonce à Mme d’Alès que son érysipèle va mieux et l’assure qu’il est en bonne santé. Le 4 décembre 1788 Suffren se rend à Versailles pour assister à une réunion de l’assemblée des notables. Après la séance, il fait une visite à son amie, Madame Victoire, l’une des filles de Louis XV dont il a fait connaissance à son retour des Indes. Cette dernière, restée célibataire, adore la compagnie du bailli et entendre le récit de ses campagnes, que ce dernier lui conte bien volontiers. La suite nous est donnée par le médecin personnel de Suffren, Alfonse Leroy, régent de la faculté de Paris :

« Suffen était allé faire sa cour à Mme Victoire, tante du roi, celle-ci frappée de sa mauvaise mine, voulut qu’il consultât son propre médecin. Celui-ci, ne connaissant pas son tempérament, le saigna : à peine piqué, il perdit connaissance. La goutte fit une métastase rapide sur la poitrine. On réitéra la saignée et lorsque j’allai voir cet illustre ami qui m’avait promis de se faire appliquer des sangsues, je restai stupéfait, en apprenant son agonie. »

Comme le veut l’usage du temps, il n’est pas possible que quelqu’un meure dans les appartements d’une princesse de sang royal. On porte donc prestement le bailli dans sa voiture et on le renvoie à son domicile parisien par un froid glacial. Suffren garde la chambre pendant plusieurs jours, sans qu’on sache s’il reprend connaissance. Il décède la 8 décembre, entouré de quelques proches. Sylvain, son valet, fait quelques jours plus tard, le récit de ses derniers instants :

« Monsieur et Madame le comte et la comtesse de Saint-Tropez sont arrivés à Paris le 7 courant. Ils ont trouvé Monsieur de Suffren au lit depuis trois jours et, le lendemain à trois heures et demie de l’après-midi, ils ont eu le chagrin de le voir mourir entre leurs bras, ce qui, comme il est facile à concevoir, les a bien affligés ainsi que Monseigneur l’évêque de Sisteron. Un rhume, une goutte remontée, joints à une fièvre putride, pour tout cela les saignées, ont eu bientôt pris fin [sic] de ses jours. (…) Vous savez sans doute, Monsieur, cette triste nouvelle, mais peut-être pas si détaillée. Je suis fâchée d’être si mauvais nouvelliste. Signé Ordinaire dit Sylvain. »

Suffren avait 59 ans et cinq mois. La date et l’heure du décès sont confirmés par le commissaire Jean Sirbeau, requis pour apposer les scellés sur les biens, meubles et papiers du bailli, et qui entrevoit son corps « gisant sur un lit étant dans une chambre ayant partiellement vue sur le boulevard. » Le 10 décembre, Suffren est porté en terre à l’église Sainte-Marie du Temple à Paris, comme l’ont été avant lui plusieurs dignitaires de son Ordre.
Les circonstances de la mort de Suffren sont donc clairement établies par les documents et témoignages d’époque et ont toujours été acceptées, sans aucune réserve, par les membres de sa famille.
Une légende va pourtant naitre quelques années plus tard, bâtie sur la rumeur selon laquelle Suffren serait mort des suites d’un duel dans les jardins de Versailles. Un duel dont maints chroniqueurs vont chercher à percer le «mystère» de l’adversaire inconnu et de ses motifs. Divers noms vont circuler, dont ceux des officiers Tromelin et Cillart qui auraient cherché à venger leur honneur à la suite de leur sanction lors de la campagne des Indes (voir plus haut). Une fable romanesque confortée par le témoignage d’un certain Dehodencq, cabaretier se présentant comme un ancien domestique de Suffren et livrant cette version à deux historiens différents, en 1832 et 1845. Un témoignage extrêmement tardif, émanant d’un personnage douteux cherchant peut-être à faire parler de lui et dont on ne trouve pas trace dans la liste des domestiques de Suffren, bien qu’on ne peut exclure que le commandeur l’ait congédié avant sa mort. Au début du XXe siècle, les historiens, passant en revue les documents d’époque feront table rase de ce témoignage et du « mystère » de ce duel fantôme, peut-être né au départ des taches de sang que devait porter Suffren après ses deux saignées, à moins qu'il ne s'agisse d'une rumeur colportée dans Paris par des proches de Madame Victoire soucieux de protéger la réputation de la princesse royale. Mais le roman a la vie dure, et il n'est pas rare, aujourd’hui encore, que cette version des faits se retrouve dans certains ouvrages ou sites internet mal renseignés. En fait, si mystère il y a, il est plutôt à éclaircir du côté de la situation financière très dégradée que Suffren laisse derrière lui.

#### Un mort couvert de dettes

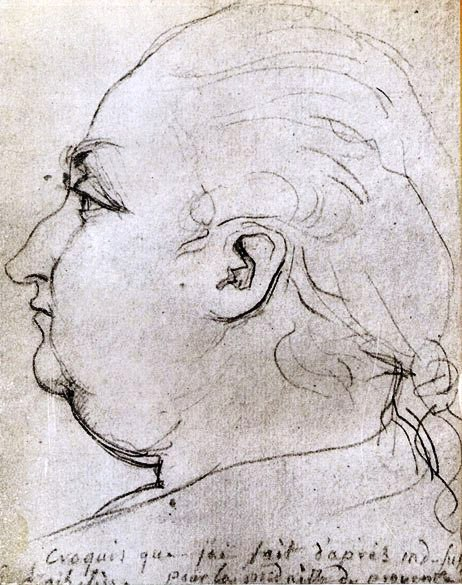
Suffren a emprunté de fortes sommes d'argent sans qu'on en connaisse exactement le motif. Il laisse à sa mort, en 1788, des dettes considérables que son Ordre peine à rembourser.

Selon les règles en vigueur, et conformément au vœu de pauvreté prononcé par les chevaliers, l’ordre de Saint-Jean de Jérusalem hérite des biens laissés par ses membres. L’usage autorise cependant les chevaliers à disposer à leur guise d'un cinquième de leurs biens. Suffren dispose dans les dernières années de sa vie de revenus confortables et sûrs. À ses 18 000 livres d’appointements de vice-amiral, s’ajoutent la pension de 1 500 livres, récompense de sa campagne d’Amérique et le revenu de ses quatre commanderies. Pourtant, l’inventaire après décès révèle une montagne de dettes et une foule d’ayants droit de toutes origines.
Le plus important se trouve être l’avocat Pouget, à qui le bailli a confié la « régie et gestion » de ses commanderies. L’homme réclame à l’Ordre le remboursement de 80 252 livres dont il se trouve créancier. Suffren, semble s’être servi de son régisseur comme d’un banquier en consommant par anticipation les revenus de ses commanderies, lesquelles ont servi de garantie auprès du préteur. Pierre-André semble avoir emprunté de l’argent à tout son entourage. Le marquis de Suffren, frère ainé du bailli, réclame une somme de 23 000 livres que lui aurait légué le vice-amiral. Puis ce sont 22 951 livres qui sont demandés par un « groupe d’ouvriers qui ont travaillé pour M. le bailli de Suffren ». On y trouve le maître tailleur du commandeur, un architecte, un peintre, un tapissier, un galonnier, un bourrelier, un charron, un serrurier et deux chirurgiens. Et la liste s’allonge encore avec Martin Claude Monnot, sculpteur, Alphonse Le Roy, régent de la faculté de médecine de Paris, puis les directeurs de l’école gratuite et royale de dessin. D’autres créanciers se manifestent en 1789. Les frères Mouttet, négociants à Toulon, réclament le paiement d’une somme de 2 966 livres et de leurs intérêts. Puis c’est une demoiselle Marie-Jeanne Bertin, marchande de mode à Paris qui fait valoir ses droits pour les sommes et intérêts qui lui sont dus, suivie de Maître Abraham de La Carrière, ancien conseiller au Châtelet, pour les mêmes motifs. Le 9 mars c’est le carrossier et le maître tapissier de Suffren qui interviennent à leur tour. Cerise sur le gâteau, la princesse de Luxembourg, propriétaire de l’hôtel loué par Suffren en 1786, se manifeste elle aussi par l’intermédiaire de son homme d’affaires pour protéger ses droits et créances. Chose à peine croyable, le héros de la campagne des Indes négligeait de payer son loyer…
L'essentiel des actifs de Suffren est composé d'actions de la Compagnie du Sénégal, au conseil d'administration de laquelle il siégeait à Paris. Il y en a pour la somme élevée de 40 000 livres, mais la vente de ces dernières et des biens du bailli ne peut couvrir les demandes des créanciers. À l’ordre de Saint-Jean de Jérusalem, c’est la consternation. Le 12 juin 1790, le chevalier d’Estournel, trésorier du grand prieuré de France, fait le point sur la situation devant l’assemblée des six grands prieurés de France :

« J’ai la douleur, Messeigneurs, d’entrevoir que la dépouille de M. le bailli de Suffren pourra devenir onéreuse par le nombre de dettes qui semblent renaître à mesure que je les éteins et j’avoue que je m’afflige de voir manquer à toute la gloire de ce religieux l’avantage d’avoir conservé dans ses affaires l’ordre et l’économie qui sont nos premiers devoirs. En vain, par des réductions convenables sur des dettes, j’ai cherché à balancer au moins l’actif et le passif. Cet équilibre n’a pu résister à une créance de 83 000 livres réclamée par le sieur Pouget, régisseur et receveur des trois commanderies de son Excellence en Provence. »

Comment expliquer une telle dérive financière ? Les dernières années de sa vie, Suffren vit confortablement, mais ne semble pas avoir mené grand train à la manière d’un noble de Cour. Les chroniqueurs de l’époque, généralement aussi féroces que bien informés, ne remarquent pas de sorties à l'opéra aux côtés de courtisanes de luxe, et ne notent pas sa présence aux nombreuses tables de jeu parisiennes. Le gros investissement dans la Compagnie du Sénégal peut fournir un début d'explication, mais elle est loin d'être suffisante. Un passage du compte-rendu du chevalier d’Estournel nous donne peut-être une autre piste. Il remarque en effet avec étonnement que l’énorme avance consentie au bailli par son receveur remonte seulement aux deux dernières années de jouissance du revenu de ses commanderies, c'est-à-dire à partir de 1786. Or c’est cette année-là, nous l’avons évoqué un peu plus haut, que Madame d’Alès le harcèle pour faire face à ses tracas judiciaires. Suffren a-t-il cédé au-delà de toute raison aux sollicitations de sa « chère amie » ? A-t-il réglé des procédures judiciaires qu’elle a perdues ? Nous n’en savons strictement rien, mais la question — sans réponse à ce jour — mérite d’être posée.
Les lettres de Madame d’Alès devaient se trouver à l’hôtel de la Chaussée d’Antin. Les mains anonymes qui s’en sont saisies après le décès de l’illustre locataire ne l’ont peut-être pas fait seulement pour cacher ou détruire des écrits amoureux non conformes à la chasteté officielle du chevalier, mais peut-être aussi pour soustraire à la vue du public de peu glorieux transferts d’argent pour lesquels il est plus que douteux que Madame d’Alès ait laissé des reconnaissances de dettes. Ce mystère relatif jette une ombre sur les dernières années de Suffren et il est peu probable qu’une réponse soit un jour trouvée, à moins de fouiller les archives judiciaires et notariales provençales pour en savoir un peu plus sur les affaires de Madame d’Alès, recherches qui restent encore à faire. Quoi qu’il en soit, avec la tourmente révolutionnaire qui saisit progressivement la France et balaye l’ordre de Saint-Jean de Jérusalem du pays en 1792, il semble douteux que le régisseur de Suffren (et combien d’autres ?) ait pu rentrer dans ses fonds.

## Portrait de l’«amiral Satan»
C’est de 1780 précisément que date le premier portrait connu de celui que les Anglais — sans qu’on sache exactement à partir de quelle date — vont surnommer l’« amiral Satan »,, en tout cas dans les archives françaises.

### Physique et caractère

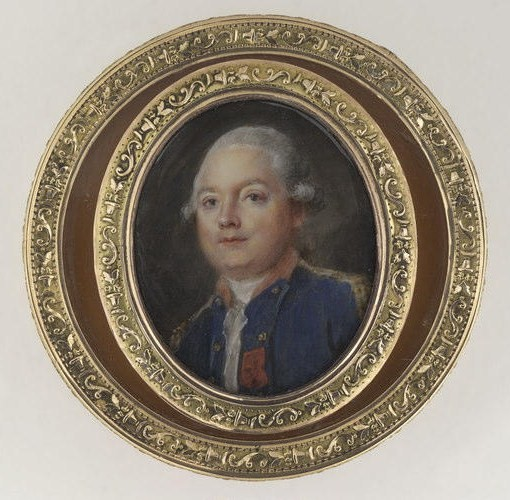
Pierre Adolphe Hall, Portrait de Pierre André de Suffren (1780), Paris, musée du Louvre. Cette miniature sur ivoire est son plus ancien portrait connu.

De par son physique et son caractère Suffren est un personnage haut en couleur. William Hickey, administrateur des Indes orientales anglaises, retenu prisonnier plusieurs jours avec sa femme à bord du Héros a laissé du bailli ce portrait : 

« De tenue et de tournure bizarres, il avait plus l’apparence d’un boucher anglais, trapu et vulgaire, que d’un Français de qualité. Haut de cinq pieds cinq pouces (1,65 m), très corpulent, les cheveux rares sur le dessus du crâne, mais plus nombreux sur les côtés et l’arrière. Bien qu’il fût tout à fait gris, il n’usait ni de poudre ni de pommade ; ne portait pas de boucles et avait une courte queue de trois ou quatre pouces attachée par un vieux bout de fil (bitord). Il portait une paire de vieux souliers dont il avait coupé les sous-pieds, une culotte de toile bleue déboutonnée au genou. Des bas de coton ou de fil, pas des plus propres, lui pendaient sur les jambes ; ni habit ni cravate ; sa chemise de tissu grossier trempée de sueur était ouverte au cou, et les manches étaient retournées au-dessus du coude. »

L’obésité du bailli est confirmée par des témoignages sur sa gloutonnerie et les heures qu’il passe à table. Le rôle d’équipage de son vaisseau qui va partir aux Indes, le Héros, indique qu’il dispose pour son service personnel d’un sommelier, d’un maître d’hôtel et de six cuisiniers pour satisfaire son appétit de Gargantua et les officiers qu'il invite à sa table.[source insuffisante]
Le narrateur anglais précise que, quand il allait à terre, Suffren « bien que très fort et lourd, descendait par le flanc du navire au moyen d’une seule et vulgaire corde, aussi lestement que l’eût pu faire un aspirant et sans que personne l’aidât. » William Hickey note qu’il saute avec légèreté dans le canot du couple lorsqu’il prend congé de ses hôtes prisonniers. Le régime alimentaire du commandeur est en partie compensé par sa grande activité physique. C'est une « brute géante au cuir tanné par les embruns » selon Jean-Christian Petitfils. En mer, Suffren parcourt infatigablement son vaisseau et à terre semble avoir la bougeotte. Constamment en sueur, son odeur corporelle en fait un personnage plutôt repoussant. Suffren vocifère volontiers, se répand en invectives et en jurons, au combat ou à la manœuvre, sur l’adversaire ou sur les hommes dont il n’est pas satisfait, le tout avec un accent provençal. Un mélange de vigueur physique et intellectuelle qui fait dire à l'officier et historien Raoul Castex que chez Suffren « l'ébullition intellectuelle accompagne le violent effort du corps. » Suffren semble être un timide qui se cache derrière la caricature de méridional qu’il donne de lui-même. Suffren cache un caractère secret et fait preuve le plus souvent de beaucoup de retenue.

### Suffren à la plume et au rapport
Le vulgaire et braillard officier se révèle un épistolier infatigable à la plume sûre et alerte. Suffren entretient une correspondance fournie avec une foule de gens, qu’il s’agisse d’un ministre, d’un ami ou d’un membre de sa famille. Il n’est pas rare, lors de ses campagnes, qu’il raconte le même évènement à quatre, voire cinq personnes à la fois. Suffren passe plusieurs heures par semaine, voire par jour, la plume à la main, à sa table de travail. Nous avons vu que depuis 1763 il a réussi avec beaucoup d’aplomb à se faire remarquer des bureaux du ministère grâce à un Mémoire sur la « façon de réprimer les corsaires d’Alger ». Ce mémoire avait été précédé en 1762 par un autre concernant la base anglaise de Gibraltar et sur les moyens de l’attaquer. Avec maestria, le bailli a maintenu ce lien épistolaire jusqu’à se faire ouvrir les portes du ministère en 1767. Le lien s’est ensuite maintenu avec tous les ministres qui se sont succédé depuis Choiseul. En 1772-1773, on le voit cette fois utiliser son expérience maltaise pour proposer au gouvernement une politique de lutte contre la piraterie barbaresque. Soucieux d’avoir plusieurs fers aux feux, Suffren profite de ses entrevues avec le ministre pour tisser des liens avec le premier commis du bureau des officiers, Jean-Baptiste Antoine Blouin. Blouin est chargé du recrutement, de la formation, de l’affectation et de l’avancement des officiers. Il s’agit donc dans l’ombre du ministre d’un personnage puissant, d’autant plus utile qu’il est compétent et très apprécié de Louis XVI. C’est sans doute Blouin, en 1780, qui a discrètement poussé le dossier Suffren pour faire nommer ce dernier chef d’escadre, demande rejetée dans un premier temps par le roi (voir plus haut).
Les rapports retrouvés dans les archives nous éclairent aussi sur la curiosité de Suffren qui ne se limite pas seulement aux questions diplomatico-militaires. Suffren s’y montre intéressé par l’ « économie politique, le commerce, l’histoire naturelle » et suit attentivement toutes les évolutions techniques. On l’a vu plaider avec insistance en 1780 pour le doublage en cuivre des coques. Il plaide aussi pour l’adoption du paratonnerre sur les vaisseaux de guerre et profite souvent de ses croisières pour en rapporter idées et propositions qu’il transmet au ministère. C’est ainsi qu’on le voit pendant sa mission sur la Mignonne se pencher sur l’hygiène à bord des navires. Lors d’une escale sur l’île de Kimolos, Suffren en a rapporté de la cimolite, une terre qui a la propriété de mousser dans l’eau de mer. Le bailli y voit un moyen efficace de laver le linge à bord des navires et transmet un mémoire au ministère en ce sens en 1775, désirant que des recherches soient faites en France pour y découvrir « des terres propres au même objet ». Des préoccupations qui ne sont pas secondaires, vu les ravages que font les maladies contagieuses dans les escadres. Préoccupation que l’on retrouve dans les soins que Suffren a toujours eu pour la santé de ses équipages, et qui ne manquent par ailleurs pas de sel lorsque l’on pense au style débraillé et repoussant du gros bailli… La même lettre nous informe qu'il s’est aussi penché « sur les plantations de céleris, objet de commerce très intéressant » (contre le scorbut ?), ce dont il s’excuse presque : « Je serai fâché que vous imaginiez que je m’occupe uniquement de l’histoire naturelle ; quelque attrait qu’elle puisse avoir pour moi, je ne la cultive que relativement à mon métier. Je la regarde comme une ressource contre l’ennui d’être à terre, mais tel est l’enchainement des connaissances humaines que presque toutes se portent des secours mutuels. ». Indiscutablement Suffren a le sens de la formule. On peut en citer encore un exemple avec cette lettre écrite au responsable d’un hôpital lors de la campagne des Indes. Elle montre le sérieux, la compétence et le dévouement du bailli en matière médicale :

« J’ai été Monsieur, voir votre hôpital. J’aurais bien désiré vous y trouver. J’ai remarqué que les malades étaient assez bien. J’ai même vu que leur ration était plutôt forte que faible. Mais je vous avouerai que votre chirurgien-major m’a paru aimer à couper et, comme la plupart de ce qu’il appelle blessures ne sont que des ulcères dépendant d’un vice scorbutique ou autre, il me semble que ces malades ne devraient être traités que par vous, et le chirurgien ne panser et n’opérer que selon vos ordonnances. Je crois que vous êtes trop bien intentionné pour ne pas faire céder ces petits égards au bien des malades. Je désirerais aussi que vos malades fussent plus séparés selon leurs maladies. Un scorbutique qui n’a point de fièvre est très mal entre deux malades qui non seulement l’ont, mais de plus ont une dysenterie épidémique. Au reste, comme vous avez plus d’expérience que moi dans ces sortes de choses, je soumets mes vues aux vôtres. »

Outre les compétences médicales approfondies, tirées de son expérience en campagne et à l’hôpital de Malte, on y trouve la tactique que Suffren emploie dans nombre de ses courriers officiels : des propos argumentés et modérés, même lorsqu’ils vont très loin dans les propositions (ou les reproches comme ici) et qui se terminent par une forme de retraite fort polie ou il s’en remet à la compétence de son interlocuteur à laquelle il soumet ses vues dans l’intérêt du service…
La correspondance du bailli a fait l’objet de longues recherches et nous réserve encore régulièrement de belles surprises. Si les historiens avaient étudié depuis longtemps les archives de la Marine, ils avaient négligé celles d’autres ministères qui paraissaient sans rapport avec la carrière du marin. Bien à tort. C’est ainsi qu’il a fallu attendre 1976 pour que soit mise au jour la correspondance entre Suffren et le ministre des affaires étrangères Vergennes, oubliée pendant presque deux siècles. Personne ne savait que les deux hommes s’étaient rencontrés, peut-être par l’entremise de d’Estaing en 1779, et avaient sympathisé. Roger Glanchant, conservateur des archives du Quai d'Orsay mit la main sur vingt-deux lettres et deux mémoires du bailli, lui permettant de dresser un portrait renouvelé de Suffren et sur sa façon de se faire entendre en utilisant d’autres canaux que ceux de sa hiérarchie officielle. L’ouvrage, Suffren et le temps de Vergennes, paru en 1976, reste régulièrement utilisé et cité par les biographes du marin. Le filon n’est pas épuisé, puisque Monaque, auteur de l’une des dernières biographies, a déniché en 2008 dans les archives du Sri Lanka, à Colombo, un dossier de quarante-trois lettres échangées avec le gouverneur néerlandais de l’île en 1782-1783, et qui a permis d’améliorer la compréhension de la plus célèbre des campagnes de Suffren.
Combien de lettres du commandeur dorment encore dans des archives publiques ou privées ? Mystère. Les biographes aimeraient entre autres pouvoir retrouver l’abondante correspondance échangée pendant trois décennies entre Suffren et celle qui fut son grand amour, Madame d’Alès, et sur laquelle ils sont fort peu renseignés.

### Vie privée
La vie privée de Suffren reste très mal connue. Le manque d’informations dont on dispose a donc laissé la part belle aux rumeurs et aux légendes. La correspondance personnelle — et amoureuse — de Suffren n'a commencé à émerger qu'en 1859, avec la publication par Théodore Ortolan d’une partie des lettres adressées par Pierre-André à Madame d’Alès, arrière-grand-mère de son épouse. Publication complétée de quelques lettres en 1893 par Octave Teissier dans Le Petit Marseillais et dans les années 1980 par le don au musée de Saint-Cannat d’une soixantaine de lettres, presque toutes inédites. Le couple a correspondu pendant 36 ans, mais on ne dispose d’aucune lettre de Suffren antérieure à 1776 et les lettres de Madame d’Alès ont toutes disparu. Du côté de la famille de Mme d’Alès, les lettres de Suffren ont fait l’objet d’un tri attentif avant leur première publication en 1859. Ortolan précise que beaucoup des écrits en sa possession « sont des lettres intimes adressées à Madame d’Alès la bisaïeule de ma femme sur des sujets peu intéressants pour l’histoire. » C’est un mince corpus de moins de cent lettres, presque toutes écrites entre 1779 et 1788, soit les neuf dernières années de la vie de Pierre-André que les biographes utilisent pour chercher à reconstituer la vie du couple.
Marie-Thérèse de Perrot est née à Draguignan en 1725. C’est semble-t-il en 1752 à Toulon que les deux jeunes gens se sont rencontrés, au dire d’une lettre de Suffren écrite en 1786 où il dit à son amie « depuis 34 ans que vous avez dû me connaître », ce qui fait remonter la relation à 1752. Pierre-André a 23 ans, Marie Thérèse 27 ans. Marie-Thérèse vient de perdre son mari, le comte Alexandre-Pierre d’Alès de Corblet, officier de l’armée de terre qu’elle avait épousé 10 mois plus tôt. Elle vient aussi d’accoucher d’une petite fille, Marguerite-Louise, pour laquelle Pierre-André éprouvera une vive affection. Marie-Thérèse ne se remariera jamais.
Les deux amants sont unis par un amour profond et brûlant. On l’entraperçoit dans les lettres disponibles : « Je t’envoie, ma chère amie, une médaille, puis je t’enverrai mon buste, mon portrait ; tu m’auras de toutes les façons excepté celle que je désirerais que tu m’eusses. » (7 octobre 1784). « Je ne veux pas laisser partir le courrier sans te dire que je t’aime. » (31 décembre 1785) « Mais j’ai le cœur pour juge : il n’a jamais cessé de vous aimer et l’amitié la plus tendre a succédé à d’autres sentiments et elle durera dussiez-vous me haïr. » (9 août 1786) « J’ose me flatter aussi que vous y aurez [à Draguignan] des souvenirs qui seraient bien délicieux pour moi. » (1788).
Mme d’Alès semble n’avoir jamais quitté sa Provence natale. Elle mène une vie assez sédentaire, partagée entre sa maison de Draguignan et son château de Bourigaille situé à huit kilomètres au nord de Fayence. Suffren vient l’y rejoindre après ses campagnes. Les lettres nous révèlent les attentions et services que se rendent les deux amants. Les couple affectionne les longues promenades à cheval dans la campagne provençale. Le couple partage aussi d'importantes affaires d’argent qui donnent lieu aux seules tensions connues entre Suffren et Mme d’Alès ».

### Suffren et les garçons
Marie-Thérèse sait-elle que Pierre-André a une autre vie amoureuse lorsqu’il la quitte pour reprendre la mer ? On peut penser que oui, compte tenu de la réputation sulfureuse qui suit (ou précède) le bailli à chacun de ses déplacement. Car Suffren a aussi le goût des garçons. Il ne s’agit pas d’homosexualité comme il a été dit et écrit souvent, mais plutôt de bisexualité avec une orientation pédérastique. Orientation sur laquelle courent une foule d’histoires et d’anecdotes, fort difficiles à vérifier car colportées longtemps de bouche à oreille tout au long du XIXe siècle. En mer, le bailli entretient des relations avec de jeunes mousses, les « mignons de Suffren ». Pierre-André organise aussi des unions masculines entre matelots, appariant le novice au vétéran. « Tout pour le bord, Messieurs, et rien pour le bordel ! Moins de risque de vérole ; pas d’enfants, plus de mélancolie… » aurait dit le gros bailli, jamais à court de provocation. En 1872, l’amiral Fleuriot de Langle, dont le grand-père avait connu Suffren, confiait à Pierre Margry, archiviste du département de la marine et des colonies, que l’animosité des capitaines de la campagne des Indes s’expliquait en partie par la prétention de Suffren d’imposer la présence de son giton à la table du Héros.
Rémi Monaque adhère du bout des lèvres à l’idée que Suffren, par souci de lutter contre les maladies vénériennes a « sinon prôné, du moins regardé avec bienveillance les relations sexuelles entre matelots. » Michel Vergé-Franceschi fait remarquer que les mousses servent souvent de gibier sexuel pendant les longues traversées. Les amours masculines embarquées ne sont pas propres à Suffren. Outre les mousses et autres jeunes matelots, nombre d’officiers entretiennent des relations sexuelles entre eux, phénomène que l’on retrouve aussi dans la Royal Navy, mais tous profitent du luxe de disposer d’une cabine pour le faire dans la plus grande discrétion, ce qui n’est pas le cas de Suffren. N’oublions pas non plus qu’en théorie la « sodomie » est encore passible de peine de mort au XVIIIe siècle, même s’il y a déjà longtemps que ce châtiment n’est plus appliqué en France.
Les commandements auxquels accède Suffren montrent qu’il est dans la moyenne d’âge normale et qu’il suit le tableau d’avancement. Ses mœurs ne semblent donc pas lui avoir porté préjudice, excepté cependant en une occasion. En août 1772, Suffren se fend, comme il en a l’habitude, d’une lettre bien troussée pour se porter candidat à la direction de la compagnie des gardes de Toulon. C'est un poste très recherché et prestigieux puisqu’on y forme les jeunes officiers. La réponse du ministre est négative. Bourgeois de Boynes, connaissant les mœurs du demandeur aurait fait jeter à la corbeille la demande avec cette mention : « Pas de loup dans la bergerie ». Rebuffade toute relative puisque le ministre, on l’a vu, lui accorde dans la foulée le commandement de la frégate la Mignonne avec une mission importante en Méditerranée.
On ne peut exclure aussi quelques inquiétudes familiales. Lors de son retour des Indes en mars 1783, Suffren s’arrête chez M. de Vitrolles, le fils de sa sœur ainée. Il fait sauter sur ses genoux leur enfant, un jeune garçon qui n’a pas encore 10 ans, puis s’approche de la mère de l’enfant et finit par lui demander : « Voulez-vous me le donner, je me chargerais de lui avec bonheur. » Le garçon a en effet l’âge de devenir mousse, mais Mme de Vitrolles qui pense certainement à une carrière autre que la marine et qui connait les mœurs de Suffren repousse poliment l’offre : « Plus tard, lorsqu’il sera rendu digne de vos bontés. » À bon entendeur… Quant au bambin, il gardera un souvenir émerveillé de son grand-oncle.

### Suffren et les autres officiers: des rapports compliqués
Suffren prend soin de ses équipages mais se montre sourcilleux sur la discipline. On le voit infliger un jour le terrible supplice de la cale à un homme qui s’en est pris à un civil à terre. Sévérité qui est dans la norme du temps, mais qui ne l’empêche pas d’être populaire auprès de ses hommes, ce que sa campagne des Indes confirmera encore. Son style débraillé et son langage familier le rapproche du matelot, du gabier et du canonnier. Il en est souvent de même avec les officiers mariniers (l’équivalent des sous-officiers dans l'armée de terre), presque tous de modeste extraction et vis-à-vis de qui il entretient des relations de confiance empreintes de bonhomie. Nombre d’entre eux sont des Provençaux. On constate que Suffren parvient à garder presque au complet la même équipe de maîtres embarquée lors de ses deux premiers commandements de la guerre d’Amérique. On retrouvera ces hommes sur le Héros : Joseph Causse, le maître d’équipage (dont Suffren fera un officier auxiliaire), Laurent Vidal le canonnier, Jacques Gautier le charpentier, Pierre Maunier, le calfat, Pierre-Étienne Castel, le voilier… Ces techniciens responsables et spécialistes chacun d’une partie du matériel du vaisseau font l’objet de ses soins attentifs. Lorsque Joseph Causse perd son jeune fils en mer, Suffren, sincèrement ému, demande au ministère une indemnité pour son maître d’équipage alors que ce type d’incident n’est pas rare et n’est le plus souvent qu’à peine mentionné dans les rapports.
Les choses sont plus complexes avec les autres officiers. Suffren a du mal à trouver sa place chez les « Rouges », comme on surnomme à cette époque les officiers supérieurs.
Le corps des officiers, pratiquement tous nobles de haute naissance et éducation, souvent affilié à des clans à la Cour, est imbu d’un fort esprit de caste. Certains sont choqués par les très voyantes mœurs pédérastiques de Suffren. La plupart regardent d’assez haut le débraillé et véhément bailli, perçu comme un démagogue vulgaire et qui y gagne le surnom de « gros calfat » alors qu’il est noble lui aussi.
Suffren, sévère à l'égard de certains officiers, ne se prive pas de critiquer leur manque d’audace, d’entrainement, d’imagination. Pierre-André de Suffren se fait rapidement une réputation de commandant pénible à supporter par ses remarques désagréables, ses persiflages, ses coups de colères. Comportement doublé d’un certain manque de franchise, puisqu’il n’est pas rare que Suffren fasse bonne figure par devant et se montre impitoyable par derrière. Un exemple nous en est donné avec ce rapport particulièrement rosse écrit en 1773 sur l’un des officiers de la Mignonne : « Son application pour les sciences abstraites lui a valu un avancement prématuré. Il serait à désirer qu’il eût fait autant de progrès dans la pratique. » Cet officier, l’enseigne de vaisseau de Ruyter, va pourtant le suivre pendant des années sur tous ses commandements. On l’a vu critiquer sévèrement d’Estaing alors que ce dernier a profondément facilité sa carrière et que Suffren s’est toujours comporté en excellent subordonné, échangeant même bon mots et petits cadeaux avec son supérieur. On le verra aussi critiquer Vergennes après son retour des Indes. Un comportement qui vaut à Suffren d’être traité de mauvais coucheur par Monaque et d’égoïste par Jean-Christian Petitfils.
L’examen du rôle des équipages donne aussi une idée des relations délicates de Suffren avec ses confrères. Au moment du passage de commandement du Caméléon et du Singe (1765), on constate qu’aucun officier présent sur le Caméléon n’a été repris sur le Singe. Sur la Mignonne (1767), Suffren n’a conservé qu’un seul officier du Singe.
Sur le Fantasque (1777), dans l’état-major de trois lieutenants de vaisseaux et de cinq enseignes, on relève seulement deux noms familiers (dont l’un fait partie de ses neveux). Comme on est au début de la campagne d’Amérique et que la flotte commence à peine ses armements, on dispose de beaucoup d’officiers inemployés. Le ministère veut en faire embarquer en surnombre sur les vaisseaux. Le commandant du port de Toulon rend compte des difficultés à faire exécuter l’ordre pour le Fantasque : « Je ne dois pas vous cacher, écrit ce dernier au ministre, que je n’ai pas trouvé le même empressement dans les autres capitaines, pour servir sous les ordres de M. de Suffren (…), quoique je sois bien assuré de leur bonne volonté pour toute autre destination. C’est une affaire de préjugé que je n’ai pas cru devoir combattre, étant convenu avec M. le comte d’Estaing que rien ne se ferait que de gré à gré. » Tout est dit. Les officiers ne se bousculent pas pour servir sous les ordres de l’irascible commandeur.
De son côté, Suffren obtient assez tôt le droit — pour ne pas dire le privilège étonnant — de choisir les officiers qu’il estime à la hauteur ou simplement ceux avec qui il entretient de bonnes relations. Constat que l’on fait sur le Zélé (1780), dont l’état-major est issu en grande partie du Fantasque.
Ce petit-noyau d’officiers, dans lequel on retrouve encore l’un de ses neveux, va pour l’essentiel le suivre sur le Héros pour la campagne des Indes. Tous semblent avoir appris à supporter le caractère difficile de leur chef et surtout, à comprendre sa personnalité. L’un d’eux, l’enseigne puis lieutenant de vaisseau Hesmery de Moissac joue un rôle de plus en plus important. Dans la nouvelle campagne, il va tenir régulièrement le livre de bord du Héros puis cumuler les fonctions de capitaine de pavillon et de chef d’état-major du bailli. L’historien La Varende lui décerne le brevet de « dompteur de Suffren ». Il faut aussi remarquer, pour que le tableau soit complet, que Suffren est capable d’éloges sincères et appuyées vis-à-vis de ceux -peu nombreux- qui ont révélé leur talent à ses côtés. C’est le cas d’Albert de Rions, commandant du Sagittaire en 1778 dans l’escadre de D’Estaing. Les deux hommes ont noué au cours de cette campagne des liens très forts d’estime et d’amitié. L’action du Sagittaire et du Fantasque qui ont semé la panique et la destruction dans la rade de Newport (voir plus haut), apparait comme un modèle d’habileté manœuvrière et de coopération efficace. L’évidente complicité entre les deux unités y a rendu presque inutile l’usage des signaux. Suffren ne cessera plus par la suite de faire l’éloge de son ami Albert de Rions et de réclamer sa présence à ses côtés aux Indes. Même comportement vis-à-vis du chef d’escadre de Peynier dont Suffren appréciera les talents sur la côte de Coromandel et avec lequel il nouera d’excellentes relations.
Le portrait est donc très contrasté. Suffren est une personnalité complexe qui assemble les plus vives qualités aux défauts les plus caricaturaux. À ce stade de sa carrière, le commandeur occupe dans la flotte une place à mi-chemin entre le marginal et l’électron libre. Ce point le fait d’ailleurs ressembler à d’Estaing, ce qui n’est pas le moindre des paradoxes lorsqu’on connait les critiques de Suffren vis-à-vis de son chef. Mais d’Estaing entretenait lui aussi de mauvais rapports avec presque tous ses officiers — sauf Suffren — alors…

## Les aléas de la Mémoire et de l’Histoire

### Le jugement de la Révolution et de Napoléon
On connait les propos de Napoléon au sujet de Suffren : « Oh ! pourquoi cet homme [Suffren] n’a-t-il pas vécu jusqu’à moi, ou pourquoi n’en ai-je pas trouvé un de sa trempe, j’en eusse fait notre Nelson, et les affaires eussent pris une autre tournure, mais j’ai passé tout mon temps à chercher l’homme de la marine sans avoir pu le rencontrer… » Cet éloge, tenu par Napoléon pendant son exil, c’est-à-dire après la fin des guerres révolutionnaires et impériales, a été souvent repris. L’historien qui veut suivre la pensée de l’Empereur est donc autorisé à faire un peu d’uchronie en répondant à la question suivante : peut-on imaginer Suffren vivant douze ou quinze ans de plus et tenir en échec Nelson à Aboukir, voire à Trafalgar ? En examinant attentivement le fil des évènements de la période 1789-1815, cela semble cependant peu probable, même si dans un premier temps le vent favorable que Suffren a contribué à faire souffler sur la marine lui survit quelque temps.
Michel Vergé-Franceschi note qu’« en 1786, le marin français par excellence est Suffren… Le marin honoré, réputé, acclamé devient en cette fin du XVIIIe siècle le marin batailleur, celui qui n’hésite pas à couper la ligne de l’adversaire, comme l’a fait Suffen en Inde ; le marin qui renoue avec la tradition de l’abordage dans le style de Jean Bart ; celui qui cherche à détruire l’escadre de l’ennemi comme Sourdis, en 1638 à Guétaria. À la veille de la Révolution française, les marins mathématiciens, manœuvriers, habiles, ceux qui sont capables de faire évoluer sur l’eau leurs splendides bâtiments, dans le cadre d’évolutions savantes gracieuses, sont tout à coup menacés par la stratégie offensive de Suffren… L’opinion, comme l’Encyclopédie de Panckouke, aspire à un corps d’officiers de vaisseau qui sente à nouveau la poudre et la fumée…» La guerre d’Indépendance américaine a galvanisé la marine française. Avec beaucoup d’intelligence, le ministère entretient le mouvement de modernisation des arsenaux et de lancement des vaisseaux commencé au début du règne de Louis XVI. Afin d’honorer les gloires de la marine, les fortes personnalités qu’ont été les marins batailleurs apparaît dans le nom de baptême des nouveaux vaisseaux de 74 canons modèle Sané. C’est ainsi qu’est lancé à Brest en 1791 le Suffren, ce qui témoigne de l’immense prestige du marin disparu, car les autres vaisseaux lancés à ce moment-là portent les noms de chefs qui pour l’essentiel ont fait carrière sous Louis XIV.
Pourtant, avec la radicalisation de la Révolution, les choses changent du tout au tout. Le vaisseau est rebaptisé le Redoutable. En 1792, le gouvernement révolutionnaire désavoue même la conduite de Suffren en Inde dans le conflit qui l’opposait à… Tromelin. Avec beaucoup d’opiniâtreté, Tromelin a monté un lourd dossier d’accusation contre son ancien chef qui lui permet d’être réintégré dans la Marine. Alors qu’une véritable hémorragie frappe le corps des officiers qui émigrent en masse, Tromelin, malgré sa noblesse bretonne, est nommé contre-amiral, puis vice-amiral le 1er janvier 1793 et réussit à passer sans encombre l'épreuve de la Terreur. L’Histoire a, depuis, oublié cette maigre victoire posthume obtenue par un officier aussi acharné à faire valoir ses droits qu’inexistant à la mer de 1784 à sa mort. Elle note cependant que cette même année, en 1793, la tombe de Suffren est profanée et que ses restes « encore très reconnaissables, sont jetés sur un tas d’ordures » comme les corps des rois de France presque simultanément. L’église du Temple est vendue en 1796 à un particulier qui la fait raser sous l’Empire. Il ne reste donc aucune trace de la sépulture du bailli.
Le comportement des révolutionnaires montre clairement que le souvenir de Suffren était associé en 1793 à l’idée qu’ils se faisaient de l’Ancien régime, c'est-à-dire de l’ancienne autorité royale. Ce en quoi ils avaient probablement raison. Il est douteux que Suffren, bien que favorable aux idées de réforme en 1788 (comme la plupart des officiers), ait pu, s’il avait vécu, supporter longtemps l’agitation révolutionnaire dans les ports de guerre et la remise en cause de l’autorité des officiers. De plus, Suffren, en tant que membre d’un ordre ecclésiastique extérieur au royaume (Malte), aurait eu tout à craindre de la radicalisation religieuse accompagnant la radicalisation politique des années 1792-1794. Suffren aurait très certainement pris le chemin de l’exil, pour ne pas avoir à affronter les violences de la Terreur (et le risque d’y perdre la tête) comme plus de 900 des 1 200 officiers de marine recensés en 1789. Les propos de Napoléon (qui a expulsé l’ordre de Saint-Jean de Jérusalem en débarquant dans l’île en 1798) ne sont donc qu’une boutade destinée à donner le change longtemps après les faits. Si Suffren avait vécu quinze ans de plus, les historiens auraient eu certainement plus de « chance » de le retrouver au débarquement des immigrés à Quiberon en 1795 plutôt qu’aux commandes de la flotte française face à Howe au combat de Prairial puis face à Nelson à Aboukir…

### Le jugement des historiens et la place dans la mémoire de la marine de guerre
L’éclipse révolutionnaire est cependant de courte durée. Au vu des défaites que subit la flotte française au début du XIXe siècle, la mémoire de Suffren est prestement réhabilitée. Jusqu’au milieu du XXe siècle, les historiens vont, dans l’ensemble dresser un bilan flatteur de son action, à commencer par les spécialistes anglo-saxons, tant civils que militaires (Clerk of Eldin, Mahan, l’amiral King ou l’amiral George Ballard). Les travaux menés ces trente dernières années en France ont eu tendance à relativiser fortement les résultats de Suffren en faisant remarquer que ses batailles sont presque toutes indécises, qu'il n'a capturé ou détruit au combat aucun vaisseau de Hugues et que sa campagne des Indes n’a pas rapporté grand-chose au pays. Au point que l’amiral François Caron, en 1996, a dénoncé un « mythe Suffren »[réf. incomplète]. Son étude tend à montrer que celui que les Anglais appelaient l'« amiral Satan » était plus un baroudeur qu'un novateur. Plus modéré, Jean Meyer parle d’un bilan qui a été « gonflé par les contemporains et les historiens ». Martine Acerra voit malgré tout en lui un « habile et énergique amiral français (…) capable de s'imposer ».
Suffren, en fait, se trouve à la charnière entre deux mondes dans la marine du XVIIIe siècle, ce qui explique en partie l’incompréhension dont il a fait l’objet. Il a innové en rompant avec la tradition du combat en lignes parallèles en tentant de couper celle de l’adversaire pour l’anéantir. Ce faisant, il n’a pas su expliquer ce choix à ses officiers. Ces derniers, élevés dans l’état d’esprit qui considérait que le seul fait d’avoir tenu tête était suffisant et qu’il ne fallait pas risquer davantage le matériel et les hommes, n’ont pas adhéré au projet ou ne l’on pas compris. Ainsi s’explique, dans presque toutes les batailles, les nombreux vaisseaux qui tentent de tenir la ligne en s’éloignant de la zone ou Suffren veut concentrer ses forces, phénomène encore accentué par le constat que nombre d’entre eux semblent avoir été particulièrement médiocres. D’où le fait que Suffren, lors de son dernier combat, ait même été obligé, pour ne prendre aucun risque, de se rallier à la bonne vieille tactique de la ligne de file… Ce sont finalement les chefs anglais qui réussissent, presque au même moment en 1782 aux Saintes (Rodney contre De Grasse), à rompre la ligne ennemie et à remporter une brillante victoire. Évolution confirmée au combat de Prairial en 1794 (Howe contre Villaret de Joyeuse) avec des résultats encore plus éclatants sur une flotte française désorganisée qui s’en tient toujours à la ligne de file. De son vivant, Suffren n’a été réellement compris et apprécié en opération que par des marins eux-mêmes brillants comme Albert de Rions, De Peynier et Villaret de Joyeuse ou par d’Estaing, esprit lui aussi en rupture avec les autres officiers.
La comparaison avec Nelson n’a pas cessé chez les historiens. Au vu de son bilan mitigé, Rémi Monaque définit Suffren comme un « Nelson sans charisme ». Jean Meyer préfère le présenter comme quelqu’un qui « n’a pas su provoquer la communauté d’esprit avec ses capitaines que saura leur insuffler un Nelson » pour faire triompher la Royal Navy. Un défaut probablement lié au caractère difficile de Suffren et à son style débraillé qui a horripilé nombre de ses officiers alors même qu’il déployait — de façon presque contradictoire — de grands talents de diplomate avec les Hollandais à Ceylan, avec le nabab Haidar Alî en Inde, et de non moins remarquables talents de logisticien pour nourrir et entretenir son escadre presque coupée de France pendant deux ans.
En dépit de ses limites et de ses occasions manquées lors de la campagne des Indes, Suffren reste « un modèle de volonté, d’opiniâtreté, d’imagination et de courage » (Rémi Monaque). C’est pour cela que dès le Premier Empire, son nom a toujours été donné à une unité majeure de la marine française. Le vaisseau débaptisé en 1794 a gardé son nom de Redoutable jusqu’à la fin. Cependant, en 1801, un autre navire de 74 canons reçoit le nom de l’illustre bailli, puis un autre de 90 canons en 1824. Le nom sera porté vers 2017 par la première unité d’une nouvelle série de sous-marins nucléaires d’attaque, la classe Suffren. Un choix qui correspond à la volonté de continuer à honorer un des plus célèbres marins français et à l’idée que la Marine nationale veut donner de ce type de bâtiment destiné à surprendre l’adversaire et à l’attaquer vite et fort.

## Hommages

### Liste des bâtiments de la marine française ayant porté ou portant le nom de Suffren
Suffren est devenu un exemple à suivre pour les marins français. Traditionnellement, la Marine nationale donne le nom de « Suffren » à l'une de ses plus grosses unités. Huit bâtiments ont été nommés ainsi en son honneur :
1. Un navire de ligne de 74 canons (1791-1794), rebaptisé Le Redoutable en 1794, qui participa à la bataille de Trafalgar ;
2. Un navire de ligne de 74 canons (1801-1815) ;
3. Un navire de ligne de 90 canons, le Suffren (1824-1865) ;
4. Une frégate armée (1866-1897) ;
5. Un cuirassé, le Suffren (1899-1916) ;
6. Un croiseur, le Suffren (1926-1963) ;
7. Une frégate lance-missile, le Suffren (1968-2001) ;
8. Le sous-marin nucléaire d’attaque (SNA) de classe Suffren, le Suffren, lancé le 12 juillet 2019[253].

### Représentations artistiques de Suffren
À ce jour, il n'est parvenu aucun portrait de Suffren dans sa jeunesse.
Le musée Carnavalet à Paris conserve le plâtre original du portrait de Suffren réalisé par le graveur Augustin Dupré pour la médaille commandée par les États de Provence en 1784 pour célébrer les victoires du bailli (S 3584).

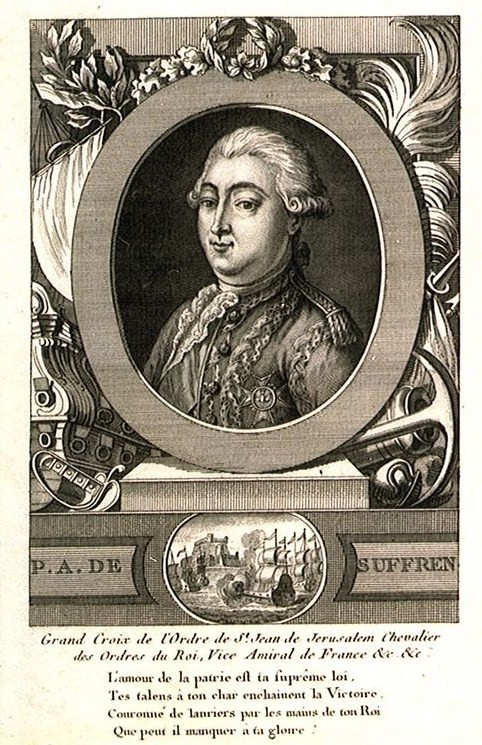
Pierre-André de Suffren vu par une illustration française de 1785, avec une dédicace à sa gloire.
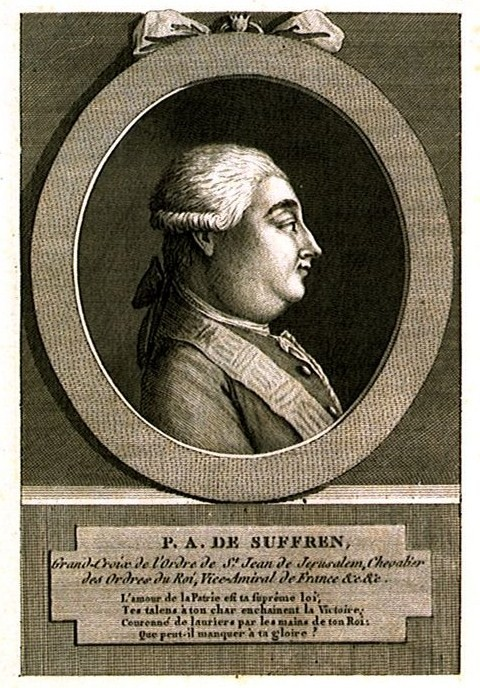
Suffren présenté dans un genre voisin de la précédente illustration, avec la même dédicace, vers 1785.
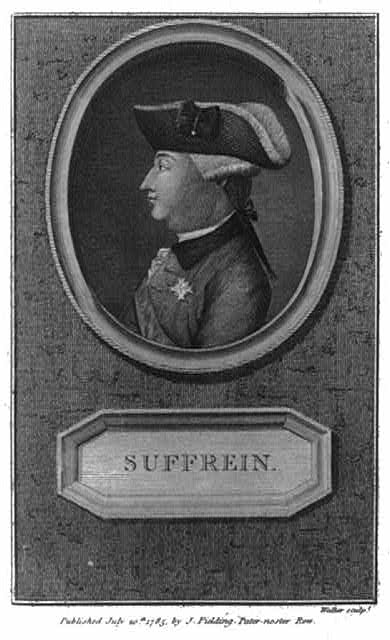
Illustration américaine de 1785.
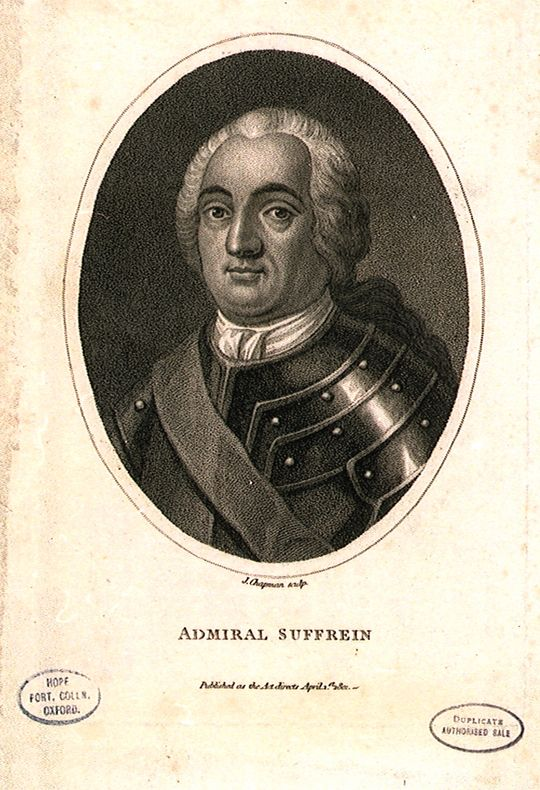
Suffren selon une illustration anglaise de 1801.
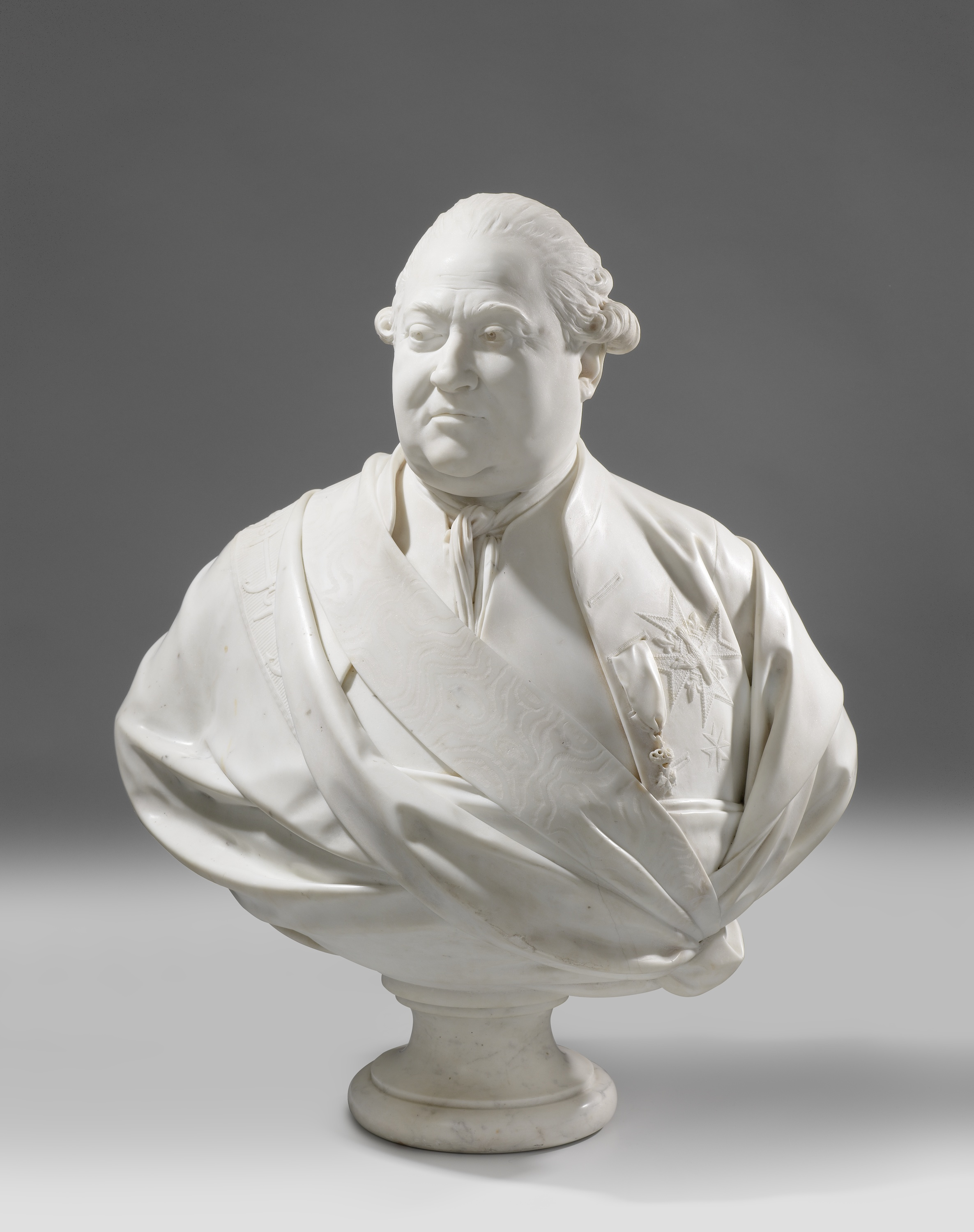
Jean-Antoine Houdon, Suffren, 1787, Rijksmuseum Amsterdam. Buste réalisé du vivant du bailli, il a été de nombreuses fois reproduit en marbre ou en bronze.
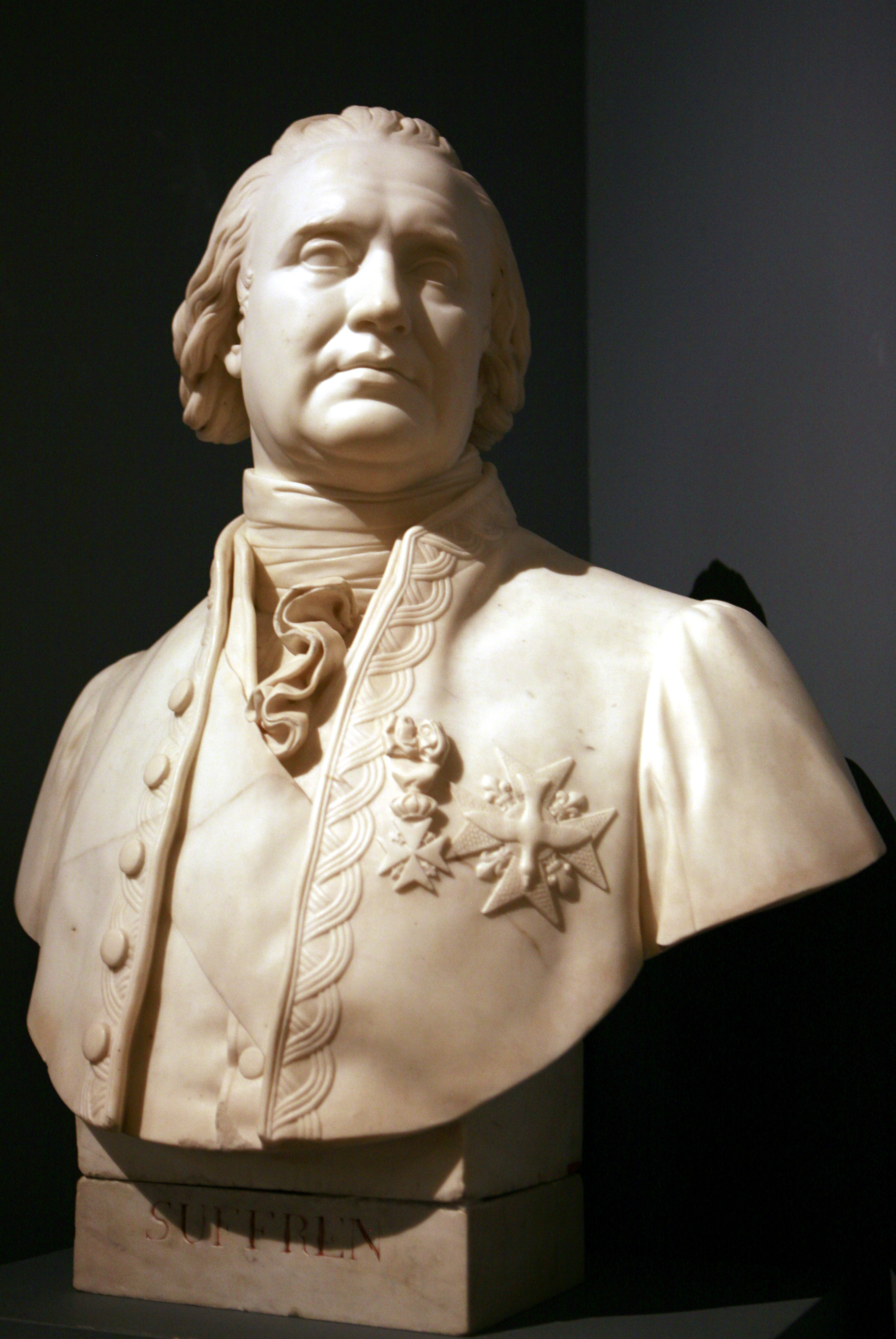
Isidore Hippolyte Brion, Buste de Suffren de Saint-Tropez, 1830, Paris, musée national de la Marine.
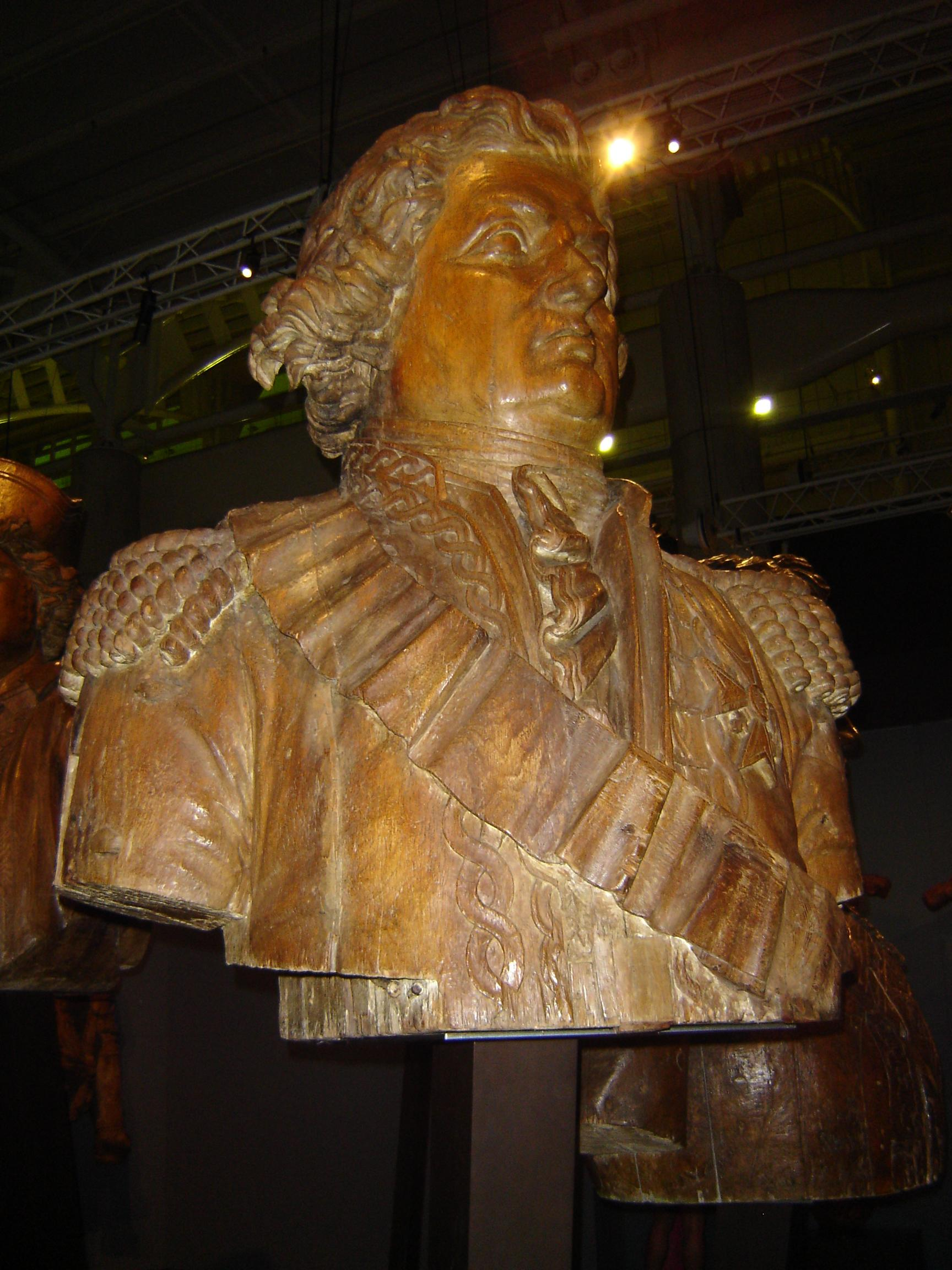
Buste anonyme en bois provenant d'un vaisseau du XIXe siècle, représentant Suffren dans son uniforme, tel qu'il l'a très rarement porté.
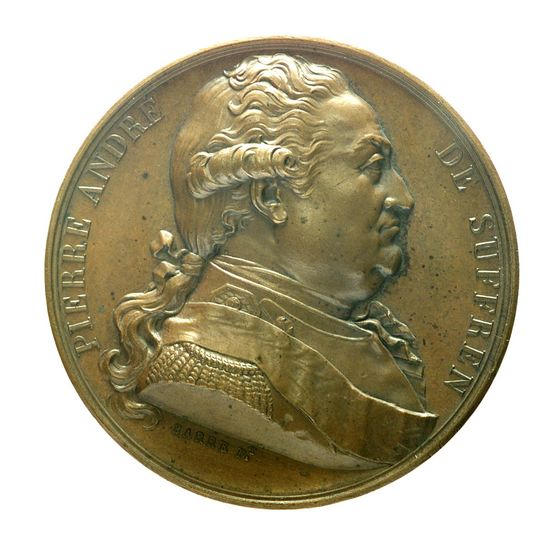
Jacques-Jean Barre, médaille de 1825 en l'honneur de Suffren.
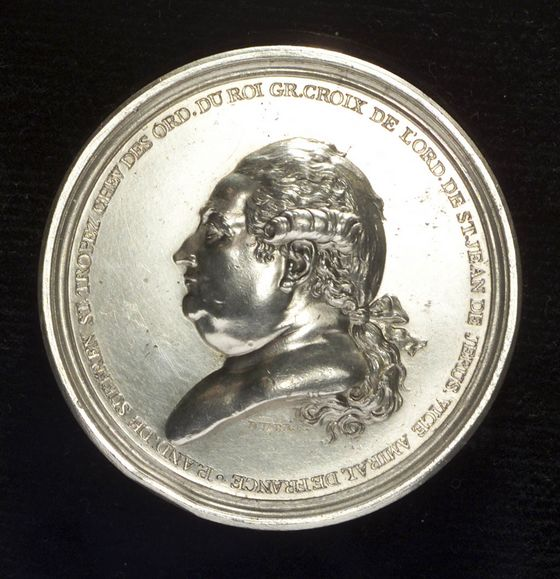
Médaille par Augustin Dupré, réalisée du vivant du bailli.
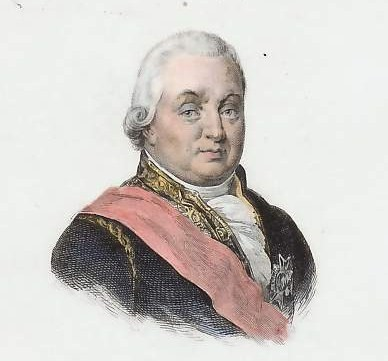
Lithographie de 1837 d'après le tableau de Pompeo Batoni.
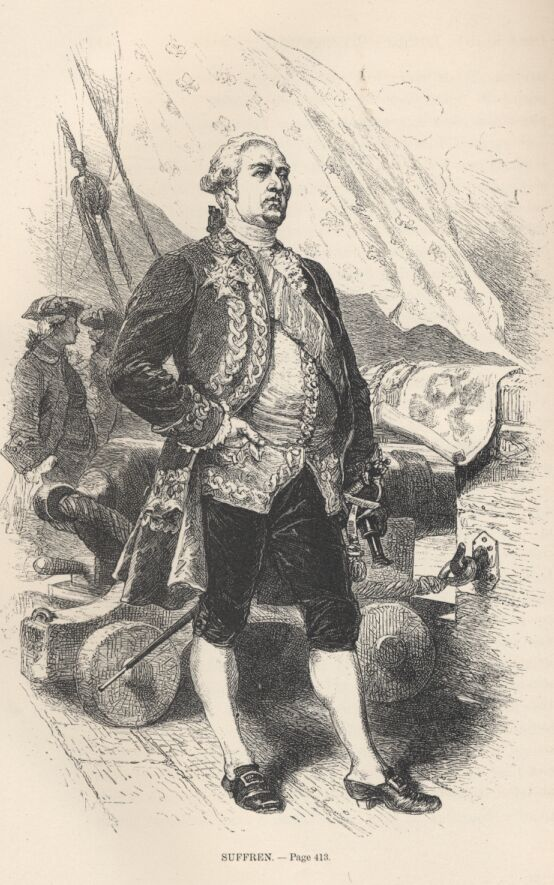
Suffren dans une gravure d'un livre d’histoire de la fin du XIXe siècle.